# Eurovision Song Contest 2016
Eurovision Song Contest 2016 var den 61:a upplagan av musiktävlingen Eurovision Song Contest, som ägde rum den 10, 12 och 14 maj 2016 i Stockholm i Sverige. Detta efter att låten Heroes, framförd av Måns Zelmerlöw, vunnit föregående års tävling. Vinnare blev Ukrainas bidrag "1944" som framfördes av Jamala. 
42 länder deltog, vilket var den näst högsta noterade deltagarssiffran genom tiderna. Bland dessa återfanns Bosnien och Hercegovina, Bulgarien, Kroatien och Ukraina, som alla återvände till tävlingen efter mellan ett och tre års frånvaro. Alla länder som deltog i 2015 års tävling, utom Portugal, bekräftade inför tävlingen sin avsikt att delta även denna gång. Ytterligare ett land skulle ha medverkat, nämligen Rumänien. Dock tvingade EBU bort Rumänien från årets tävling och detta till följd av att det rumänska nationella TV-bolaget TVR hade obetalda skulder på cirka 10 miljoner euro till EBU. Då TVR inte hade betalat denna skuld innan tidsfristen gick ut den 21 april 2016 blev konsekvensen att EBU stängde av TVR från tävlingen samt en rad andra EBU-event.
För nionde året i rad bestod tävlingen av två semifinaler och en final. De tio länder som i vardera semifinal fick högst totalpoäng gick vidare till finalen. Detta skedde genom att varje röstningsberättigat lands jury- och tittarresultat adderades samman. Även i finalen delade varje lands jurygrupp respektive tittare ut var sin 12-poängare, 10-poängare et cetera nedåt från 8–1 poäng. Varje lands poängpresentatör delade ut juryns poäng och därefter adderades tittarnas poäng ut som klumpsummor till respektive bidrag. Totalt blev det 26 finalister, där The Big Five-länderna Frankrike, Italien, Spanien, Storbritannien och Tyskland och värdlandet Sverige från början var direktkvalificerade. För fjärde året i rad var det producenterna för tävlingen som bestämde startordningen i semifinalerna och i finalen, även om lottning avgjorde semifinalernas/finalens halvindelning samt även värdlandets startnummer i finalen. En stor nyhet blev dock att EBU gjorde en förändring i andelen utdelade poäng; från det här året infördes regeln att jurygrupperna och tv-tittarna i varje tävlande land får var sin egen poängtavla att dela ut. Detta gjorde att andelen utdelade totalpoäng dubblerades jämfört med tidigare år.
Sveriges Television, som stod som ansvarigt TV-bolag det här året, utsåg Martin Österdahl och Johan Bernhagen till exekutiva producenter för tävlingen. Dessa två hade även ungefär samma arbetsroller vid Eurovision Song Contest 2013.
Inga tävlingsbidrag fick ha varit publicerade offentligt före den 1 september 2015 och senast den 14 mars 2016 skulle tävlingsländerna ha valt artist och bidrag.

## Tävlingsupplägg

Länder som deltog i finalen.
Länder som inte tog sig till final.
Länder som tävlat förut men inte deltog 2016.

Direkt efter att Sverige hade tagit hem segern av 2015 års tävling påbörjade det ansvariga TV-bolaget Sveriges Television arbetet med att förbereda 2016 års tävling. Den 24 maj 2015 gick Sveriges Televisions vd Hanna Stjärne ut i en intervju och sade att budgeten ännu inte var bestämd, men att man skulle jobba med ekonomin långsiktigt och att planeringen för evenemanget skulle påbörjas omgående. Dagen därpå meddelade Sveriges Television att arbetet med att sätta ihop det ansvariga sändningsteamet samt att börja ta in anbud från svenska städer att bli värdstad var igång.
Redan innan finalen av 2015 års tävling var avklarad gick EBU ut med information om det här årets tävling, däribland de preliminära tävlingsdatumen samt att tävlingsformen skulle fortfarande bestå av två semifinaler och en final. De preliminära datumen sattes till den 10, 12 och 14 maj 2016, vilka SVT under sommaren 2015 kunde bekräfta som riktiga datum. Den 18 juni 2015 hölls ett första formellt möte mellan Sveriges Television och EBU:s referensgrupp, där de huvudsakliga detaljerna kring tävlingen diskuterades.
Den 8 juli presenterades värdstaden och dessutom framkom det att Martin Österdahl skulle bli programmets exekutiva producent. Han innehade samma tjänst som vid Eurovision Song Contest 2013. Den 4 september samma år meddelades hela arbetsledningen för tävlingen där nu framkom att Martin Österdahl skulle få dela denna tjänst med Johan Bernhagen. Österdahl blev ytterst ansvarig för projektet medan Bernhagen ledde projektets dagliga verksamhet. Övriga ansvariga blev Tobias Åberg (Head of Production), Christer Björkman (Contest Producer), Sven Stojanovic (Show Producer), Lotta Loosme (Head of Communications), Sofi Franzén (Head of Event, City and Partners) samt Josephine Görander (Executive Assistant and Office Manager).

### Röstningssystem[5][14]
Inför årets tävling meddelade EBU att en ändring hade gjorts i programmets röstningssystem. Sedan finalen år 2009 har EBU använt modellen med att varje land har 50% juryröstning och 50% tittarröstning vars resultat sedan kombineras för att få ut ett tredje resultat som landet använder som slutresultat. Till det här året slopades kombineringsdelen och varje lands jurygrupp respektive tittare fick istället vardera dela ut 1, 2, 3, 4, 5, 6, 7, 8, 10 och 12 poäng. Detta innebar att dubbelt så mycket poäng delades ut till bidragen i semifinalerna och finalen. I finalen kom det exempelvis att delas ut 84 stycken 12-poängare i finalen. Maxpoängen för ett finalbidrag ökade också från 504 till 1 008 poäng. 
Fortfarande blev det de 10 länderna som fått högst totalpoäng i respektive semifinal som gick vidare till finalen, och likt tidigare år kom resultatet av de enskilda landsplaceringarna i semifinalerna vara hemliga fram till dess att finalen avgjordes. I finalen redovisades först jurygruppernas poäng av varje lands poängpresentatör (med skillnaden att poängpresentatören enbart sade vilket bidrag som fått 12 poäng; övriga poäng åkte ut direkt på resultattavlan) och sedan delades tittarnas poäng ut i klumpsummor av programledarna. Bidragen på plats 11–26:s poäng delades dock ut manuellt av en dator; därefter läste programledarna upp resten av bidragen som hade hamnat på topp 10. 

#### Jurygruppernas sammansättning
För att säkerställa validerat resultat ställde EBU vissa krav på jurygrupperna i tävlingen. Grundkriterierna var att ett lands jurygrupp skulle bestå av fem personer inklusive en ordförande (en extramedlem skulle utses ifall att någon av de ordinarie fem fick förhinder), som alla arbetar i eller med musikbranschen i det land de representerade (alla i juryn skulle vara medborgare i landet de röstade åt). Det skulle även finnas en spridning gällande ålder, kön och bakgrund, och hade man suttit med i juryn åren 2014 och/eller 2015 fick man inte vara med i juryn 2016. Ingen jurymedlem fick vara anställd vid det TV-bolag som gjorde utsändningen och fick ej heller vara involverade i något lands artist, låt eller framträdande. Dessutom fanns kravet att alla jurymedlemmar skulle rösta individuellt.
Varje jurygrupp övervakades av en notarius publicus samt så hade EBU möjligheten skicka egna kontrollanter som övervakade juryns röstningsprocess. Om juryn bröt mot reglerna så hade EBU möjlighet att diskvalificera juryns resultat. I sådana fall skulle ett validerat slumpresultat använts baserat på hur ett antal andra länder hade röstat.
Namnen på alla jurymedlemmar offentliggjordes den 29 april 2016.
Under pågående semifinal diskvalificerade rysk TV en av sina jurymedlemmar då denne gjort en utsändning genom mobilapplikationen Periscope. Detta var dock enligt EBU:s regelverk inte förbjudet. Men sedan det framkommit delar av jurymedlemmens resultat samt egna åsikter under sändningen, vilket gjorde att jurymedlemmen bröt mot tystnadspliktskrav gentemot EBU. Inför finalen fick det ryska TV-bolaget chansen att välja ut en ny medlem till juryn.

### Förändringar
I en intervju med tidningen Dagens Nyheter den 9 september 2015 meddelade exekutiva producenten Martin Österdahl att fokus skulle komma att ligga på att ta upp mänskliga rättigheter och att överbrygga kulturella skillnader i Europa. Dock skulle detta ämne inte ses som något politiskt, även om det låg i betraktarens öga att avgöra den saken. Utöver detta meddelade även Österdahl att Sveriges Television hade önskemål att försöka få EBU att flytta sändningstiden för programmen en timme bakåt, alltså från klockan 21.00 CET till 20.00 CET. Anledningen till detta sades vara att sändningarna startar betydligt senare i många länder i östra Europa (beroende på tidsskillnaderna) och att den sena sändningsstarten drabbar framförallt många barn som vill se programmet. Dock kom EBU ej att hörsamma sändningstidsidén.
Den 14 december 2015, i samband med att programledarna presenterades, uttalade sig Österdahl till tidningen Aftonbladet att SVT ville genomföra ytterligare förändringar, som att förändra formatet på finalens omröstning, vilket också gick igenom (se Röstningssystem).
En större förändring som genomfördes var uppspelningen av de bidrag som var direktkvalificerade till finalen (Frankrikes, Italiens, Spaniens, Storbritanniens och Tysklands samt värdlandet Sveriges respektive bidrag). Sedan semifinalsystemet infördes år 2004 (och även två semifinaler 2008) har EBU i semifinalsändningarna valt att endast spela upp korta snuttar från respektive direktkvalificerat lands inskickade musikvideo. Det nya förslaget kom istället att innebära att de tre länderna som i respektive semifinal extraröstade fick framträda live med sin representant. Under respektive semifinals jurygenrep bandades dessa inslag och sedan spelades drygt 55 sekunder upp i TV-sändningen kvällen därpå. På det sättet fick de direktkvalificerade ungefärlig lika lång speltid som semifinalländerna, med skillnaden att de direktkvalificerade ej tävlade i semifinalerna.

### Värdstad och arena
Det var värdbolaget Sveriges Television som under sommaren 2015 beslutade om vilken stad i Sverige som skulle bli värd för tävlingen 2016. Fram till mitten av juni 2015 fick intresserade städer på sig att komma med förslag varpå SVT gallrade ned förslagen till ett antal förslag innan det slutgiltiga beslutet fattades. Martin Österdahl var en av personerna bakom processen att välja värdstad (vid tidpunkten var han dock inte utsedd till exekutiv producent för hela tävlingen 2016).
De städer som hade möjlighet att lämna in förslag var de städer som kunde uppfylla de krav som Sveriges Television ställde:
- Värdstaden måste erbjuda ett visst antal hotell samt hotellrum som skulle finnas i närheten av arenan.
- Arenan var tvungen att erbjuda loger i anslutning till arenan.
- Ett presscenter skulle finnas tillgängligt vid arenan som skulle ha en särskild storlek.
- SVT skulle ha tillgång till värdarenan minst 4-6 veckor före sändningarna, och detta för att kunna bygga scen, rigga ljus och all teknik.
- Värdstaden skulle finnas nära en storflygplats.

Följande städer (med arenor) sade sig ha möjlighet att arrangera tävlingen (den fetmarkerade blev sedermera vald till värdstad (med tillhörande arenor)):
| Stad                | Arena             | Kapacitet | Notering |
| ------------------- | ----------------- | --- | --- |
| Linköping           | Saab Arena        | 11 500 | Värdarena för Melodifestivalens deltävlingar åren 2005, 2008, 2011 och 2014. |
| Malmö               | Malmö Arena       | 15 500 | Värdarena för Melodifestivalens deltävlingar 2009-2016. Även värdarena vid Eurovision Song Contest 2013. Staden drog sig ur värdstadskampen den 11 juni 2015 på grund av att arenan är uppbokad av andra evenemang under den aktuella perioden. |
| Göteborg            | Scandinavium      | 14 000 | Värdarena för Melodifestivalens deltävlingar 2003-2016. Var även värdarena vid Eurovision Song Contest 1985. |
| Sandviken och Gävle | Göransson Arena   | 10 000 | Värdarena för Melodifestivalens andra deltävling 2010. |
| Stockholm           |                   | | |
| Friends Arena       | 65 000            | Värdarena för finalen av Melodifestivalen 2013-2016. Tackade från början nej till att arrangera på grund av ointresse, men valde att ändå kvarstå i budgivningen. När Stockholms stad dock lämnade in sin ansökan fanns inte Friends Arena med som ett alternativ, varför arenan inte längre sågs som ett alternativ. | |
| Globen              | 16 000            | Värdarena för finalen av Melodifestivalen 1989 och 2002-2012. Var även värdarena för Eurovision Song Contest 2000. Enligt den ansökan som Stockholms stad skickade in var Globenområdets arenor tilltänkt för tävlingen. Blev slutligen vald till värdarena för tävlingen.                                            | |
| Annexet             | 4 000             | Var delegationsområdet under tävlingen. | |
| Hovet               | 8 042             | Agerade presscenter under tävlingen. | |
| Tele2 Arena         | 45 000            | Arenan tackade från början nej på grund av förhandskontrakt till fotbollsföreningarna Hammarby och Djurgården, men valde att ändå kvarstå i budgivningen. Under finalen användes arenan som en extra partyarena för de som ej fått biljetter till Globen.                                                             | |
| Örnsköldsvik        | Fjällräven Center | 9 800 | Värdarena för Melodifestivalens deltävlingar åren 2007, 2010, och 2013. |

### Biljettförsäljning
Ett första biljettsläpp till genrepen och direktsändningarna, totalt nio föreställningar, genomfördes den 26 november. Vid detta tillfälle var det hårt tryck på biljettförsäljningen till finalens direktsändning den 14 maj, vilket gjorde att dessa biljetter sålde slut tämligen omgående. Ett andra biljettsläpp om 10 000 biljetter gjordes den 29 februari 2016. Detta biljettsläpp gjordes efter att produktionen nu visste om mer i detalj hur scenen kommer att stå i förhållande till publiken. Biljetter till den nya satsningen Eurovision The Party i Tele2 Arena började att säljas den 18 mars 2016. Ett tredje och sista biljettsläpp till genrepen och direktsändningarna gjordes den 8 april 2016.

### Programledare
| Petra Mede och Måns Zelmerlöw var programledare för Eurovision Song Contest 2016. |  | Petra Mede och Måns Zelmerlöw var programledare för Eurovision Song Contest 2016. |
| Petra Mede och Måns Zelmerlöw var programledare för Eurovision Song Contest 2016. |  |                                                                                   |

Exakt på dagen fem månader före finalen ägde rum (dvs. den 14 december 2015) höll Sveriges Television en presskonferens i Globen, där programledarna för årets tävling presenterades. Under presskonferensen meddelades det att Petra Mede och Måns Zelmerlöw skulle vara programledare. Mede återvände i samma roll som hon hade vid Eurovision Song Contest 2013, vilket var första gången på 42 år som en programledare återkom till Eurovision för andra gången.

## Ekonomi
Den 9 september meddelade Sveriges Television att budgeten för tävlingen var beräknad till 125 miljoner svenska kronor, vilket var samma budget som även var satt till Sveriges senaste arrangemang år 2013. Denna budget är i storlek att jämföra med hela Utbildningsradions budget 2013. Att Sveriges Television valde att ha samma budgettak som 2013 var att övriga programutbud för 2016 inte skulle drabbas.
Den ekonomiska beräkningen var cirka 65 miljoner kronor mindre jämfört med 2015 års tävling, och kostnaderna för tävlingen delas lika mellan SVT och Stockholm stad. Inför tävlingen gick Stockholm stad ut och sade sig stå ansvariga för 95 miljoner kronor, där en stor del av budgeten gick åt till att rusta upp Globen inför tävlingen.

## Deltagande länder
| Land                    | TV-bolag           | Artist                                 | Bidrag                           | Språk                   | Låtskrivare                                                                                                | Ref.   |
| ----------------------- | ------------------ | -------------------------------------- | -------------------------------- | ----------------------- | --- | ------ |
| Albanien                | RTSH               | Eneda Tarifa                           | Fairytale                        | Engelska                | Olsa Toqi                                                                                                  | [ 47 ] |
| Armenien                | ARMTV              | Iveta Mukutjian                        | LoveWave                         | Engelska                | Stephanie Crutchfield, Iveta Mukutjian, Levon Navasardjian, Lilith Navasardjian                            | [ 48 ] |
| Australien              | SBS                | Dami Im                                | Sound of Silence                 | Engelska                | Anthony Egizii, David Musumeci                                                                             | [ 49 ] |
| Azerbajdzjan            | İTV                | Samra                                  | Miracle                          | Engelska                | Amir Aly, Jakke Erixson, Henrik Wikström                                                                   | [ 50 ] |
| Belgien                 | VRT                | Laura Tesoro                           | What's the Pressure              | Engelska                | Louis Favre, Sanne Putseys, Birsen Uçar, Yannick Werther                                                   | [ 51 ] |
| Bosnien och Hercegovina | BHRT               | Deen & Dalal feat. Ana Rucner & Jala   | Ljubav je                        | Bosniska                | Almir Ajanović, Branko Janković                                                                            | [ 52 ] |
| Bulgarien               | BNT                | Poli Genova                            | If Love Was a Crime              | Bulgariska, engelska    | Sebastian Arman, Poli Genova, Borislav Milanov, Joacim Persson                                             | [ 53 ] |
| Cypern                  | CyBC               | Minus One                              | Alter Ego                        | Engelska                | Thomas G:son, Andreas Kapatais, Constantinos Amerikanos, Harrys Pari, Orestis Savva, Christopher Ioannides | [ 54 ] |
| Danmark                 | DR                 | Lighthouse X                           | Soldiers of Love                 | Engelska                | Søren Bregendal, Daniel Durn, Katrine Klith Andersen, Johannes Nymark, Sebastian Owens, Martin Skriver     | [ 55 ] |
| Estland                 | ERR                | Jüri Pootsmann                         | Play                             | Engelska                | Vallo Kikas, Fred Krieger, Stig Rästa                                                                      | [ 56 ] |
| Finland                 | YLE                | Sandhja                                | Sing It Away                     | Engelska                | Heikki Korhonen, Sandhja Kuivalainen, Petri Matara, Milos Rosas, Markus Savijoki                           | [ 57 ] |
| Frankrike               | France Télévisions | Amir                                   | J'ai cherché                     | Franska, engelska       | Johan Errami, Amir Haddad, Nazim Khaled                                                                    | [ 58 ] |
| Georgien                | GPB                | Nika Kocharov & Young Georgian Lolitas | Midnight Gold                    | Engelska                | Thomas G:son, Kote Kalandadze                                                                              | [ 59 ] |
| Grekland                | ERT                | Argo                                   | Utopian Land                     | Grekiska, engelska      | Vladimiros Sofianides                                                                                      | [ 60 ] |
| Irland                  | RTÈ                | Nicky Byrne                            | Sunlight                         | Engelska                | Nicky Byrne, Ronan Hardiman, Wayne Hector                                                                  | [ 61 ] |
| Island                  | RÚV                | Gréta Salóme                           | Hear Them Calling                | Engelska                | Greta Salóme Stefánsdóttir                                                                                 | [ 62 ] |
| Israel                  | IBA                | Hovi Star                              | Made of Stars                    | Engelska                | Doron Medalie                                                                                              | [ 63 ] |
| Italien                 | RAI                | Francesca Michielin                    | No Degree Of Separation          | Italienska, engelska    | Federica Abbate, Cheope, Fabio Gargiulo, Norma Jean Martine, Francesca Michielin                           | [ 64 ] |
| Kroatien                | HRT                | Nina Kraljić                           | Lighthouse                       | Engelska                | Andreas Grass, Nikola Paryla                                                                               | [ 65 ] |
| Lettland                | LTV                | Justs                                  | Heartbeat                        | Engelska                | Aminata Savadogo                                                                                           | [ 66 ] |
| Litauen                 | LRT                | Donny Montell                          | I've Been Waiting for This Night | Engelska                | Beatrice Robertsson, Jonas Thander                                                                         | [ 67 ] |
| Makedonien              | MRT                | Kaliopi                                | Dona                             | Makedonska              | Romeo Grill, Kaliopi Bukle                                                                                 | [ 68 ] |
| Malta                   | PBS                | Ira Losco                              | Walk on Water                    | Engelska                | Lisa Desmond, Tim Larsson, Ira Losco, Tobias Lundgren, Molly Pettersson Hammar                             | [ 69 ] |
| Moldavien               | TRM                | Lidia Isac                             | Falling Stars                    | Engelska                | Gabriel Alares, Ellen Berg, Leonid Gutkin, Sebastian Lestapier                                             | [ 70 ] |
| Montenegro              | RTCG               | Highway                                | The Real Thing                   | Engelska                | Maro Market, Srđan Sekulović, Luka Vojvodić                                                                | [ 71 ] |
| Nederländerna           | AVROTROS           | Douwe Bob                              | Slow Down                        | Engelska                | Matthijs van Duijvenbode, Jan-Peter Hoekstra, Jeroen Overman, Douwe Bob Posthuma                           | [ 72 ] |
| Norge                   | NRK                | Agnete                                 | Icebreaker                       | Engelska                | Gabriel Alares, Ian Curnow, Agnete Johnsen Saba                                                            | [ 73 ] |
| Polen                   | TVP                | Michał Szpak                           | Color of Your Life               | Engelska                | Andy Palmer, Kamil Varen                                                                                   | [ 74 ] |
| Ryssland                | VGTRK              | Sergej Lazarev                         | You Are The Only One             | Engelska                | John Ballard, Ralph Charlie, Dimitris Kontopoulos, Filipp Kirkorov                                         | [ 75 ] |
| San Marino              | SMRTV              | Serhat                                 | I Didn't Know                    | Engelska                | Olcayto Ahmet Tuğsuz, Nektarios Tyrakis                                                                    | [ 76 ] |
| Schweiz                 | SRG SSR            | Rykka                                  | The Last of Our Kind             | Engelska                | Jeff Dawson, Mike James, Warne Livesey, Christina Maria Rieder                                             | [ 77 ] |
| Serbien                 | RTS                | Sanja Vučič ZAA                        | Goodbye (Shelter)                | Engelska                | Ivana Pavlović                                                                                             | [ 78 ] |
| Slovenien               | RTVSLO             | ManuElla                               | Blue and Red                     | Engelska                | Manuella Brečko, Marjan Hvala, Leon Oblak                                                                  | [ 79 ] |
| Spanien                 | RTVE               | Barei                                  | Say Yay!                         | Engelska                | Bárbara Reyzábal González-Aller, Víctor Púa, Rubén Villanueva                                              | [ 80 ] |
| Storbritannien          | BBC                | Joe & Jake                             | You're Not Alone                 | Engelska                | Justin J. Benson, Siva Kaneswaran, Matt Schwartz                                                           | [ 81 ] |
| Sverige                 | SVT                | Frans                                  | If I Were Sorry                  | Engelska                | Oscar Fogelström, Michael Saxell, Fredrik Andersson, Frans Jeppsson Wall                                   | [ 82 ] |
| Tjeckien                | ČT                 | Gabriela Gunčíková                     | I Stand                          | Engelska                | Sara Biglert, Aidan O'Connor, Christian Schneider                                                          | [ 83 ] |
| Tyskland                | NDR                | Jamie-Lee                              | Ghost                            | Engelska                | Thomas Burchia, Conrad Hensel, Anna Leyne                                                                  | [ 84 ] |
| Ukraina                 | NTU                | Jamala                                 | 1944                             | Engelska, krimtatariska | Susana Dzjamaladinova                                                                                      | [ 85 ] |
| Ungern                  | MTVA               | Freddie                                | Pioneer                          | Engelska                | Borbála Csarnai, Zé Szabó                                                                                  | [ 86 ] |
| Vitryssland             | BTRC               | Ivan                                   | Help You Fly                     | Engelska                | Mary Susan Applegate, Victor Drobysh, Alexander Ivanov, Timofei Leontiev                                   | [ 87 ] |
| Österrike               | ORF                | Zoë                                    | Loin d'ici                       | Franska                 | Christof Straub, Zoë Straub                                                                                | [ 88 ] |

## Större händelser kring Eurovisionen

### Länder som först anmält sig och sedan tvekade men som ändå ställer upp

#### Bosnien och Hercegovina
Den 15 september meddelade det bosniska nationella TV-bolaget BHRT att Bosnien och Hercegovina hade anmält sig preliminärt till det här årets tävling, efter att inte ha deltagit sedan 2012 års tävling. Den 9 oktober meddelade dock BHRT att anmälan var tillbakadragen och detta efter den ekonomisk diskussion med EBU. BHRT fick då en förlängd betänketid av EBU till slutet av oktober för att hitta en fungerande ekonomisk modell, som att söka sponsorer.
Den 24 november 2015 bekräftade BHRT att Bosnien och Hercegovina återvänder till ESC 2016. Dagen därpå meddelades också vilken representant landet kommer att skicka till tävlingen.

#### Bulgarien
I januari 2015 gick den bulgariska nationella TV-bolaget BNT ut med information om att de skulle försöka få till ett samarbete med TV-bolaget BTV för att försöka finansiera ett deltagande i Eurovision 2016. Landet hade då innan varit frånvarande från två tävlingar på grund av ekonomiska svårigheter hos BNT. Den 15 september meddelade BNT att man hade gjort en preliminäranmälan, dock med möjligheten att fortfarande dra tillbaka sin anmälan om man så önskade. Enligt uppgifter kommer BNT att fatta det avgörande beslutet först efter att man gjort klart med sitt värdskap för Junior Eurovision Song Contest 2015, dvs. efter den 21 november. Innan något direkt besked hade lämnats av BNT gick Bulgariens delegationschef Joana Levieva-Sawyer ut med att det troligen skulle bli ett negativt beslut på grund av att det skulle bli alldeles för kostsamt för BNT att delta. Dock bekräftade EBU Bulgariens ESC-återkomst den 26 november 2015.

#### Kroatien
I samband med att Kroatien tackade nej till att delta i 2015 års ESC började det ryktas om att landet istället skulle komma att göra comeback till 2016 års tävling. Det kroatiska nationella TV-bolaget HRT uttalade sig dock i oktober 2015 om att det är troligt att landet inte gör någon comeback till 2016. Den 11 november samma år kom dock beskedet att HRT ännu inte fattat sitt beslut gällande en möjlig Eurovisionåterkomst för Kroatiens del. EBU bekräftade Kroatiens ESC-återkomst den 26 november 2015.

#### Montenegro
Den 16 september 2015 meddelade det montenegrinska nationella TV-bolaget RTCG att man tvekade inför ett deltagande i ESC 2016. Detta efter att landets jury blivit diskvalificerad i 2015 års final utan motivering.[källa behövs] RTCG ville därför att EBU:s referensgrupp skulle återinföra juryrösternas resultat. Trots tvekan valde landet den 1 oktober samma år att anmäla sig, och dagen därpå presenterades också landets ESC-representant.

#### San Marino
Den 24 september 2015 meddelade San Marinos delegationschef Alessandro Capicchioni i en intervju med sajten ESCToday.com att San Marino har anmält sig preliminärt att delta i det här årets Eurovision Song Contest. Dock skulle TV-bolaget SMRTV:s verkställande direktör Carlo Romeo överväga ifall landet ska delta eller ej. EBU bekräftade den 26 november 2015 att San Marino kommer att medverka i tävlingen.

### Australien får delta igen
Inför ESC 2015 valde EBU att låta Australien medverka som en engångsgest eftersom Eurovisionen firade 60 år det året. På förhand blev landet direktkvalificerat till finalen och fick dessutom rösta i bägge semifinalerna och i finalen. Från EBU:s håll sades det att Australiens enda möjlighet att få delta igen var genom att vinna och att få arrangera tävlingen ihop med ett europeiskt land. Under pågående Eurovisionsvecka sade dock Eurovisionens högste chef, Jon Ola Sand, att Australiens framtid i tävlingen ska diskuteras och att det eventuellt skulle finnas en möjlighet för landet att få en permanent plats i tävlingen. Landet blev exempelvis inbjudet av EBU att även medverka vid Junior Eurovision Song Contest 2015, utan att den tävlingen hade något jubileum (som 2015 års stora ESC hade).
Den 17 november meddelade dock EBU att Australien godkänts som deltagare även vid ESC 2016. Denna gång får landet kvala i någon av de två semifinalerna. Om Australien vinner tävlingen så måste man fortfarande arrangera tävlingen ihop med ett europeiskt land.

### Tyskland ändrar artistval
Den 19 november kom beskedet att Tyskland hade valt ut artisten Xavier Naidoo internt att representera landet vid detta års Eurovision Song Contest och att hans låt skulle väljas genom en nationell final i februari månad. Två dagar senare meddelade dock det nationella TV-bolaget NDR att man hade dragit tillbaka detta val efter kritik. Istället kom en ny antagning att hållas som istället hade 10 tävlande med var sitt bidrag.

### Ukraina återvänder
Inför 2015 års Eurovision Song Contest meddelade det ukrainska nationella TV-bolaget NTU att landet ej skulle ställa upp med anledning av ekonomiska och politiska skäl. Efter att 2015 års Eurovision Song Contest hade avgjorts gick dock en talesperson för NTU ut med uppgiften att Ukraina möjligen skulle återvända till 2016 års tävling. Under sommaren var det flera olika hemsidor som bekräftade Ukrainas deltagande, men det var först den 16 september samma år som en officiell bekräftelse gjordes.

### Rumänien stängs av
I september 2015 godkände Rumäniens parlament att Rumänien skulle få delta i ESC 2016, och således skickade nationella TV-bolaget TVR in en preliminär anmälan till EBU. EBU bekräftade den 26 november 2015 att Rumänien då skulle komma att medverka i tävlingen, men den 22 april 2016 blev istället TVR av med sitt medlemskap i EBU på grund av obetalda skulder på ca 10 miljoner euro till EBU. Förutom att TVR därmed ej längre äger rätten att delta i årets upplaga av Eurovision Song Contest så förloras även till exempel rättigheterna att sända de olympiska spelen i Rio 2016.

### Kina visar intresse
Den kinesiska provinciella TV-kanalen Hunan Television bekräftade i maj 2015 sitt intresse av att delta i Eurovision Song Contest. EBU har på detta svarat att "vi är öppna och letar alltid efter nya element i varje Eurovision Song Contest". Några veckor senare kom dock uppgifter som snarare pekade mot att det inte skulle vara aktuellt att få med dem i tävlingen till 2016, och när EBU i november samma år meddelade deltagarlistan för 2016 fanns Kina inte med bland de bekräftade länderna. Däremot kommer Hunan Television att sända hela tävlingen i maj.

### Förbjudna flaggor
Veckorna före tävlingen läckte det ut ett dokument som listade flaggor som inte var tillåtna i publikhavet under tävlingen:
- Kosovo
- Nagorno-Karabach
- Baskien
- Islamiska staten
- Krim (både Krimtatarernas gul-blå flagga och Den autonoma republiken Krim och Republiken Krims flagga)
- Palestinas flagga
- Folkrepubliken Donetsk
- Nordcypern
- Transnistrien
- Sápmi[123]
- Wales[123]

De enda tillåtna flaggorna att vifta med var de tävlande ländernas fanor, länder som godkänts som stater av Förenta nationerna, Europeiska flaggan och Regnbågsflaggan. Beslutet fattades av EBU:s referensgrupp.
Artister som tillhörde nationella minoriteter, som Norges samiska Agnete, som ville kunna vifta med Samernas flagga och en av Storbritanniens deltagande artister som ville kunna vifta med Wales flagga var därför förbjudna att göra det. Efter kritik tog EBU tillbaka beslutet.

#### Kontroversen kring Armenien
Under den inledande omröstningen i första semifinalen den 10 maj, filmades den armeniska artisten Iveta Mukuchyan i greenroom med Nagorno-Karabachs flagga i handen. Situationen eskalerade under den följande presskonferensen, där en azerbajdzjansk journalist kritiserade både den armeniska delegationen och EBU för att låta flaggan synas under showen. Som svar på Aftonbladets fråga om händelsen, uppgav Mukuchyan: "Mina tankar är med mitt hemland. Jag vill ha fred överallt". Den azerbajdzjanska artisten Samra Rahimli kommenterade situationen med att "Eurovision är en sångtävling och det handlar om musik".
EBU och tävlingens Referensgrupp gjorde följande dag ett gemensamt uttalande där de fördömde Mukuchyans agerande. Referensgruppen förklarade att Television Armenien (AMPTV) brutit mot regeln om att "inga meddelanden som främjar någon organisation, institution, politisk sak eller andra ståndpunkter tillåts i programmet". Vidare påpekade referensgruppen att ett ytterligare brott mot tävlingsreglerna kan leda till diskvalificering från tävlingen eller framtida tävlingar. En talesman för det azerbajdzjanska utrikesministeriet, Hikmät Hacıyev, kallade Mukuchyans agerande "provocerande" och "oacceptabelt", och hävdade att "den armeniska sidan avsiktligt tar till sådana åtgärder för att uppmuntra och främja den olagliga formation som skapats i de ockuperade azerbajdzjanska territorierna".

### Danmark angav felaktiga röstsiffror
Den danska juryns ordförande Hilda Heick angav fel röstsiffror vid finalens omröstning. Dock påverkade emellertid inte Danmarks juryordförandes misstag vem som vann ESC 2016. EBU har informerats om det inträffade av Danmarks Radios underhållningschef Jan Lundme. EBU har inte korrigerat dessa röster.

### Länder som tackade nej
Länderna nedan avböjde medverkan i ESC 2016. 
- Andorra – landets nationella TV-bolag RTVA meddelade den 2 september 2015 att Andorra inte har några planer på att återvända till Eurovisionen år 2016.[129]
- Liechtenstein – landets nationella TV-bolag 1FLTV meddelade den 16 september 2015 att landet inte tänker försöka göra debut till år 2016. Däremot säger man sig vara intresserad att försöka debutera till 2017 års tävling. Det nationella TV-bolaget är dock inte medlem i EBU och har därför inte rätt att delta i Eurovision Song Contest förrän medlemskap är ordnat.[130]
- Luxemburg – landets nationella TV-bolag RTL meddelade den 4 september 2015 att Luxemburg inte har några planer att återvända till ESC 2016. Landet deltog senast år 1993.[131]
- Monaco – landets nationella TV-bolag TCM meddelade den 21 juli 2015 att man inte var intresserad av att delta i ESC 2016.[132]
- Portugal – landets nationella TV-bolag RTP meddelade den 7 oktober att Portugal ej kommer att medverka i ESC 2016, dock att landet återkommer igen redan år 2017.[11] RTP har även meddelat att de har för avsikt att inte sända årets tävling, något som man gjort årligen sedan debuten 1964 (oavsett tävlan eller ej).[133]
- Slovakien – under sommaren 2015 uttalade sig landets nationella TV-bolag RTVS om förhoppningar att landet skulle kunna återvända till ESC år 2016. Landet deltog exempelvis i Eurovision Young Dancers 2015.[134] Den 28 september samma år kom dock beskedet att så blir inte fallet, utan Slovakien avstår tävlan även år 2016.[135]
- Turkiet – under våren 2015 meddelade det turkiska nationella TV-bolaget TRT att man hade övervägt att återvända till Eurovision Song Contest år 2016,[136] efter att inte ha deltagit sedan år 2013.[137] Efter drygt ett halvårs betänketid meddelade dock TRT att man ställt in planerna på att återvända till Eurovisionen med anledning av att EBU inte lyckats uppfylla vissa krav som TRT ställt.[138]

### Återkommande artister
| Land                    | Artist         | Tidigare år | Placering (Vid tidigare tillfälle) | Placering 2016 |
| ----------------------- | -------------- | ----------- | ---------------------------------- | -------------- |
| Bosnien och Hercegovina | Deen1          | 2004        | 9:e                                | 11:a (semi)    |
| Bulgarien               | Poli Genova    | 2011        | 12:a (semi)                        | 4:a            |
| Island                  | Gréta Salóme   | 20122       | 20:e                               | 14:e (semi)    |
| Litauen                 | Donny Montell  | 2012        | 14:e                               | 9:a            |
| Makedonien              | Kaliopi        | 1996        | 26:e (ej kvalificerad)             | 11:a (semi)    |
| Makedonien              | Kaliopi        | 2012        | 13:e                               | 11:a (semi)    |
| Malta                   | Ira Losco      | 2002        | 2:a                                | 12:a           |
| Montenegro              | Bojan Jovović3 | 20054       | 7:a                                | 13:e (semi)    |

1 Tillsammans med Dalal feat. Ana Rucner & Jala.
2 År 2012 tävlade Gréta Salóme för Island i duett med Jonsi.
3Tävlade som del av gruppen Highway.
4Bojan Jovović tävlade för Serbien och Montenegro som en del av gruppen No Name i Eurovision Song Contest 2005.

## Tävlande länder
Länder som vill delta i tävlingen hade först fram till den 15 september 2015 på sig att göra en preliminäranmälan till EBU. Därefter skedde en mellanperiod som avslutades den 10 oktober samma år, och under den perioden hade länder som anmält sitt intresse rätten att dra tillbaka anmälan utan att få ekonomiskt straff. Efter sista datum delar EBU ut böter till de länder som eventuellt hoppar av tävlingen. Dock om ett land fått förlängd betänketid görs undantag.
I början av november meddelade Eurovisionens chef, Jon Ola Sand, att minst 41 länder skulle delta, och den 26 november presenterades den officiella deltagarlistan som då innehöll rekordmånga 43 länder. Detta var den högsta noterade deltagarssiffran sedan år 2011 (dock hade även Eurovision Song Contest 2008 lika många deltagare), och samtidigt tre länder fler mot året innan. Bosnien och Hercegovina, Bulgarien, Kroatien och Ukraina, var de länder som detta år valde att återvända till tävlingen, medan alla länder som deltog i 2015 års tävling, utom Portugal, meddelade att de tänkte ställa upp även denna gång. Rumänien skulle ursprungligen ha deltagit men tvingades bort från tävlingen bara dagar innan den inleddes. Därför kom årets tävling istället att innehålla 42 länder.
Två viktiga punkter för de tävlande länderna är att tävlingsbidragen ej fick ha varit publicerade för allmänheten före den 1 september 2015 och senast den 14 mars 2016 skulle tävlingsländerna ha presenterat både artist och bidrag (även om fyra länder valde att skjuta på officiella presentationer till senare datum).

## Semifinalerna
Alla länder som ville vara med och tävla det här året, utom The Big Five vilka är Frankrike, Italien, Spanien, Storbritannien och Tyskland samt värdlandet Sverige, var tvungna att kvala sig genom en av två semifinaler. Dessa semifinaler hölls den 10 respektive 12 maj 2016. Resultatet av semifinalerna avgjordes genom 50% telefon- och SMS-röster och 50% juryröster i varje land, där juryn respektive tittarna delade ut var sin 1–8, 10 och 12 poäng. De tio länder som i vardera semifinal fick högst totalpoäng efter adderingen kvalificerade sig till finalen.
Likt föregående år kom poängen från tittarna respektive jurygrupperna att göras om till rankinglistor. Under röstningen gavs en röstningsgrupps vinnare ranking 1, tvåan ranking 2 osv. till sista landet som fick sista ranking (sista ranking i semifinalerna var 17 för ett tävlingsland och 18 för ett extraröstande land). Första ranking gav sedan 12 poäng, andra ranking 10 poäng, tredje ranking 8 poäng osv. nedåt 7-1 poäng. Till skillnad från tidigare år kom både jurygrupperna och tittarna i respektive röstningsberättigat land att dela ut poäng enligt skalan 1–8, 10 och 12 poäng, vilket gjorde att det blev dubbelt så många poäng som delades ut. I respektive semifinal kom länderna att dela ut 2 436 poäng (58x21x2 poäng).
I första semifinalen var det endast de länder som tävlade i den semifinalen samt tre extraröstande direktkvalificerade länder som hade rätten att rösta. I den andra semifinalen byttes rollerna ut till de länder som ej fick rösta i första semifinalen. Först i finalen fick alla länder vara med och rösta i samma sändning.

### Semifinallottningen

Länder som tävlar i Semifinal 1
Länder som tävlar i Semifinal 2
Länder som tävlar i finalen och även får rösta i Semifinal 1
Länder som tävlar i finalen och även får rösta i Semifinal 2

Den 25 januari 2016 delade EBU upp de tävlande semifinalländerna i de två semifinalerna. Fördelningen gjordes genom lottning som arrangerades i Stadshuset i Stockholm under ledning av Alexandra Pascalidou och Jovan Radomir.
Vid tillfället för lottningen var fortfarande Rumänien med i tävlan, och då det var ojämnt antalet tävlande fördelade EBU att 18 länder skulle tävla i första semifinalen och 19 länder i andra semifinalen. De då totalt 37 länderna hade inför lottningen fördelats i olika seedningsgrupper baserat på röstningshistorik de 12 senaste åren. Anledningen till denna uppdelning var att få så stor geografisk spridning som möjligt i semifinalerna för att minska påverkningen av grannlandsröstning. Under lottningen delades länderna in i semifinalerna samt i respektive semifinals starthalvor (första eller andra halvan). Dessutom fördelades även de sex direktkvalificerade länderna till var sin semifinal som extraröstande länder.
Den 21 september meddelade EBU att man hade bifallit Israel att få tävla i den andra semifinalen som sänds den 12 maj. Detta efter ett önskemål från det israeliska nationella TV-bolaget IBA med anledning av att den israeliska självständighetsdagen infaller samma dag som första semifinalen äger rum. Big Five-landet Tyskland hade också tilldelats att rösta i densamma.
Nedan presenteras länderna i respektive grupp.
| Grupp 1                                                                                         | Grupp 2                                                   | Grupp 3                                                                 | Grupp 4                                                                | Grupp 5                                                    | Grupp 6                                                        |
| ----------------------------------------------------------------------------------------------- | --------------------------------------------------------- | ----------------------------------------------------------------------- | ---------------------------------------------------------------------- | ---------------------------------------------------------- | -------------------------------------------------------------- |
| - Albanien - Bosnien och Hercegovina - Kroatien - Makedonien - Montenegro - Serbien - Slovenien | - Danmark - Estland - Finland - Island - Lettland - Norge | - Armenien - Azerbajdzjan - Georgien - Ryssland - Ukraina - Vitryssland | - Australien - Belgien - Bulgarien - Cypern - Grekland - Nederländerna | - Irland - Litauen - Malta - Polen - San Marino - Tjeckien | - Israel - Moldavien - Rumänien - Schweiz - Ungern - Österrike |

### Semifinalisterna
| Fördelning mellan jury- och teleröstningsresultat Semifinal 1 | Fördelning mellan jury- och teleröstningsresultat Semifinal 1 | Fördelning mellan jury- och teleröstningsresultat Semifinal 1 | Fördelning mellan jury- och teleröstningsresultat Semifinal 1 | Fördelning mellan jury- och teleröstningsresultat Semifinal 1 |
| Plac.                                                         | Teleröstning                                                  | Poäng                                                         | Jury                                                          | Poäng                                                         |
| ------------------------------------------------------------- | ------------------------------------------------------------- | ------------------------------------------------------------- | ------------------------------------------------------------- | ------------------------------------------------------------- |
| 1                                                             | Ryssland                                                      | 194                                                           | Malta                                                         | 155                                                           |
| 2                                                             | Österrike                                                     | 133                                                           | Ryssland                                                      | 148                                                           |
| 3                                                             | Ungern                                                        | 119                                                           | Armenien                                                      | 127                                                           |
| 4                                                             | Armenien                                                      | 116                                                           | Tjeckien                                                      | 120                                                           |
| 5                                                             | Nederländerna                                                 | 95                                                            | Nederländerna                                                 | 102                                                           |
| 6                                                             | Cypern                                                        | 93                                                            | Azerbajdzjan                                                  | 92                                                            |
| 7                                                             | Azerbajdzjan                                                  | 93                                                            | Kroatien                                                      | 80                                                            |
| 8                                                             | Bosnien och Hercegovina                                       | 78                                                            | Ungern                                                        | 78                                                            |
| 9                                                             | Malta                                                         | 54                                                            | Cypern                                                        | 71                                                            |
| 10                                                            | Kroatien                                                      | 53                                                            | Montenegro                                                    | 46                                                            |
| 11                                                            | San Marino                                                    | 49                                                            | Österrike                                                     | 37                                                            |
| 12                                                            | Tjeckien                                                      | 41                                                            | Finland                                                       | 35                                                            |
| 13                                                            | Island                                                        | 24                                                            | Island                                                        | 27                                                            |
| 14                                                            | Grekland                                                      | 22                                                            | Bosnien och Hercegovina                                       | 26                                                            |
| 15                                                            | Finland                                                       | 16                                                            | Moldavien                                                     | 24                                                            |
| 16                                                            | Estland                                                       | 15                                                            | Grekland                                                      | 22                                                            |
| 17                                                            | Montenegro                                                    | 14                                                            | San Marino                                                    | 19                                                            |
| 18                                                            | Moldavien                                                     | 9                                                             | Estland                                                       | 9                                                             |

#### Semifinal 1
- Den första semifinalen sändes den 10 maj från Globen i Stockholm. 18 länder deltog.[7]
- Frankrike, Spanien och Sverige var tvungna att sända och rösta i denna semifinal.[144]
- De tio länder som fick högst totalpoäng gick vidare till finalen. Detta skedde efter att de röstningsberättigande ländernas jurygrupper och tittares poäng adderats samman.
- De åtta länderna som efter resultatgenomgången hamnade utanför tiotoppen gick ej vidare till årets final.

Här redovisas de länder som tävlade i denna semifinal efter startordning. De länder som har beige bakgrundsfärg var länderna som gick vidare till finalen.
| Nr | Land                    | Artist                               | Sång                 | Språk              | Placering | Poäng |
| -- | ----------------------- | ------------------------------------ | -------------------- | ------------------ | --------- | ----- |
| 1  | Finland                 | Sandhja                              | Sing It Away         | Engelska           | 15        | 51    |
| 2  | Grekland                | Argo                                 | Utopian Land         | Grekiska, engelska | 16        | 44    |
| 3  | Moldavien               | Lidia Isac                           | Falling Stars        | Engelska           | 17        | 33    |
| 4  | Ungern                  | Freddie                              | Pioneer              | Engelska           | 4         | 197   |
| 5  | Kroatien                | Nina Kraljić                         | Lighthouse           | Engelska           | 10        | 133   |
| 6  | Nederländerna           | Douwe Bob                            | Slow Down            | Engelska           | 5         | 197   |
| 7  | Armenien                | Iveta Mukutjian                      | LoveWave             | Engelska           | 2         | 243   |
| 8  | San Marino              | Serhat                               | I Didn't Know        | Engelska           | 12        | 68    |
| 9  | Ryssland                | Sergej Lazarev                       | You Are The Only One | Engelska           | 1         | 342   |
| 10 | Tjeckien                | Gabriela Gunčíková                   | I Stand              | Engelska           | 9         | 161   |
| 11 | Cypern                  | Minus One                            | Alter Ego            | Engelska           | 8         | 164   |
| 12 | Österrike               | Zoë                                  | Loin d'ici           | Franska            | 7         | 170   |
| 13 | Estland                 | Jüri Pootsmann                       | Play                 | Engelska           | 18        | 24    |
| 14 | Azerbajdzjan            | Samra                                | Miracle              | Engelska           | 6         | 185   |
| 15 | Montenegro              | Highway                              | The Real Thing       | Engelska           | 13        | 60    |
| 16 | Island                  | Gréta Salóme                         | Hear Them Calling    | Engelska           | 14        | 54    |
| 17 | Bosnien och Hercegovina | Deen & Dalal feat. Ana Rucner & Jala | Ljubav je            | Bosniska           | 11        | 104   |
| 18 | Malta                   | Ira Losco                            | Walk on Water        | Engelska           | 3         | 209   |

Det tio länder som kvalificerade sig till finalen avslöjades i följande ordning:
- Azerbajdzjan
- Ryssland
- Nederländerna
- Ungern
- Kroatien
- Österrike
- Armenien
- Tjeckien
- Cypern
- Malta

#### Semifinal 2
| Fördelning mellan jury- och teleröstningsresultat Semifinal 2 | Fördelning mellan jury- och teleröstningsresultat Semifinal 2 | Fördelning mellan jury- och teleröstningsresultat Semifinal 2 | Fördelning mellan jury- och teleröstningsresultat Semifinal 2 | Fördelning mellan jury- och teleröstningsresultat Semifinal 2 |
| Plac.                                                         | Teleröstning                                                  | Poäng                                                         | Jury                                                          | Poäng                                                         |
| ------------------------------------------------------------- | ------------------------------------------------------------- | ------------------------------------------------------------- | ------------------------------------------------------------- | ------------------------------------------------------------- |
| 1                                                             | Ukraina                                                       | 152                                                           | Australien                                                    | 188                                                           |
| 2                                                             | Australien                                                    | 142                                                           | Belgien                                                       | 139                                                           |
| 3                                                             | Belgien                                                       | 135                                                           | Ukraina                                                       | 135                                                           |
| 4                                                             | Polen                                                         | 131                                                           | Israel                                                        | 127                                                           |
| 5                                                             | Bulgarien                                                     | 122                                                           | Litauen                                                       | 104                                                           |
| 6                                                             | Litauen                                                       | 118                                                           | Bulgarien                                                     | 98                                                            |
| 7                                                             | Lettland                                                      | 68                                                            | Georgien                                                      | 84                                                            |
| 8                                                             | Makedonien                                                    | 54                                                            | Lettland                                                      | 64                                                            |
| 9                                                             | Vitryssland                                                   | 52                                                            | Serbien                                                       | 55                                                            |
| 10                                                            | Serbien                                                       | 50                                                            | Slovenien                                                     | 49                                                            |
| 11                                                            | Georgien                                                      | 39                                                            | Makedonien                                                    | 34                                                            |
| 12                                                            | Albanien                                                      | 35                                                            | Vitryssland                                                   | 32                                                            |
| 13                                                            | Norge                                                         | 34                                                            | Norge                                                         | 29                                                            |
| 14                                                            | Irland                                                        | 31                                                            | Schweiz                                                       | 25                                                            |
| 15                                                            | Danmark                                                       | 24                                                            | Polen                                                         | 20                                                            |
| 16                                                            | Israel                                                        | 20                                                            | Irland                                                        | 15                                                            |
| 17                                                            | Slovenien                                                     | 8                                                             | Danmark                                                       | 10                                                            |
| 18                                                            | Schweiz                                                       | 3                                                             | Albanien                                                      | 10                                                            |

- Den andra semifinalen sändes den 12 maj från Globen i Stockholm. 18 länder deltog.[7]
- Italien, Storbritannien och Tyskland var tvungna att sända och rösta i denna semifinal.[144]
- Rumänien skulle ursprungligen ha deltagit som startnummer 12, men tvingades bort från tävlingen på grund av att landets nationella TV-bolag TVR hade obetalda skulder till EBU.[8]
- De tio länder som fick högst totalpoäng efter att de röstningsberättigande ländernas jurygrupper och tittares poäng adderats samman gick vidare till finalen.
- De åtta länderna som efter resultatgenomgången hamnade utanför tiotoppen gick ej vidare till finalen.

Här redovisas de länder som tävlade i denna semifinal efter startordning. De länder som har beige bakgrundsfärg var länderna som gick vidare till finalen.
| Nr | Land        | Artist                                 | Sång                             | Språk                   | Placering | Poäng |
| -- | ----------- | -------------------------------------- | -------------------------------- | ----------------------- | --------- | ----- |
| 1  | Lettland    | Justs                                  | Heartbeat                        | Engelska                | 8         | 132   |
| 2  | Polen       | Michał Szpak                           | Color of Your Life               | Engelska                | 6         | 151   |
| 3  | Schweiz     | Rykka                                  | The Last of Our Kind             | Engelska                | 18        | 28    |
| 4  | Israel      | Hovi Star                              | Made of Stars                    | Engelska                | 7         | 147   |
| 5  | Vitryssland | Ivan                                   | Help You Fly                     | Engelska                | 12        | 84    |
| 6  | Serbien     | Sanja Vučič ZAA                        | Goodbye (Shelter)                | Engelska                | 10        | 105   |
| 7  | Irland      | Nicky Byrne                            | Sunlight                         | Engelska                | 15        | 46    |
| 8  | Makedonien  | Kaliopi                                | Dona                             | Makedonska              | 11        | 88    |
| 9  | Litauen     | Donny Montell                          | I've Been Waiting for This Night | Engelska                | 4         | 222   |
| 10 | Australien  | Dami Im                                | Sound of Silence                 | Engelska                | 1         | 330   |
| 11 | Slovenien   | ManuElla                               | Blue and Red                     | Engelska                | 14        | 57    |
| 12 | Bulgarien   | Poli Genova                            | If Love Was a Crime              | Bulgariska, engelska    | 5         | 220   |
| 13 | Danmark     | Lighthouse X                           | Soldiers of Love                 | Engelska                | 17        | 34    |
| 14 | Ukraina     | Jamala                                 | 1944                             | Engelska, krimtatariska | 2         | 287   |
| 15 | Norge       | Agnete                                 | Icebreaker                       | Engelska                | 13        | 63    |
| 16 | Georgien    | Nika Kocharov & Young Georgian Lolitas | Midnight Gold                    | Engelska                | 9         | 123   |
| 17 | Albanien    | Eneda Tarifa                           | Fairytale                        | Engelska                | 16        | 45    |
| 18 | Belgien     | Laura Tesoro                           | What's the Pressure              | Engelska                | 3         | 274   |

Det tio länder som kvalificerade sig till finalen avslöjades i följande ordning:
- Lettland
- Georgien
- Bulgarien
- Australien
- Ukraina
- Serbien
- Polen
- Israel
- Litauen
- Belgien

## Finalen
| Fördelning mellan jury- och teleröstningsresultat Final | Fördelning mellan jury- och teleröstningsresultat Final | Fördelning mellan jury- och teleröstningsresultat Final | Fördelning mellan jury- och teleröstningsresultat Final | Fördelning mellan jury- och teleröstningsresultat Final |
| Plac.                                                   | Teleröstning                                            | Poäng                                                   | Jury                                                    | Poäng                                                   |
| ------------------------------------------------------- | ------------------------------------------------------- | ------------------------------------------------------- | ------------------------------------------------------- | ------------------------------------------------------- |
| 1                                                       | Ryssland                                                | 361                                                     | Australien                                              | 320                                                     |
| 2                                                       | Ukraina                                                 | 323                                                     | Ukraina                                                 | 211                                                     |
| 3                                                       | Polen                                                   | 222                                                     | Frankrike                                               | 148                                                     |
| 4                                                       | Australien                                              | 191                                                     | Malta                                                   | 137                                                     |
| 5                                                       | Bulgarien                                               | 180                                                     | Ryssland                                                | 130                                                     |
| 6                                                       | Sverige                                                 | 139                                                     | Belgien                                                 | 130                                                     |
| 7                                                       | Armenien                                                | 134                                                     | Bulgarien                                               | 127                                                     |
| 8                                                       | Österrike                                               | 120                                                     | Israel                                                  | 124                                                     |
| 9                                                       | Frankrike                                               | 109                                                     | Sverige                                                 | 122                                                     |
| 10                                                      | Litauen                                                 | 96                                                      | Armenien                                                | 115                                                     |
| 11                                                      | Serbien                                                 | 80                                                      | Nederländerna                                           | 114                                                     |
| 12                                                      | Azerbajdzjan                                            | 73                                                      | Litauen                                                 | 104                                                     |
| 13                                                      | Lettland                                                | 63                                                      | Italien                                                 | 90                                                      |
| 14                                                      | Ungern                                                  | 56                                                      | Georgien                                                | 80                                                      |
| 15                                                      | Cypern                                                  | 53                                                      | Lettland                                                | 69                                                      |
| 16                                                      | Belgien                                                 | 51                                                      | Spanien                                                 | 67                                                      |
| 17                                                      | Nederländerna                                           | 39                                                      | Storbritannien                                          | 54                                                      |
| 18                                                      | Italien                                                 | 34                                                      | Ungern                                                  | 52                                                      |
| 19                                                      | Kroatien                                                | 33                                                      | Azerbajdzjan                                            | 44                                                      |
| 20                                                      | Georgien                                                | 24                                                      | Cypern                                                  | 43                                                      |
| 21                                                      | Malta                                                   | 16                                                      | Tjeckien                                                | 41                                                      |
| 22                                                      | Israel                                                  | 11                                                      | Kroatien                                                | 40                                                      |
| 23                                                      | Spanien                                                 | 10                                                      | Serbien                                                 | 35                                                      |
| 24                                                      | Tyskland                                                | 10                                                      | Österrike                                               | 31                                                      |
| 25                                                      | Storbritannien                                          | 8                                                       | Polen                                                   | 7                                                       |
| 26                                                      | Tjeckien                                                | 0                                                       | Tyskland                                                | 1                                                       |

Finalen ägde rum den 14 maj 2016 i Globen i Stockholm. De 26 finalisterna var:
- The Big Five, vilka är Frankrike, Italien, Spanien, Storbritannien och Tyskland.
- Värdlandet Sverige.
- De tio länder som i den första semifinalen fick högst totalpoäng efter juryns och tittarnas enskilda poängutdelning.
- De tio länder som i den andra semifinalen fick högst totalpoäng efter juryns och tittarnas enskilda poängutdelning.

Även i finalen kom resultatet att avgöras genom att varje lands jurygrupp och tittare delade ut var sin 1–8, 10 och 12 poäng till sina favoritbidrag. Först kom juryns poäng att delas ut av varje lands poängpresentatör och därefter fördelades klumpsummorna från tittarröstningen till bidragen. Till exempel, om ett land fick ihop 10 poäng av tittarna delades dessa poäng ut direkt av programledarna istället för att poängpresentatörerna ånyo skulle ha delat ut poängen. Juryn respektive tittarna delade således ut 12 poäng till sin favorit, 10 poäng till sin tvåa, 8 poäng till sin trea och därefter i nedåtgående led 7, 6, 5, 4, 3, 2 och 1 poäng. Övriga länder gav landet noll poäng till. Därmed blev totalt 84 stycken 12-poängare utdelade och den maximala totalpoängen ett bidrag kunde ha fått var 984 poäng.
Likt semifinalerna kom även startordningen för finalen att bestämmas av årets tävlingsproducenter. Dock avgjordes den delvis även genom lottning, då värdlandet Sverige fick sitt startnummer lottat (ett exakt startnummer) som sedan inte fick ändras. Därefter fick "Big Five"-länderna samt de 20 kvalificerade semifinalisterna lotta i fall de skulle tävla i finalens första halva (startnummer 1–13) eller andra halva (startnummer 14–26). Efter att samtliga finalister hade blivit tilldelade en starthalva kom producenterna att sätta startordningen. Denna ordning offentliggjordes den 13 maj 2016 klockan 02:38 CET.
| Nr | Land           | Artist                                 | Sång                             | Språk                   | Kval        | Placering | Poäng |
| -- | -------------- | -------------------------------------- | -------------------------------- | ----------------------- | ----------- | --------- | ----- |
| 1  | Belgien        | Laura Tesoro                           | What's the Pressure              | Engelska                | Semifinal 2 | 10        | 181   |
| 2  | Tjeckien       | Gabriela Gunčíková                     | I Stand                          | Engelska                | Semifinal 1 | 25        | 41    |
| 3  | Nederländerna  | Douwe Bob                              | Slow Down                        | Engelska                | Semifinal 1 | 11        | 153   |
| 4  | Azerbajdzjan   | Samra                                  | Miracle                          | Engelska                | Semifinal 1 | 17        | 117   |
| 5  | Ungern         | Freddie                                | Pioneer                          | Engelska                | Semifinal 1 | 19        | 108   |
| 6  | Italien        | Francesca Michielin                    | No Degree Of Separation          | Italienska, engelska    | Big Five    | 16        | 124   |
| 7  | Israel         | Hovi Star                              | Made of Stars                    | Engelska                | Semifinal 2 | 14        | 135   |
| 8  | Bulgarien      | Poli Genova                            | If Love Was a Crime              | Bulgariska, engelska    | Semifinal 2 | 4         | 307   |
| 9  | Sverige        | Frans                                  | If I Were Sorry                  | Engelska                | Värdland    | 5         | 261   |
| 10 | Tyskland       | Jamie-Lee                              | Ghost                            | Engelska                | Big Five    | 26        | 11    |
| 11 | Frankrike      | Amir                                   | J'ai cherché                     | Franska, engelska       | Big Five    | 6         | 257   |
| 12 | Polen          | Michał Szpak                           | Color of Your Life               | Engelska                | Semifinal 2 | 8         | 229   |
| 13 | Australien     | Dami Im                                | Sound of Silence                 | Engelska                | Semifinal 2 | 2         | 511   |
| 14 | Cypern         | Minus One                              | Alter Ego                        | Engelska                | Semifinal 1 | 21        | 96    |
| 15 | Serbien        | Sanja Vučič ZAA                        | Goodbye (Shelter)                | Engelska                | Semifinal 2 | 18        | 115   |
| 16 | Litauen        | Donny Montell                          | I've Been Waiting for This Night | Engelska                | Semifinal 2 | 9         | 200   |
| 17 | Kroatien       | Nina Kraljić                           | Lighthouse                       | Engelska                | Semifinal 1 | 23        | 73    |
| 18 | Ryssland       | Sergej Lazarev                         | You Are The Only One             | Engelska                | Semifinal 1 | 3         | 491   |
| 19 | Spanien        | Barei                                  | Say Yay!                         | Engelska                | Big Five    | 22        | 77    |
| 20 | Lettland       | Justs                                  | Heartbeat                        | Engelska                | Semifinal 2 | 15        | 132   |
| 21 | Ukraina        | Jamala                                 | 1944                             | Engelska, krimtatariska | Semifinal 2 | 1         | 534   |
| 22 | Malta          | Ira Losco                              | Walk on Water                    | Engelska                | Semifinal 1 | 12        | 153   |
| 23 | Georgien       | Nika Kocharov & Young Georgian Lolitas | Midnight Gold                    | Engelska                | Semifinal 2 | 20        | 104   |
| 24 | Österrike      | Zoë                                    | Loin d'ici                       | Franska                 | Semifinal 1 | 13        | 151   |
| 25 | Storbritannien | Joe & Jake                             | You're Not Alone                 | Engelska                | Big Five    | 24        | 62    |
| 26 | Armenien       | Iveta Mukutjian                        | LoveWave                         | Engelska                | Semifinal 1 | 7         | 249   |

### Röstningsordning
Under finalkvällen avlade de 42 röstningsberättigade länderna jurypoängen enligt en ordning som EBU hade lagt. Dock kom varje poängutdelare enbart att dela ut juryns 12-poängare medan övriga poäng åkte ut direkt på tavlan. Denna gång skedde inga tekniska missöden, utan alla länder kunde leverera poängen enligt den ordning som de skulle göra det i. Så här såg ordningen ut:
| Nr | Land                    | Poängutdelare               |
| -- | ----------------------- | --------------------------- |
| 1  | Österrike               | Kati Bellowitsch            |
| 2  | Island                  | Unnsteinn Manúel Stefánsson |
| 3  | Azerbajdzjan            | Tural Asadov                |
| 4  | San Marino              | Irol MC                     |
| 5  | Tjeckien                | Daniela Písařovicová        |
| 6  | Irland                  | Sinéad Kennedy              |
| 7  | Georgien                | Nina Sublatti               |
| 8  | Bosnien och Hercegovina | Ivana Crnogorac             |
| 9  | Malta                   | Ben Camille                 |
| 10 | Spanien                 | Jota Abril                  |
| 11 | Finland                 | Jussi-Pekka Rantanen        |
| 12 | Schweiz                 | Sebalter                    |
| 13 | Danmark                 | Ulla Essendrop              |
| 14 | Frankrike               | Élodie Gossuin              |
| 15 | Moldavien               | Olivia Furtună              |
| 16 | Armenien                | Arman Margaryan             |
| 17 | Cypern                  | Loukas Hamatsos             |
| 18 | Bulgarien               | Anna Angelova               |
| 19 | Nederländerna           | Trijntje Oosterhuis         |
| 20 | Lettland                | Toms Grēviņš                |
| 21 | Israel                  | Ofer Nachshon               |

| Nr | Land           | Poängutdelare             |
| -- | -------------- | ------------------------- |
| 22 | Vitryssland    | Uzari                     |
| 23 | Tyskland       | Barbara Schöneberger      |
| 24 | Ryssland       | Nyusha                    |
| 25 | Norge          | Elisabeth Andreassen      |
| 26 | Australien     | Lee Lin Chin              |
| 27 | Belgien        | Umesh Vangaver            |
| 28 | Storbritannien | Richard Osman             |
| 29 | Kroatien       | Nevena Rendeli            |
| 30 | Grekland       | Constantinos Christoforou |
| 31 | Litauen        | Ugnė Galadauskaitė        |
| 32 | Serbien        | Dragana Kosjerina         |
| 33 | Makedonien     | Dijana Gogova             |
| 34 | Albanien       | Andri Xhahu               |
| 35 | Estland        | Daniel Levi Viinalass     |
| 36 | Ukraina        | Verka Serduchka           |
| 37 | Italien        | Claudia Andreatti         |
| 38 | Polen          | Anna Popek                |
| 39 | Slovenien      | Marjetka Vovk             |
| 40 | Ungern         | Csilla Tatár              |
| 41 | Montenegro     | Danijel Alibabić          |
| 42 | Sverige        | Gina Dirawi               |

## Poängtabeller

### Semifinal 1
| Fördelning mellan jury- och teleröstningsresultat Semifinal 1 | Fördelning mellan jury- och teleröstningsresultat Semifinal 1 | Fördelning mellan jury- och teleröstningsresultat Semifinal 1 | Fördelning mellan jury- och teleröstningsresultat Semifinal 1 | Fördelning mellan jury- och teleröstningsresultat Semifinal 1 |
| Plac.                                                         | Teleröstning                                                  | Poäng                                                         | Jury                                                          | Poäng                                                         |
| ------------------------------------------------------------- | ------------------------------------------------------------- | ------------------------------------------------------------- | ------------------------------------------------------------- | ------------------------------------------------------------- |
| 1                                                             | Ryssland                                                      | 194                                                           | Malta                                                         | 155                                                           |
| 2                                                             | Österrike                                                     | 133                                                           | Ryssland                                                      | 148                                                           |
| 3                                                             | Ungern                                                        | 119                                                           | Armenien                                                      | 127                                                           |
| 4                                                             | Armenien                                                      | 116                                                           | Tjeckien                                                      | 120                                                           |
| 5                                                             | Nederländerna                                                 | 95                                                            | Nederländerna                                                 | 102                                                           |
| 6                                                             | Cypern                                                        | 93                                                            | Azerbajdzjan                                                  | 92                                                            |
| 7                                                             | Azerbajdzjan                                                  | 93                                                            | Kroatien                                                      | 80                                                            |
| 8                                                             | Bosnien och Hercegovina                                       | 78                                                            | Ungern                                                        | 78                                                            |
| 9                                                             | Malta                                                         | 54                                                            | Cypern                                                        | 71                                                            |
| 10                                                            | Kroatien                                                      | 53                                                            | Montenegro                                                    | 46                                                            |
| 11                                                            | San Marino                                                    | 49                                                            | Österrike                                                     | 37                                                            |
| 12                                                            | Tjeckien                                                      | 41                                                            | Finland                                                       | 35                                                            |
| 13                                                            | Island                                                        | 24                                                            | Island                                                        | 27                                                            |
| 14                                                            | Grekland                                                      | 22                                                            | Bosnien och Hercegovina                                       | 26                                                            |
| 15                                                            | Finland                                                       | 16                                                            | Moldavien                                                     | 24                                                            |
| 16                                                            | Estland                                                       | 15                                                            | Grekland                                                      | 22                                                            |
| 17                                                            | Montenegro                                                    | 14                                                            | San Marino                                                    | 19                                                            |
| 18                                                            | Moldavien                                                     | 9                                                             | Estland                                                       | 9                                                             |

| Detaljerad jury-resultat för semifinal 1 | Detaljerad jury-resultat för semifinal 1 | Detaljerad jury-resultat för semifinal 1 | Detaljerad jury-resultat för semifinal 1 | Detaljerad jury-resultat för semifinal 1 | Detaljerad jury-resultat för semifinal 1 | Detaljerad jury-resultat för semifinal 1 | Detaljerad jury-resultat för semifinal 1 | Detaljerad jury-resultat för semifinal 1 | Detaljerad jury-resultat för semifinal 1 | Detaljerad jury-resultat för semifinal 1 | Detaljerad jury-resultat för semifinal 1 | Detaljerad jury-resultat för semifinal 1 | Detaljerad jury-resultat för semifinal 1 | Detaljerad jury-resultat för semifinal 1 | Detaljerad jury-resultat för semifinal 1 | Detaljerad jury-resultat för semifinal 1 | Detaljerad jury-resultat för semifinal 1 | Detaljerad jury-resultat för semifinal 1 | Detaljerad jury-resultat för semifinal 1 | Detaljerad jury-resultat för semifinal 1 | Detaljerad jury-resultat för semifinal 1 | Detaljerad jury-resultat för semifinal 1 | Detaljerad jury-resultat för semifinal 1 | Detaljerad jury-resultat för semifinal 1 | Detaljerad jury-resultat för semifinal 1 |
| Röster (→) Bidrag (↓)                    | Röster (→) Bidrag (↓)                    | Totalt                                   | Jury-poäng                               | Tittar-poäng                             | Jury-poäng                               | Jury-poäng                               | Jury-poäng                               | Jury-poäng                               | Jury-poäng                               | Jury-poäng                               | Jury-poäng                               | Jury-poäng                               | Jury-poäng                               | Jury-poäng                               | Jury-poäng                               | Jury-poäng                               | Jury-poäng                               | Jury-poäng                               | Jury-poäng                               | Jury-poäng                               | Jury-poäng                               | Jury-poäng                               | Jury-poäng                               | Jury-poäng                               | Jury-poäng                               |
| Röster (→) Bidrag (↓)                    | Röster (→) Bidrag (↓)                    | Totalt                                   | Jury-poäng                               | Tittar-poäng                             | Finland                                  | Grekland                                 | Moldavien                                | Ungern                                   | Kroatien                                 | Nederländerna                            | Armenien                                 | San Marino                               | Ryssland                                 | Tjeckien                                 | Cypern                                   | Österrike                                | Estland                                  | Azerbajdzjan                             | Montenegro                               | Island                                   | Bosnien-Hercegovina                      | Malta                                    | Frankrike                                | Spanien                                  | Sverige                                  |
| ---------------------------------------- | ---------------------------------------- | ---------------------------------------- | ---------------------------------------- | ---------------------------------------- | ---------------------------------------- | ---------------------------------------- | ---------------------------------------- | ---------------------------------------- | ---------------------------------------- | ---------------------------------------- | ---------------------------------------- | ---------------------------------------- | ---------------------------------------- | ---------------------------------------- | ---------------------------------------- | ---------------------------------------- | ---------------------------------------- | ---------------------------------------- | ---------------------------------------- | ---------------------------------------- | ---------------------------------------- | ---------------------------------------- | ---------------------------------------- | ---------------------------------------- | ---------------------------------------- |
| Tävlande länder                          | Finland                                  | 51                                       | 35                                       | 16                                       |                                          |                                          |                                          | 4                                        |                                          | 2                                        | 8                                        |                                          |                                          | 7                                        |                                          | 2                                        |                                          |                                          |                                          |                                          |                                          | 5                                        |                                          | 3                                        | 4                                        |
| Tävlande länder                          | Grekland                                 | 44                                       | 22                                       | 22                                       |                                          |                                          |                                          |                                          |                                          |                                          | 3                                        |                                          | 7                                        |                                          | 3                                        |                                          |                                          | 6                                        | 3                                        |                                          |                                          |                                          |                                          |                                          |                                          |
| Tävlande länder                          | Moldavien                                | 33                                       | 24                                       | 9                                        |                                          | 3                                        |                                          |                                          |                                          |                                          | 6                                        |                                          | 6                                        |                                          |                                          |                                          |                                          | 5                                        |                                          |                                          |                                          | 4                                        |                                          |                                          |                                          |
| Tävlande länder                          | Ungern                                   | 197                                      | 78                                       | 119                                      |                                          | 7                                        | 3                                        |                                          | 8                                        | 3                                        |                                          |                                          | 4                                        | 12                                       | 6                                        |                                          | 5                                        | 8                                        | 1                                        | 2                                        | 4                                        |                                          | 5                                        | 10                                       |                                          |
| Tävlande länder                          | Kroatien                                 | 133                                      | 80                                       | 53                                       | 5                                        |                                          | 5                                        | 3                                        |                                          | 12                                       | 2                                        | 1                                        | 1                                        | 6                                        | 7                                        | 7                                        | 3                                        |                                          | 7                                        | 7                                        | 5                                        |                                          | 6                                        |                                          | 3                                        |
| Tävlande länder                          | Nederländerna                            | 197                                      | 102                                      | 95                                       | 12                                       | 1                                        | 4                                        | 6                                        | 2                                        |                                          | 4                                        | 12                                       |                                          | 10                                       |                                          | 6                                        | 12                                       |                                          | 2                                        | 12                                       | 1                                        |                                          | 8                                        | 4                                        | 6                                        |
| Tävlande länder                          | Armenien                                 | 243                                      | 127                                      | 116                                      | 7                                        | 10                                       | 10                                       | 5                                        | 5                                        | 5                                        |                                          |                                          | 12                                       |                                          | 10                                       | 5                                        | 2                                        |                                          | 12                                       | 5                                        | 7                                        | 12                                       | 3                                        | 12                                       | 5                                        |
| Tävlande länder                          | San Marino                               | 68                                       | 19                                       | 49                                       |                                          |                                          |                                          |                                          |                                          |                                          |                                          |                                          |                                          |                                          |                                          |                                          |                                          | 3                                        |                                          |                                          | 10                                       | 6                                        |                                          |                                          |                                          |
| Tävlande länder                          | Ryssland                                 | 342                                      | 148                                      | 194                                      | 6                                        | 12                                       | 12                                       | 10                                       | 6                                        | 1                                        | 7                                        | 3                                        |                                          |                                          | 12                                       | 8                                        | 1                                        | 12                                       | 8                                        | 10                                       | 8                                        | 10                                       | 2                                        | 8                                        | 12                                       |
| Tävlande länder                          | Tjeckien                                 | 161                                      | 120                                      | 41                                       | 10                                       |                                          | 8                                        | 8                                        | 12                                       | 4                                        | 5                                        | 4                                        | 5                                        |                                          | 5                                        | 10                                       | 6                                        | 2                                        | 4                                        | 8                                        | 12                                       | 3                                        | 1                                        | 6                                        | 7                                        |
| Tävlande länder                          | Cypern                                   | 164                                      | 71                                       | 93                                       |                                          | 8                                        | 7                                        | 2                                        | 10                                       | 10                                       |                                          | 8                                        |                                          | 1                                        |                                          |                                          | 10                                       |                                          |                                          | 1                                        |                                          | 8                                        | 4                                        | 1                                        | 1                                        |
| Tävlande länder                          | Österrike                                | 170                                      | 37                                       | 133                                      | 3                                        | 2                                        |                                          |                                          |                                          | 6                                        |                                          |                                          |                                          | 5                                        | 2                                        |                                          |                                          |                                          |                                          | 4                                        |                                          | 1                                        | 12                                       |                                          | 2                                        |
| Tävlande länder                          | Estland                                  | 24                                       | 9                                        | 15                                       | 1                                        |                                          | 2                                        |                                          |                                          |                                          |                                          |                                          | 2                                        |                                          |                                          | 1                                        |                                          | 1                                        |                                          |                                          |                                          | 2                                        |                                          |                                          |                                          |
| Tävlande länder                          | Azerbajdzjan                             | 185                                      | 92                                       | 93                                       | 2                                        | 5                                        |                                          | 7                                        | 3                                        | 7                                        |                                          | 6                                        | 10                                       | 3                                        | 4                                        | 4                                        | 7                                        |                                          | 5                                        | 3                                        | 6                                        |                                          | 7                                        | 5                                        | 8                                        |
| Tävlande länder                          | Montenegro                               | 60                                       | 46                                       | 14                                       |                                          | 6                                        |                                          |                                          |                                          |                                          | 10                                       | 10                                       | 3                                        |                                          |                                          |                                          |                                          | 7                                        |                                          |                                          | 3                                        | 7                                        |                                          |                                          |                                          |
| Tävlande länder                          | Island                                   | 51                                       | 27                                       | 24                                       | 4                                        |                                          |                                          | 1                                        | 1                                        |                                          |                                          | 7                                        |                                          | 4                                        | 1                                        | 3                                        | 4                                        |                                          |                                          |                                          |                                          |                                          |                                          | 2                                        |                                          |
| Tävlande länder                          | Bosnien-Hercegovina                      | 104                                      | 26                                       | 78                                       |                                          |                                          | 1                                        |                                          | 4                                        |                                          | 1                                        | 2                                        |                                          | 2                                        |                                          |                                          |                                          | 10                                       | 6                                        |                                          |                                          |                                          |                                          |                                          |                                          |
| Tävlande länder                          | Malta                                    | 209                                      | 155                                      | 54                                       | 8                                        | 4                                        | 6                                        | 12                                       | 7                                        | 8                                        | 12                                       | 5                                        | 8                                        | 8                                        | 8                                        | 12                                       | 8                                        | 4                                        | 10                                       | 6                                        | 2                                        |                                          | 10                                       | 7                                        | 10                                       |

| Detaljerad tittar-resultat för semifinal 1 | Detaljerad tittar-resultat för semifinal 1 | Detaljerad tittar-resultat för semifinal 1 | Detaljerad tittar-resultat för semifinal 1 | Detaljerad tittar-resultat för semifinal 1 | Detaljerad tittar-resultat för semifinal 1 | Detaljerad tittar-resultat för semifinal 1 | Detaljerad tittar-resultat för semifinal 1 | Detaljerad tittar-resultat för semifinal 1 | Detaljerad tittar-resultat för semifinal 1 | Detaljerad tittar-resultat för semifinal 1 | Detaljerad tittar-resultat för semifinal 1 | Detaljerad tittar-resultat för semifinal 1 | Detaljerad tittar-resultat för semifinal 1 | Detaljerad tittar-resultat för semifinal 1 | Detaljerad tittar-resultat för semifinal 1 | Detaljerad tittar-resultat för semifinal 1 | Detaljerad tittar-resultat för semifinal 1 | Detaljerad tittar-resultat för semifinal 1 | Detaljerad tittar-resultat för semifinal 1 | Detaljerad tittar-resultat för semifinal 1 | Detaljerad tittar-resultat för semifinal 1 | Detaljerad tittar-resultat för semifinal 1 | Detaljerad tittar-resultat för semifinal 1 | Detaljerad tittar-resultat för semifinal 1 | Detaljerad tittar-resultat för semifinal 1 |
| Röster (→) Bidrag (↓)                      | Röster (→) Bidrag (↓)                      | Totalt                                     | Jury-poäng                                 | Tittar-poäng                               | Tittar-poäng                               | Tittar-poäng                               | Tittar-poäng                               | Tittar-poäng                               | Tittar-poäng                               | Tittar-poäng                               | Tittar-poäng                               | Tittar-poäng                               | Tittar-poäng                               | Tittar-poäng                               | Tittar-poäng                               | Tittar-poäng                               | Tittar-poäng                               | Tittar-poäng                               | Tittar-poäng                               | Tittar-poäng                               | Tittar-poäng                               | Tittar-poäng                               | Tittar-poäng                               | Tittar-poäng                               | Tittar-poäng                               |
| Röster (→) Bidrag (↓)                      | Röster (→) Bidrag (↓)                      | Totalt                                     | Jury-poäng                                 | Tittar-poäng                               | Finland                                    | Grekland                                   | Moldavien                                  | Ungern                                     | Kroatien                                   | Nederländerna                              | Armenien                                   | San Marino                                 | Ryssland                                   | Tjeckien                                   | Cypern                                     | Österrike                                  | Estland                                    | Azerbajdzjan                               | Montenegro                                 | Island                                     | Bosnien-Hercegovina                        | Malta                                      | Frankrike                                  | Spanien                                    | Sverige                                    |
| ------------------------------------------ | ------------------------------------------ | ------------------------------------------ | ------------------------------------------ | ------------------------------------------ | ------------------------------------------ | ------------------------------------------ | ------------------------------------------ | ------------------------------------------ | ------------------------------------------ | ------------------------------------------ | ------------------------------------------ | ------------------------------------------ | ------------------------------------------ | ------------------------------------------ | ------------------------------------------ | ------------------------------------------ | ------------------------------------------ | ------------------------------------------ | ------------------------------------------ | ------------------------------------------ | ------------------------------------------ | ------------------------------------------ | ------------------------------------------ | ------------------------------------------ | ------------------------------------------ |
| Tävlande länder                            | Finland                                    | 51                                         | 35                                         | 16                                         |                                            |                                            |                                            | 1                                          |                                            |                                            |                                            |                                            |                                            |                                            |                                            |                                            | 7                                          |                                            |                                            | 2                                          |                                            |                                            |                                            |                                            | 6                                          |
| Tävlande länder                            | Grekland                                   | 44                                         | 22                                         | 22                                         |                                            |                                            |                                            |                                            |                                            |                                            | 7                                          |                                            | 3                                          |                                            | 12                                         |                                            |                                            |                                            |                                            |                                            |                                            |                                            |                                            |                                            |                                            |
| Tävlande länder                            | Moldavien                                  | 33                                         | 24                                         | 9                                          |                                            |                                            |                                            |                                            |                                            |                                            |                                            |                                            | 5                                          |                                            | 2                                          |                                            |                                            |                                            |                                            |                                            |                                            |                                            | 2                                          |                                            |                                            |
| Tävlande länder                            | Ungern                                     | 197                                        | 78                                         | 119                                        | 4                                          | 7                                          | 6                                          |                                            | 8                                          | 6                                          | 6                                          | 7                                          | 6                                          | 6                                          | 6                                          | 8                                          | 5                                          | 7                                          | 6                                          | 6                                          | 1                                          | 8                                          | 7                                          | 5                                          | 4                                          |
| Tävlande länder                            | Kroatien                                   | 133                                        | 80                                         | 53                                         | 2                                          | 4                                          | 2                                          |                                            |                                            | 5                                          | 3                                          |                                            | 4                                          | 2                                          | 1                                          | 6                                          |                                            |                                            | 8                                          |                                            | 12                                         |                                            | 1                                          | 2                                          | 1                                          |
| Tävlande länder                            | Nederländerna                              | 197                                        | 102                                        | 95                                         | 6                                          | 2                                          |                                            | 6                                          | 5                                          |                                            | 4                                          | 6                                          |                                            | 3                                          | 4                                          | 10                                         | 8                                          | 4                                          |                                            | 10                                         |                                            | 7                                          | 4                                          | 6                                          | 10                                         |
| Tävlande länder                            | Armenien                                   | 243                                        | 127                                        | 116                                        | 1                                          | 8                                          | 8                                          | 2                                          | 3                                          | 12                                         |                                            | 8                                          | 12                                         | 12                                         | 7                                          | 4                                          | 1                                          |                                            | 3                                          | 3                                          | 3                                          | 4                                          | 12                                         | 10                                         | 3                                          |
| Tävlande länder                            | San Marino                                 | 68                                         | 19                                         | 49                                         | 3                                          | 6                                          | 4                                          | 5                                          |                                            | 4                                          |                                            |                                            |                                            |                                            |                                            | 5                                          | 4                                          | 10                                         | 2                                          | 1                                          |                                            | 5                                          |                                            |                                            |                                            |
| Tävlande länder                            | Ryssland                                   | 342                                        | 148                                        | 194                                        | 8                                          | 10                                         | 10                                         | 10                                         | 10                                         | 8                                          | 12                                         | 12                                         |                                            | 8                                          | 10                                         | 7                                          | 12                                         | 12                                         | 10                                         | 12                                         | 7                                          | 12                                         | 8                                          | 8                                          | 8                                          |
| Tävlande länder                            | Tjeckien                                   | 161                                        | 120                                        | 41                                         |                                            | 3                                          | 3                                          | 3                                          | 4                                          | 2                                          | 2                                          | 2                                          | 1                                          |                                            |                                            | 1                                          |                                            | 3                                          | 1                                          |                                            | 4                                          | 2                                          | 3                                          | 7                                          |                                            |
| Tävlande länder                            | Cypern                                     | 164                                        | 71                                         | 93                                         | 7                                          | 12                                         |                                            | 7                                          | 2                                          | 3                                          | 8                                          | 5                                          | 8                                          | 4                                          |                                            | 2                                          | 6                                          | 1                                          | 5                                          | 5                                          | 2                                          | 6                                          | 5                                          | 3                                          | 2                                          |
| Tävlande länder                            | Österrike                                  | 170                                        | 37                                         | 133                                        | 10                                         | 5                                          | 7                                          | 8                                          | 7                                          | 10                                         | 5                                          | 3                                          | 10                                         | 5                                          | 3                                          |                                            | 10                                         | 6                                          |                                            | 8                                          | 6                                          | 1                                          | 10                                         | 12                                         | 7                                          |
| Tävlande länder                            | Estland                                    | 24                                         | 9                                          | 15                                         | 12                                         |                                            | 1                                          |                                            |                                            |                                            |                                            |                                            |                                            |                                            |                                            |                                            |                                            | 2                                          |                                            |                                            |                                            |                                            |                                            |                                            |                                            |
| Tävlande länder                            | Azerbajdzjan                               | 185                                        | 92                                         | 93                                         |                                            |                                            | 12                                         | 12                                         |                                            |                                            |                                            | 10                                         | 7                                          | 10                                         | 8                                          |                                            |                                            |                                            | 7                                          | 7                                          | 10                                         | 10                                         |                                            |                                            |                                            |
| Tävlande länder                            | Montenegro                                 | 60                                         | 46                                         | 14                                         |                                            |                                            |                                            |                                            | 6                                          |                                            |                                            |                                            |                                            |                                            |                                            |                                            |                                            |                                            |                                            |                                            | 8                                          |                                            |                                            |                                            |                                            |
| Tävlande länder                            | Island                                     | 51                                         | 27                                         | 24                                         | 5                                          |                                            |                                            |                                            |                                            |                                            |                                            | 1                                          |                                            |                                            |                                            | 3                                          | 3                                          |                                            |                                            |                                            |                                            | 3                                          |                                            | 4                                          | 5                                          |
| Tävlande länder                            | Bosnien-Hercegovina                        | 104                                        | 26                                         | 78                                         |                                            |                                            |                                            |                                            | 12                                         | 7                                          | 1                                          | 4                                          |                                            | 7                                          |                                            | 12                                         |                                            | 5                                          | 12                                         |                                            |                                            |                                            | 6                                          |                                            | 12                                         |
| Tävlande länder                            | Malta                                      | 209                                        | 155                                        | 54                                         |                                            | 1                                          | 5                                          | 4                                          | 1                                          | 1                                          | 10                                         |                                            | 2                                          | 1                                          | 5                                          |                                            | 2                                          | 8                                          | 4                                          | 4                                          | 5                                          |                                            |                                            | 1                                          |                                            |

| Detaljerad jury- och tittar-resultat för semifinal 1 | Detaljerad jury- och tittar-resultat för semifinal 1 | Detaljerad jury- och tittar-resultat för semifinal 1 | Detaljerad jury- och tittar-resultat för semifinal 1 | Detaljerad jury- och tittar-resultat för semifinal 1 | Detaljerad jury- och tittar-resultat för semifinal 1 | Detaljerad jury- och tittar-resultat för semifinal 1 | Detaljerad jury- och tittar-resultat för semifinal 1 | Detaljerad jury- och tittar-resultat för semifinal 1 | Detaljerad jury- och tittar-resultat för semifinal 1 | Detaljerad jury- och tittar-resultat för semifinal 1 | Detaljerad jury- och tittar-resultat för semifinal 1 | Detaljerad jury- och tittar-resultat för semifinal 1 | Detaljerad jury- och tittar-resultat för semifinal 1 | Detaljerad jury- och tittar-resultat för semifinal 1 | Detaljerad jury- och tittar-resultat för semifinal 1 | Detaljerad jury- och tittar-resultat för semifinal 1 | Detaljerad jury- och tittar-resultat för semifinal 1 | Detaljerad jury- och tittar-resultat för semifinal 1 | Detaljerad jury- och tittar-resultat för semifinal 1 | Detaljerad jury- och tittar-resultat för semifinal 1 | Detaljerad jury- och tittar-resultat för semifinal 1 | Detaljerad jury- och tittar-resultat för semifinal 1 | Detaljerad jury- och tittar-resultat för semifinal 1 | Detaljerad jury- och tittar-resultat för semifinal 1 | Detaljerad jury- och tittar-resultat för semifinal 1 |
| Röster (→) Bidrag (↓)                                | Röster (→) Bidrag (↓)                                | Totalt                                               | Jury-poäng                                           | Tittar-poäng                                         | Jury- och tittar-poäng (sammanlagt)                  | Jury- och tittar-poäng (sammanlagt)                  | Jury- och tittar-poäng (sammanlagt)                  | Jury- och tittar-poäng (sammanlagt)                  | Jury- och tittar-poäng (sammanlagt)                  | Jury- och tittar-poäng (sammanlagt)                  | Jury- och tittar-poäng (sammanlagt)                  | Jury- och tittar-poäng (sammanlagt)                  | Jury- och tittar-poäng (sammanlagt)                  | Jury- och tittar-poäng (sammanlagt)                  | Jury- och tittar-poäng (sammanlagt)                  | Jury- och tittar-poäng (sammanlagt)                  | Jury- och tittar-poäng (sammanlagt)                  | Jury- och tittar-poäng (sammanlagt)                  | Jury- och tittar-poäng (sammanlagt)                  | Jury- och tittar-poäng (sammanlagt)                  | Jury- och tittar-poäng (sammanlagt)                  | Jury- och tittar-poäng (sammanlagt)                  | Jury- och tittar-poäng (sammanlagt)                  | Jury- och tittar-poäng (sammanlagt)                  | Jury- och tittar-poäng (sammanlagt)                  |
| Röster (→) Bidrag (↓)                                | Röster (→) Bidrag (↓)                                | Totalt                                               | Jury-poäng                                           | Tittar-poäng                                         | Finland                                              | Grekland                                             | Moldavien                                            | Ungern                                               | Kroatien                                             | Nederländerna                                        | Armenien                                             | San Marino                                           | Ryssland                                             | Tjeckien                                             | Cypern                                               | Österrike                                            | Estland                                              | Azerbajdzjan                                         | Montenegro                                           | Island                                               | Bosnien-Hercegovina                                  | Malta                                                | Frankrike                                            | Spanien                                              | Sverige                                              |
| ---------------------------------------------------- | ---------------------------------------------------- | ---------------------------------------------------- | ---------------------------------------------------- | ---------------------------------------------------- | ---------------------------------------------------- | ---------------------------------------------------- | ---------------------------------------------------- | ---------------------------------------------------- | ---------------------------------------------------- | ---------------------------------------------------- | ---------------------------------------------------- | ---------------------------------------------------- | ---------------------------------------------------- | ---------------------------------------------------- | ---------------------------------------------------- | ---------------------------------------------------- | ---------------------------------------------------- | ---------------------------------------------------- | ---------------------------------------------------- | ---------------------------------------------------- | ---------------------------------------------------- | ---------------------------------------------------- | ---------------------------------------------------- | ---------------------------------------------------- | ---------------------------------------------------- |
| Tävlande länder                                      | Finland                                              | 51                                                   | 35                                                   | 16                                                   |                                                      |                                                      |                                                      | 5                                                    |                                                      | 2                                                    | 8                                                    |                                                      |                                                      | 7                                                    |                                                      | 2                                                    | 7                                                    |                                                      |                                                      | 2                                                    |                                                      | 5                                                    |                                                      | 3                                                    | 10                                                   |
| Tävlande länder                                      | Grekland                                             | 44                                                   | 22                                                   | 22                                                   |                                                      |                                                      |                                                      |                                                      |                                                      |                                                      | 10                                                   |                                                      | 10                                                   |                                                      | 15                                                   |                                                      |                                                      | 6                                                    | 3                                                    |                                                      |                                                      |                                                      |                                                      |                                                      |                                                      |
| Tävlande länder                                      | Moldavien                                            | 33                                                   | 24                                                   | 9                                                    |                                                      | 3                                                    |                                                      |                                                      |                                                      |                                                      | 6                                                    |                                                      | 11                                                   |                                                      | 2                                                    |                                                      |                                                      | 5                                                    |                                                      |                                                      |                                                      | 4                                                    | 2                                                    |                                                      |                                                      |
| Tävlande länder                                      | Ungern                                               | 197                                                  | 78                                                   | 119                                                  | 4                                                    | 14                                                   | 9                                                    |                                                      | 16                                                   | 9                                                    | 6                                                    | 7                                                    | 10                                                   | 18                                                   | 12                                                   | 8                                                    | 10                                                   | 15                                                   | 7                                                    | 8                                                    | 5                                                    | 8                                                    | 12                                                   | 15                                                   | 4                                                    |
| Tävlande länder                                      | Kroatien                                             | 133                                                  | 80                                                   | 53                                                   | 7                                                    | 4                                                    | 7                                                    | 3                                                    |                                                      | 17                                                   | 5                                                    | 1                                                    | 5                                                    | 8                                                    | 8                                                    | 13                                                   | 3                                                    |                                                      | 15                                                   | 7                                                    | 17                                                   |                                                      | 7                                                    | 2                                                    | 4                                                    |
| Tävlande länder                                      | Nederländerna                                        | 197                                                  | 102                                                  | 95                                                   | 18                                                   | 3                                                    | 4                                                    | 12                                                   | 7                                                    |                                                      | 8                                                    | 18                                                   |                                                      | 13                                                   | 4                                                    | 16                                                   | 20                                                   | 4                                                    | 2                                                    | 22                                                   | 1                                                    | 7                                                    | 12                                                   | 10                                                   | 16                                                   |
| Tävlande länder                                      | Armenien                                             | 243                                                  | 127                                                  | 116                                                  | 8                                                    | 18                                                   | 18                                                   | 7                                                    | 8                                                    | 17                                                   |                                                      | 8                                                    | 24                                                   | 12                                                   | 17                                                   | 9                                                    | 3                                                    |                                                      | 15                                                   | 8                                                    | 10                                                   | 16                                                   | 15                                                   | 22                                                   | 8                                                    |
| Tävlande länder                                      | San Marino                                           | 68                                                   | 19                                                   | 49                                                   | 3                                                    | 6                                                    | 4                                                    | 5                                                    |                                                      | 4                                                    |                                                      |                                                      |                                                      |                                                      |                                                      | 5                                                    | 4                                                    | 13                                                   | 2                                                    | 1                                                    | 10                                                   | 11                                                   |                                                      |                                                      |                                                      |
| Tävlande länder                                      | Ryssland                                             | 342                                                  | 148                                                  | 194                                                  | 14                                                   | 22                                                   | 22                                                   | 20                                                   | 16                                                   | 9                                                    | 19                                                   | 15                                                   |                                                      | 8                                                    | 22                                                   | 15                                                   | 13                                                   | 24                                                   | 18                                                   | 22                                                   | 15                                                   | 22                                                   | 10                                                   | 16                                                   | 20                                                   |
| Tävlande länder                                      | Tjeckien                                             | 161                                                  | 120                                                  | 41                                                   | 10                                                   | 3                                                    | 11                                                   | 11                                                   | 16                                                   | 6                                                    | 7                                                    | 6                                                    | 6                                                    |                                                      | 5                                                    | 11                                                   | 6                                                    | 5                                                    | 5                                                    | 8                                                    | 16                                                   | 5                                                    | 4                                                    | 13                                                   | 7                                                    |
| Tävlande länder                                      | Cypern                                               | 164                                                  | 71                                                   | 93                                                   | 7                                                    | 20                                                   | 7                                                    | 9                                                    | 12                                                   | 13                                                   | 8                                                    | 13                                                   | 8                                                    | 5                                                    |                                                      | 2                                                    | 16                                                   | 1                                                    | 5                                                    | 6                                                    | 2                                                    | 14                                                   | 9                                                    | 4                                                    | 3                                                    |
| Tävlande länder                                      | Österrike                                            | 170                                                  | 37                                                   | 133                                                  | 13                                                   | 7                                                    | 7                                                    | 8                                                    | 7                                                    | 16                                                   | 5                                                    | 3                                                    | 10                                                   | 10                                                   | 5                                                    |                                                      | 10                                                   | 6                                                    |                                                      | 12                                                   | 6                                                    | 2                                                    | 22                                                   | 12                                                   | 9                                                    |
| Tävlande länder                                      | Estland                                              | 24                                                   | 9                                                    | 15                                                   | 13                                                   |                                                      | 3                                                    |                                                      |                                                      |                                                      |                                                      |                                                      | 2                                                    |                                                      |                                                      | 1                                                    |                                                      | 3                                                    |                                                      |                                                      |                                                      | 2                                                    |                                                      |                                                      |                                                      |
| Tävlande länder                                      | Azerbajdzjan                                         | 185                                                  | 92                                                   | 93                                                   | 2                                                    | 5                                                    | 12                                                   | 19                                                   | 3                                                    | 7                                                    |                                                      | 16                                                   | 17                                                   | 13                                                   | 12                                                   | 4                                                    | 7                                                    |                                                      | 12                                                   | 10                                                   | 16                                                   | 10                                                   | 7                                                    | 5                                                    | 8                                                    |
| Tävlande länder                                      | Montenegro                                           | 60                                                   | 46                                                   | 14                                                   |                                                      | 6                                                    |                                                      |                                                      | 6                                                    |                                                      | 10                                                   | 10                                                   | 3                                                    |                                                      |                                                      |                                                      |                                                      | 7                                                    |                                                      |                                                      | 11                                                   | 7                                                    |                                                      |                                                      |                                                      |
| Tävlande länder                                      | Island                                               | 51                                                   | 27                                                   | 24                                                   | 9                                                    |                                                      |                                                      | 1                                                    | 1                                                    |                                                      |                                                      | 8                                                    |                                                      | 4                                                    | 1                                                    | 6                                                    | 7                                                    |                                                      |                                                      |                                                      |                                                      | 3                                                    |                                                      | 6                                                    | 5                                                    |
| Tävlande länder                                      | Bosnien-Hercegovina                                  | 104                                                  | 26                                                   | 78                                                   |                                                      |                                                      | 1                                                    |                                                      | 16                                                   | 7                                                    | 2                                                    | 6                                                    |                                                      | 9                                                    |                                                      | 12                                                   |                                                      | 15                                                   | 18                                                   |                                                      |                                                      |                                                      | 6                                                    |                                                      | 12                                                   |
| Tävlande länder                                      | Malta                                                | 209                                                  | 155                                                  | 54                                                   | 8                                                    | 5                                                    | 11                                                   | 16                                                   | 8                                                    | 9                                                    | 22                                                   | 5                                                    | 10                                                   | 9                                                    | 13                                                   | 12                                                   | 10                                                   | 12                                                   | 14                                                   | 10                                                   | 7                                                    |                                                      | 10                                                   | 8                                                    | 10                                                   |

#### 12-poängare
| Jury         | Jury                    | Jury                                                       |
| Antal        | Tävlande land           | Länder som gav 12 poäng                                    |
| ------------ | ----------------------- | ---------------------------------------------------------- |
| 5            | Ryssland                | Azerbajdzjan, Cypern, Grekland, Moldavien, Sverige         |
| 4            | Armenien                | Malta, Montenegro, Ryssland, Spanien                       |
| 4            | Nederländerna           | Estland, Finland, Island, San Marino                       |
| 3            | Malta                   | Armenien, Ungern, Österrike                                |
| 2            | Tjeckien                | Bosnien-Hercegovina, Kroatien                              |
| 1            | Kroatien                | Nederländerna                                              |
| 1            | Ungern                  | Tjeckien                                                   |
| 1            | Österrike               | Frankrike                                                  |
| Teleröstning |                         |                                                            |
| Antal        | Tävlande land           | Länder som gav 12 poäng                                    |
| 6            | Ryssland                | Armenien, Azerbajdzjan, Estland, Island, Malta, San Marino |
| 4            | Armenien                | Frankrike, Nederländerna, Ryssland, Tjeckien               |
| 4            | Bosnien och Hercegovina | Kroatien, Montenegro, Sverige, Österrike                   |
| 2            | Azerbajdzjan            | Moldavien, Ungern                                          |
| 1            | Cypern                  | Grekland                                                   |
| 1            | Estland                 | Finland                                                    |
| 1            | Grekland                | Cypern                                                     |
| 1            | Kroatien                | Bosnien-Hercegovina                                        |
| 1            | Österrike               | Spanien                                                    |

### Semifinal 2
| Fördelning mellan jury- och teleröstningsresultat Semifinal 2 | Fördelning mellan jury- och teleröstningsresultat Semifinal 2 | Fördelning mellan jury- och teleröstningsresultat Semifinal 2 | Fördelning mellan jury- och teleröstningsresultat Semifinal 2 | Fördelning mellan jury- och teleröstningsresultat Semifinal 2 |
| Plac.                                                         | Teleröstning                                                  | Poäng                                                         | Jury                                                          | Poäng                                                         |
| ------------------------------------------------------------- | ------------------------------------------------------------- | ------------------------------------------------------------- | ------------------------------------------------------------- | ------------------------------------------------------------- |
| 1                                                             | Ukraina                                                       | 152                                                           | Australien                                                    | 188                                                           |
| 2                                                             | Australien                                                    | 142                                                           | Belgien                                                       | 139                                                           |
| 3                                                             | Belgien                                                       | 135                                                           | Ukraina                                                       | 135                                                           |
| 4                                                             | Polen                                                         | 131                                                           | Israel                                                        | 127                                                           |
| 5                                                             | Bulgarien                                                     | 122                                                           | Litauen                                                       | 104                                                           |
| 6                                                             | Litauen                                                       | 118                                                           | Bulgarien                                                     | 98                                                            |
| 7                                                             | Lettland                                                      | 68                                                            | Georgien                                                      | 84                                                            |
| 8                                                             | Makedonien                                                    | 54                                                            | Lettland                                                      | 64                                                            |
| 9                                                             | Vitryssland                                                   | 52                                                            | Serbien                                                       | 55                                                            |
| 10                                                            | Serbien                                                       | 50                                                            | Slovenien                                                     | 49                                                            |
| 11                                                            | Georgien                                                      | 39                                                            | Makedonien                                                    | 34                                                            |
| 12                                                            | Albanien                                                      | 35                                                            | Vitryssland                                                   | 32                                                            |
| 13                                                            | Norge                                                         | 34                                                            | Norge                                                         | 29                                                            |
| 14                                                            | Irland                                                        | 31                                                            | Schweiz                                                       | 25                                                            |
| 15                                                            | Danmark                                                       | 24                                                            | Polen                                                         | 20                                                            |
| 16                                                            | Israel                                                        | 20                                                            | Irland                                                        | 15                                                            |
| 17                                                            | Slovenien                                                     | 8                                                             | Danmark                                                       | 10                                                            |
| 18                                                            | Schweiz                                                       | 3                                                             | Albanien                                                      | 10                                                            |

| Detaljerad jury-resultat för semifinal 2 | Detaljerad jury-resultat för semifinal 2 | Detaljerad jury-resultat för semifinal 2 | Detaljerad jury-resultat för semifinal 2 | Detaljerad jury-resultat för semifinal 2 | Detaljerad jury-resultat för semifinal 2 | Detaljerad jury-resultat för semifinal 2 | Detaljerad jury-resultat för semifinal 2 | Detaljerad jury-resultat för semifinal 2 | Detaljerad jury-resultat för semifinal 2 | Detaljerad jury-resultat för semifinal 2 | Detaljerad jury-resultat för semifinal 2 | Detaljerad jury-resultat för semifinal 2 | Detaljerad jury-resultat för semifinal 2 | Detaljerad jury-resultat för semifinal 2 | Detaljerad jury-resultat för semifinal 2 | Detaljerad jury-resultat för semifinal 2 | Detaljerad jury-resultat för semifinal 2 | Detaljerad jury-resultat för semifinal 2 | Detaljerad jury-resultat för semifinal 2 | Detaljerad jury-resultat för semifinal 2 | Detaljerad jury-resultat för semifinal 2 | Detaljerad jury-resultat för semifinal 2 | Detaljerad jury-resultat för semifinal 2 | Detaljerad jury-resultat för semifinal 2 | Detaljerad jury-resultat för semifinal 2 |
| Röster (→) Bidrag (↓)                    | Röster (→) Bidrag (↓)                    | Totalt                                   | Jury-poäng                               | Tittar-poäng                             | Jury-poäng                               | Jury-poäng                               | Jury-poäng                               | Jury-poäng                               | Jury-poäng                               | Jury-poäng                               | Jury-poäng                               | Jury-poäng                               | Jury-poäng                               | Jury-poäng                               | Jury-poäng                               | Jury-poäng                               | Jury-poäng                               | Jury-poäng                               | Jury-poäng                               | Jury-poäng                               | Jury-poäng                               | Jury-poäng                               | Jury-poäng                               | Jury-poäng                               | Jury-poäng                               |
| Röster (→) Bidrag (↓)                    | Röster (→) Bidrag (↓)                    | Totalt                                   | Jury-poäng                               | Tittar-poäng                             | Lettland                                 | Polen                                    | Schweiz                                  | Israel                                   | Vitryssland                              | Serbien                                  | Irland                                   | Makedonien                               | Litauen                                  | Australien                               | Slovenien                                | Bulgarien                                | Danmark                                  | Ukraina                                  | Norge                                    | Georgien                                 | Albanien                                 | Belgien                                  | Italien                                  | Storbritannien                           | Tyskland                                 |
| ---------------------------------------- | ---------------------------------------- | ---------------------------------------- | ---------------------------------------- | ---------------------------------------- | ---------------------------------------- | ---------------------------------------- | ---------------------------------------- | ---------------------------------------- | ---------------------------------------- | ---------------------------------------- | ---------------------------------------- | ---------------------------------------- | ---------------------------------------- | ---------------------------------------- | ---------------------------------------- | ---------------------------------------- | ---------------------------------------- | ---------------------------------------- | ---------------------------------------- | ---------------------------------------- | ---------------------------------------- | ---------------------------------------- | ---------------------------------------- | ---------------------------------------- | ---------------------------------------- |
| Tävlande länder                          | Lettland                                 | 132                                      | 64                                       | 68                                       |                                          | 6                                        | 6                                        | 7                                        |                                          |                                          | 4                                        | 2                                        | 7                                        |                                          | 10                                       |                                          | 3                                        | 6                                        | 2                                        | 5                                        | 1                                        |                                          |                                          |                                          | 5                                        |
| Tävlande länder                          | Polen                                    | 151                                      | 20                                       | 131                                      |                                          |                                          |                                          |                                          |                                          | 1                                        |                                          |                                          | 3                                        |                                          | 3                                        |                                          |                                          | 1                                        | 4                                        | 3                                        | 2                                        |                                          | 3                                        |                                          |                                          |
| Tävlande länder                          | Schweiz                                  | 28                                       | 25                                       | 3                                        |                                          |                                          |                                          | 1                                        |                                          |                                          | 5                                        |                                          |                                          | 1                                        | 7                                        |                                          | 2                                        |                                          |                                          | 7                                        |                                          | 1                                        |                                          |                                          | 1                                        |
| Tävlande länder                          | Israel                                   | 147                                      | 127                                      | 20                                       | 2                                        | 8                                        | 10                                       |                                          | 1                                        | 7                                        | 7                                        | 6                                        | 6                                        | 10                                       | 4                                        | 5                                        | 5                                        | 7                                        | 5                                        | 6                                        | 4                                        | 10                                       | 8                                        | 4                                        | 12                                       |
| Tävlande länder                          | Vitryssland                              | 84                                       | 32                                       | 52                                       | 1                                        | 4                                        | 1                                        |                                          |                                          |                                          | 2                                        |                                          |                                          | 6                                        | 2                                        | 6                                        |                                          | 5                                        |                                          |                                          |                                          |                                          |                                          | 3                                        | 2                                        |
| Tävlande länder                          | Serbien                                  | 105                                      | 55                                       | 50                                       | 5                                        | 1                                        | 3                                        |                                          | 5                                        |                                          |                                          | 12                                       |                                          | 3                                        |                                          | 8                                        |                                          | 3                                        |                                          |                                          | 8                                        | 2                                        | 5                                        |                                          |                                          |
| Tävlande länder                          | Irland                                   | 46                                       | 15                                       | 31                                       |                                          |                                          |                                          | 2                                        |                                          |                                          |                                          |                                          |                                          |                                          |                                          |                                          | 4                                        | 2                                        | 3                                        |                                          |                                          |                                          | 2                                        | 2                                        |                                          |
| Tävlande länder                          | Makedonien                               | 88                                       | 34                                       | 54                                       |                                          |                                          |                                          | 8                                        |                                          | 12                                       |                                          |                                          |                                          | 2                                        |                                          |                                          |                                          |                                          |                                          |                                          | 12                                       |                                          |                                          |                                          |                                          |
| Tävlande länder                          | Litauen                                  | 222                                      | 104                                      | 118                                      | 12                                       | 3                                        | 8                                        | 4                                        | 10                                       | 5                                        | 3                                        | 5                                        |                                          | 7                                        | 1                                        | 3                                        | 10                                       | 8                                        | 8                                        | 2                                        |                                          | 3                                        | 1                                        | 8                                        | 3                                        |
| Tävlande länder                          | Australien                               | 330                                      | 188                                      | 142                                      | 8                                        | 10                                       | 12                                       | 12                                       | 8                                        | 4                                        | 6                                        | 4                                        | 12                                       |                                          | 5                                        | 12                                       | 12                                       | 12                                       | 12                                       | 8                                        | 10                                       | 12                                       | 12                                       | 10                                       | 7                                        |
| Tävlande länder                          | Slovenien                                | 57                                       | 49                                       | 8                                        | 3                                        |                                          |                                          |                                          |                                          | 6                                        | 8                                        | 7                                        | 1                                        | 4                                        |                                          | 1                                        |                                          |                                          |                                          |                                          | 6                                        | 7                                        | 6                                        |                                          |                                          |
| Tävlande länder                          | Bulgarien                                | 220                                      | 98                                       | 122                                      | 7                                        | 5                                        | 4                                        | 3                                        | 4                                        | 2                                        | 10                                       | 8                                        | 2                                        | 8                                        | 6                                        |                                          | 7                                        |                                          | 10                                       |                                          | 7                                        | 6                                        |                                          | 5                                        | 4                                        |
| Tävlande länder                          | Danmark                                  | 34                                       | 10                                       | 24                                       |                                          |                                          |                                          |                                          | 3                                        |                                          |                                          |                                          |                                          |                                          |                                          |                                          |                                          |                                          |                                          | 4                                        | 3                                        |                                          |                                          |                                          |                                          |
| Tävlande länder                          | Ukraina                                  | 287                                      | 135                                      | 152                                      | 10                                       | 12                                       | 5                                        | 10                                       | 7                                        | 10                                       |                                          | 10                                       | 8                                        |                                          | 8                                        | 4                                        | 1                                        |                                          | 6                                        | 12                                       | 5                                        | 5                                        | 10                                       | 6                                        | 6                                        |
| Tävlande länder                          | Norge                                    | 63                                       | 29                                       | 34                                       |                                          |                                          | 2                                        |                                          | 6                                        |                                          |                                          |                                          | 4                                        | 5                                        |                                          |                                          | 6                                        |                                          |                                          | 1                                        |                                          | 4                                        |                                          | 1                                        |                                          |
| Tävlande länder                          | Georgien                                 | 123                                      | 84                                       | 39                                       | 6                                        | 7                                        |                                          | 5                                        | 2                                        | 3                                        | 1                                        | 1                                        | 10                                       |                                          |                                          | 7                                        |                                          | 4                                        | 1                                        |                                          |                                          | 8                                        | 7                                        | 12                                       | 10                                       |
| Tävlande länder                          | Albanien                                 | 45                                       | 10                                       | 35                                       |                                          |                                          |                                          |                                          |                                          | 8                                        |                                          |                                          |                                          |                                          |                                          | 2                                        |                                          |                                          |                                          |                                          |                                          |                                          |                                          |                                          |                                          |
| Tävlande länder                          | Belgien                                  | 274                                      | 139                                      | 135                                      | 4                                        | 2                                        | 7                                        | 6                                        | 12                                       |                                          | 12                                       | 3                                        | 5                                        | 12                                       | 12                                       | 10                                       | 8                                        | 10                                       | 7                                        | 10                                       |                                          |                                          | 4                                        | 7                                        | 8                                        |

| Detaljerad tittar-resultat för semifinal 2 | Detaljerad tittar-resultat för semifinal 2 | Detaljerad tittar-resultat för semifinal 2 | Detaljerad tittar-resultat för semifinal 2 | Detaljerad tittar-resultat för semifinal 2 | Detaljerad tittar-resultat för semifinal 2 | Detaljerad tittar-resultat för semifinal 2 | Detaljerad tittar-resultat för semifinal 2 | Detaljerad tittar-resultat för semifinal 2 | Detaljerad tittar-resultat för semifinal 2 | Detaljerad tittar-resultat för semifinal 2 | Detaljerad tittar-resultat för semifinal 2 | Detaljerad tittar-resultat för semifinal 2 | Detaljerad tittar-resultat för semifinal 2 | Detaljerad tittar-resultat för semifinal 2 | Detaljerad tittar-resultat för semifinal 2 | Detaljerad tittar-resultat för semifinal 2 | Detaljerad tittar-resultat för semifinal 2 | Detaljerad tittar-resultat för semifinal 2 | Detaljerad tittar-resultat för semifinal 2 | Detaljerad tittar-resultat för semifinal 2 | Detaljerad tittar-resultat för semifinal 2 | Detaljerad tittar-resultat för semifinal 2 | Detaljerad tittar-resultat för semifinal 2 | Detaljerad tittar-resultat för semifinal 2 | Detaljerad tittar-resultat för semifinal 2 |
| Röster (→) Bidrag (↓)                      | Röster (→) Bidrag (↓)                      | Totalt                                     | Jury-poäng                                 | Tittar-poäng                               | Tittar-poäng                               | Tittar-poäng                               | Tittar-poäng                               | Tittar-poäng                               | Tittar-poäng                               | Tittar-poäng                               | Tittar-poäng                               | Tittar-poäng                               | Tittar-poäng                               | Tittar-poäng                               | Tittar-poäng                               | Tittar-poäng                               | Tittar-poäng                               | Tittar-poäng                               | Tittar-poäng                               | Tittar-poäng                               | Tittar-poäng                               | Tittar-poäng                               | Tittar-poäng                               | Tittar-poäng                               | Tittar-poäng                               |
| Röster (→) Bidrag (↓)                      | Röster (→) Bidrag (↓)                      | Totalt                                     | Jury-poäng                                 | Tittar-poäng                               | Lettland                                   | Polen                                      | Schweiz                                    | Israel                                     | Vitryssland                                | Serbien                                    | Irland                                     | Makedonien                                 | Litauen                                    | Australien                                 | Slovenien                                  | Bulgarien                                  | Danmark                                    | Ukraina                                    | Norge                                      | Georgien                                   | Albanien                                   | Belgien                                    | Italien                                    | Storbritannien                             | Tyskland                                   |
| ------------------------------------------ | ------------------------------------------ | ------------------------------------------ | ------------------------------------------ | ------------------------------------------ | ------------------------------------------ | ------------------------------------------ | ------------------------------------------ | ------------------------------------------ | ------------------------------------------ | ------------------------------------------ | ------------------------------------------ | ------------------------------------------ | ------------------------------------------ | ------------------------------------------ | ------------------------------------------ | ------------------------------------------ | ------------------------------------------ | ------------------------------------------ | ------------------------------------------ | ------------------------------------------ | ------------------------------------------ | ------------------------------------------ | ------------------------------------------ | ------------------------------------------ | ------------------------------------------ |
| Tävlande länder                            | Lettland                                   | 132                                        | 64                                         | 68                                         |                                            | 5                                          |                                            |                                            | 5                                          |                                            | 7                                          | 7                                          | 12                                         | 5                                          |                                            |                                            | 2                                          | 3                                          | 3                                          | 8                                          |                                            | 3                                          |                                            | 5                                          | 3                                          |
| Tävlande länder                            | Polen                                      | 151                                        | 20                                         | 131                                        | 4                                          |                                            | 7                                          | 6                                          | 6                                          | 1                                          | 10                                         | 1                                          | 7                                          |                                            | 4                                          | 6                                          | 6                                          | 12                                         | 10                                         | 7                                          |                                            | 12                                         | 10                                         | 10                                         | 12                                         |
| Tävlande länder                            | Schweiz                                    | 28                                         | 25                                         | 3                                          |                                            |                                            |                                            |                                            |                                            |                                            |                                            |                                            |                                            |                                            |                                            |                                            |                                            |                                            |                                            |                                            | 3                                          |                                            |                                            |                                            |                                            |
| Tävlande länder                            | Israel                                     | 147                                        | 127                                        | 20                                         |                                            |                                            |                                            |                                            | 1                                          |                                            | 2                                          |                                            |                                            | 6                                          |                                            | 2                                          |                                            | 2                                          | 1                                          | 1                                          |                                            | 1                                          |                                            | 2                                          | 2                                          |
| Tävlande länder                            | Vitryssland                                | 84                                         | 32                                         | 52                                         | 7                                          | 8                                          |                                            | 3                                          |                                            | 5                                          | 1                                          |                                            | 6                                          |                                            |                                            | 4                                          | 1                                          | 10                                         |                                            | 6                                          |                                            |                                            | 1                                          |                                            |                                            |
| Tävlande länder                            | Serbien                                    | 105                                        | 55                                         | 50                                         |                                            |                                            | 12                                         |                                            |                                            |                                            |                                            | 10                                         |                                            | 2                                          | 12                                         | 5                                          |                                            |                                            |                                            | 2                                          |                                            |                                            | 6                                          |                                            | 1                                          |
| Tävlande länder                            | Irland                                     | 46                                         | 15                                         | 31                                         | 1                                          | 2                                          | 2                                          | 1                                          |                                            |                                            |                                            |                                            | 1                                          | 7                                          |                                            |                                            | 4                                          |                                            | 2                                          |                                            |                                            | 4                                          |                                            | 7                                          |                                            |
| Tävlande länder                            | Makedonien                                 | 88                                         | 34                                         | 54                                         |                                            |                                            | 4                                          | 2                                          |                                            | 12                                         |                                            |                                            |                                            | 4                                          | 10                                         | 8                                          |                                            |                                            |                                            |                                            | 12                                         |                                            | 2                                          |                                            |                                            |
| Tävlande länder                            | Litauen                                    | 222                                        | 104                                        | 118                                        | 10                                         | 3                                          |                                            | 5                                          | 10                                         |                                            | 12                                         |                                            |                                            | 8                                          |                                            | 3                                          | 7                                          | 6                                          | 12                                         | 10                                         | 4                                          | 8                                          | 4                                          | 12                                         | 4                                          |
| Tävlande länder                            | Australien                                 | 330                                        | 188                                        | 142                                        | 8                                          | 10                                         | 6                                          | 12                                         | 7                                          | 7                                          | 8                                          | 4                                          | 5                                          |                                            | 6                                          | 7                                          | 8                                          | 7                                          | 8                                          | 4                                          | 6                                          | 10                                         | 3                                          | 6                                          | 10                                         |
| Tävlande länder                            | Slovenien                                  | 57                                         | 49                                         | 8                                          |                                            |                                            |                                            |                                            |                                            | 4                                          |                                            | 3                                          |                                            |                                            |                                            |                                            |                                            |                                            |                                            |                                            | 1                                          |                                            |                                            |                                            |                                            |
| Tävlande länder                            | Bulgarien                                  | 220                                        | 98                                         | 122                                        | 3                                          | 4                                          | 3                                          | 10                                         | 8                                          | 8                                          | 5                                          | 8                                          | 3                                          | 10                                         | 5                                          |                                            | 3                                          | 5                                          | 6                                          | 5                                          | 7                                          | 7                                          | 7                                          | 8                                          | 7                                          |
| Tävlande länder                            | Danmark                                    | 34                                         | 10                                         | 24                                         | 2                                          | 1                                          | 1                                          | 4                                          |                                            |                                            | 3                                          |                                            |                                            | 1                                          |                                            |                                            |                                            |                                            | 5                                          |                                            | 2                                          | 5                                          |                                            |                                            |                                            |
| Tävlande länder                            | Ukraina                                    | 287                                        | 135                                        | 152                                        | 12                                         | 12                                         | 5                                          | 7                                          | 12                                         | 6                                          | 4                                          | 6                                          | 10                                         | 3                                          | 8                                          | 12                                         | 5                                          |                                            | 4                                          | 12                                         | 5                                          | 6                                          | 12                                         | 3                                          | 8                                          |
| Tävlande länder                            | Norge                                      | 63                                         | 29                                         | 34                                         |                                            |                                            |                                            |                                            | 3                                          | 3                                          |                                            | 2                                          | 2                                          |                                            | 2                                          | 1                                          | 10                                         | 1                                          |                                            |                                            | 10                                         |                                            |                                            |                                            |                                            |
| Tävlande länder                            | Georgien                                   | 123                                        | 84                                         | 39                                         | 5                                          | 7                                          |                                            |                                            | 2                                          | 2                                          |                                            |                                            | 8                                          |                                            | 1                                          |                                            |                                            | 8                                          |                                            |                                            |                                            |                                            |                                            | 1                                          | 5                                          |
| Tävlande länder                            | Albanien                                   | 45                                         | 10                                         | 35                                         |                                            |                                            | 10                                         |                                            |                                            |                                            |                                            | 12                                         |                                            |                                            | 3                                          |                                            |                                            |                                            |                                            |                                            |                                            | 2                                          | 8                                          |                                            |                                            |
| Tävlande länder                            | Belgien                                    | 274                                        | 139                                        | 135                                        | 6                                          | 6                                          | 8                                          | 8                                          | 4                                          | 10                                         | 6                                          | 5                                          | 4                                          | 12                                         | 7                                          | 10                                         | 12                                         | 4                                          | 7                                          | 3                                          | 8                                          |                                            | 5                                          | 4                                          | 6                                          |

| Detaljerad jury- och tittar-resultat för semifinal 2 | Detaljerad jury- och tittar-resultat för semifinal 2 | Detaljerad jury- och tittar-resultat för semifinal 2 | Detaljerad jury- och tittar-resultat för semifinal 2 | Detaljerad jury- och tittar-resultat för semifinal 2 | Detaljerad jury- och tittar-resultat för semifinal 2 | Detaljerad jury- och tittar-resultat för semifinal 2 | Detaljerad jury- och tittar-resultat för semifinal 2 | Detaljerad jury- och tittar-resultat för semifinal 2 | Detaljerad jury- och tittar-resultat för semifinal 2 | Detaljerad jury- och tittar-resultat för semifinal 2 | Detaljerad jury- och tittar-resultat för semifinal 2 | Detaljerad jury- och tittar-resultat för semifinal 2 | Detaljerad jury- och tittar-resultat för semifinal 2 | Detaljerad jury- och tittar-resultat för semifinal 2 | Detaljerad jury- och tittar-resultat för semifinal 2 | Detaljerad jury- och tittar-resultat för semifinal 2 | Detaljerad jury- och tittar-resultat för semifinal 2 | Detaljerad jury- och tittar-resultat för semifinal 2 | Detaljerad jury- och tittar-resultat för semifinal 2 | Detaljerad jury- och tittar-resultat för semifinal 2 | Detaljerad jury- och tittar-resultat för semifinal 2 | Detaljerad jury- och tittar-resultat för semifinal 2 | Detaljerad jury- och tittar-resultat för semifinal 2 | Detaljerad jury- och tittar-resultat för semifinal 2 | Detaljerad jury- och tittar-resultat för semifinal 2 |
| Röster (→) Bidrag (↓)                                | Röster (→) Bidrag (↓)                                | Totalt                                               | Jury-poäng                                           | Tittar-poäng                                         | Jury- och tittar-poäng (sammanlagt)                  | Jury- och tittar-poäng (sammanlagt)                  | Jury- och tittar-poäng (sammanlagt)                  | Jury- och tittar-poäng (sammanlagt)                  | Jury- och tittar-poäng (sammanlagt)                  | Jury- och tittar-poäng (sammanlagt)                  | Jury- och tittar-poäng (sammanlagt)                  | Jury- och tittar-poäng (sammanlagt)                  | Jury- och tittar-poäng (sammanlagt)                  | Jury- och tittar-poäng (sammanlagt)                  | Jury- och tittar-poäng (sammanlagt)                  | Jury- och tittar-poäng (sammanlagt)                  | Jury- och tittar-poäng (sammanlagt)                  | Jury- och tittar-poäng (sammanlagt)                  | Jury- och tittar-poäng (sammanlagt)                  | Jury- och tittar-poäng (sammanlagt)                  | Jury- och tittar-poäng (sammanlagt)                  | Jury- och tittar-poäng (sammanlagt)                  | Jury- och tittar-poäng (sammanlagt)                  | Jury- och tittar-poäng (sammanlagt)                  | Jury- och tittar-poäng (sammanlagt)                  |
| Röster (→) Bidrag (↓)                                | Röster (→) Bidrag (↓)                                | Totalt                                               | Jury-poäng                                           | Tittar-poäng                                         | Lettland                                             | Polen                                                | Schweiz                                              | Israel                                               | Vitryssland                                          | Serbien                                              | Irland                                               | Makedonien                                           | Litauen                                              | Australien                                           | Slovenien                                            | Bulgarien                                            | Danmark                                              | Ukraina                                              | Norge                                                | Georgien                                             | Albanien                                             | Belgien                                              | Italien                                              | Storbritannien                                       | Tyskland                                             |
| ---------------------------------------------------- | ---------------------------------------------------- | ---------------------------------------------------- | ---------------------------------------------------- | ---------------------------------------------------- | ---------------------------------------------------- | ---------------------------------------------------- | ---------------------------------------------------- | ---------------------------------------------------- | ---------------------------------------------------- | ---------------------------------------------------- | ---------------------------------------------------- | ---------------------------------------------------- | ---------------------------------------------------- | ---------------------------------------------------- | ---------------------------------------------------- | ---------------------------------------------------- | ---------------------------------------------------- | ---------------------------------------------------- | ---------------------------------------------------- | ---------------------------------------------------- | ---------------------------------------------------- | ---------------------------------------------------- | ---------------------------------------------------- | ---------------------------------------------------- | ---------------------------------------------------- |
| Tävlande länder                                      | Lettland                                             | 132                                                  | 64                                                   | 68                                                   |                                                      | 11                                                   | 6                                                    | 7                                                    | 5                                                    |                                                      | 11                                                   | 9                                                    | 19                                                   | 5                                                    | 10                                                   |                                                      | 5                                                    | 9                                                    | 5                                                    | 13                                                   | 1                                                    | 3                                                    |                                                      | 5                                                    | 8                                                    |
| Tävlande länder                                      | Polen                                                | 151                                                  | 20                                                   | 131                                                  | 4                                                    |                                                      | 7                                                    | 6                                                    | 6                                                    | 2                                                    | 10                                                   | 1                                                    | 10                                                   |                                                      | 7                                                    | 6                                                    | 6                                                    | 13                                                   | 14                                                   | 10                                                   | 2                                                    | 12                                                   | 13                                                   | 10                                                   | 12                                                   |
| Tävlande länder                                      | Schweiz                                              | 28                                                   | 25                                                   | 3                                                    |                                                      |                                                      |                                                      | 1                                                    |                                                      |                                                      | 5                                                    |                                                      |                                                      | 1                                                    | 7                                                    |                                                      | 2                                                    |                                                      |                                                      | 7                                                    | 3                                                    | 1                                                    |                                                      |                                                      | 1                                                    |
| Tävlande länder                                      | Israel                                               | 147                                                  | 127                                                  | 20                                                   | 2                                                    | 8                                                    | 10                                                   |                                                      | 2                                                    | 7                                                    | 9                                                    | 6                                                    | 6                                                    | 16                                                   | 4                                                    | 7                                                    | 5                                                    | 9                                                    | 6                                                    | 7                                                    | 4                                                    | 11                                                   | 8                                                    | 6                                                    | 14                                                   |
| Tävlande länder                                      | Vitryssland                                          | 84                                                   | 32                                                   | 52                                                   | 8                                                    | 12                                                   | 1                                                    | 3                                                    |                                                      | 5                                                    | 3                                                    |                                                      | 6                                                    | 6                                                    | 2                                                    | 10                                                   | 1                                                    | 15                                                   |                                                      | 6                                                    |                                                      |                                                      | 1                                                    | 3                                                    | 2                                                    |
| Tävlande länder                                      | Serbien                                              | 105                                                  | 55                                                   | 50                                                   | 5                                                    | 1                                                    | 15                                                   |                                                      | 5                                                    |                                                      |                                                      | 22                                                   |                                                      | 5                                                    | 12                                                   | 13                                                   |                                                      | 3                                                    |                                                      | 2                                                    | 8                                                    | 2                                                    | 11                                                   |                                                      | 1                                                    |
| Tävlande länder                                      | Irland                                               | 46                                                   | 15                                                   | 31                                                   | 1                                                    | 2                                                    | 2                                                    | 3                                                    |                                                      |                                                      |                                                      |                                                      | 1                                                    | 7                                                    |                                                      |                                                      | 8                                                    | 2                                                    | 5                                                    |                                                      |                                                      | 4                                                    | 2                                                    | 9                                                    |                                                      |
| Tävlande länder                                      | Makedonien                                           | 88                                                   | 34                                                   | 54                                                   |                                                      |                                                      | 4                                                    | 10                                                   |                                                      | 24                                                   |                                                      |                                                      |                                                      | 6                                                    | 10                                                   | 8                                                    |                                                      |                                                      |                                                      |                                                      | 24                                                   |                                                      | 2                                                    |                                                      |                                                      |
| Tävlande länder                                      | Litauen                                              | 222                                                  | 104                                                  | 118                                                  | 22                                                   | 6                                                    | 8                                                    | 9                                                    | 20                                                   | 5                                                    | 15                                                   | 5                                                    |                                                      | 15                                                   | 1                                                    | 6                                                    | 17                                                   | 14                                                   | 20                                                   | 12                                                   | 4                                                    | 11                                                   | 5                                                    | 20                                                   | 7                                                    |
| Tävlande länder                                      | Australien                                           | 330                                                  | 188                                                  | 142                                                  | 16                                                   | 20                                                   | 18                                                   | 24                                                   | 15                                                   | 11                                                   | 14                                                   | 8                                                    | 17                                                   |                                                      | 11                                                   | 19                                                   | 20                                                   | 19                                                   | 20                                                   | 12                                                   | 16                                                   | 22                                                   | 15                                                   | 16                                                   | 17                                                   |
| Tävlande länder                                      | Slovenien                                            | 57                                                   | 49                                                   | 8                                                    | 3                                                    |                                                      |                                                      |                                                      |                                                      | 10                                                   | 8                                                    | 10                                                   | 1                                                    | 4                                                    |                                                      | 1                                                    |                                                      |                                                      |                                                      |                                                      | 7                                                    | 7                                                    | 6                                                    |                                                      |                                                      |
| Tävlande länder                                      | Bulgarien                                            | 220                                                  | 98                                                   | 122                                                  | 10                                                   | 9                                                    | 7                                                    | 13                                                   | 12                                                   | 10                                                   | 15                                                   | 16                                                   | 5                                                    | 18                                                   | 11                                                   |                                                      | 10                                                   | 5                                                    | 16                                                   | 5                                                    | 14                                                   | 13                                                   | 7                                                    | 13                                                   | 11                                                   |
| Tävlande länder                                      | Danmark                                              | 34                                                   | 10                                                   | 24                                                   | 2                                                    | 1                                                    | 1                                                    | 4                                                    | 3                                                    |                                                      | 3                                                    |                                                      |                                                      | 1                                                    |                                                      |                                                      |                                                      |                                                      | 5                                                    | 4                                                    | 5                                                    | 5                                                    |                                                      |                                                      |                                                      |
| Tävlande länder                                      | Ukraina                                              | 287                                                  | 135                                                  | 152                                                  | 22                                                   | 24                                                   | 10                                                   | 17                                                   | 19                                                   | 16                                                   | 4                                                    | 16                                                   | 18                                                   | 3                                                    | 16                                                   | 16                                                   | 6                                                    |                                                      | 10                                                   | 24                                                   | 10                                                   | 11                                                   | 22                                                   | 9                                                    | 14                                                   |
| Tävlande länder                                      | Norge                                                | 63                                                   | 29                                                   | 34                                                   |                                                      |                                                      | 2                                                    |                                                      | 9                                                    | 3                                                    |                                                      | 2                                                    | 6                                                    | 5                                                    | 2                                                    | 1                                                    | 16                                                   | 1                                                    |                                                      | 1                                                    | 10                                                   | 4                                                    |                                                      | 1                                                    |                                                      |
| Tävlande länder                                      | Georgien                                             | 123                                                  | 84                                                   | 39                                                   | 11                                                   | 14                                                   |                                                      | 5                                                    | 4                                                    | 5                                                    | 1                                                    | 1                                                    | 18                                                   |                                                      | 1                                                    | 7                                                    |                                                      | 12                                                   | 1                                                    |                                                      |                                                      | 8                                                    | 7                                                    | 13                                                   | 15                                                   |
| Tävlande länder                                      | Albanien                                             | 45                                                   | 10                                                   | 35                                                   |                                                      |                                                      | 10                                                   |                                                      |                                                      | 8                                                    |                                                      | 12                                                   |                                                      |                                                      | 3                                                    | 2                                                    |                                                      |                                                      |                                                      |                                                      |                                                      | 2                                                    | 8                                                    |                                                      |                                                      |
| Tävlande länder                                      | Belgien                                              | 274                                                  | 139                                                  | 135                                                  | 10                                                   | 8                                                    | 15                                                   | 14                                                   | 16                                                   | 10                                                   | 18                                                   | 8                                                    | 9                                                    | 24                                                   | 19                                                   | 20                                                   | 20                                                   | 14                                                   | 14                                                   | 13                                                   | 8                                                    |                                                      | 9                                                    | 11                                                   | 14                                                   |

#### 12-poängare
| Jury  | Jury          | Jury                                                                           |
| Antal | Tävlande land | Länder som gav 12 poäng                                                        |
| ----- | ------------- | ------------------------------------------------------------------------------ |
| 9     | Australien    | Belgien, Bulgarien, Danmark, Israel, Italien, Litauen, Norge, Schweiz, Ukraina |
| 4     | Belgien       | Australien, Irland, Slovenien, Vitryssland                                     |
| 2     | Makedonien    | Albanien, Serbien                                                              |
| 2     | Ukraina       | Georgien, Polen                                                                |
| 1     | Georgien      | Storbritannien                                                                 |
| 1     | Israel        | Tyskland                                                                       |
| 1     | Litauen       | Lettland                                                                       |
| 1     | Serbien       | Makedonien                                                                     |
| Antal | Tävlande land | Länder som gav 12 poäng                                                        |
| 6     | Ukraina       | Bulgarien, Georgien, Italien, Lettland, Polen, Vitryssland                     |
| 3     | Litauen       | Irland, Norge, Storbritannien                                                  |
| 3     | Polen         | Belgien, Tyskland, Ukraina                                                     |
| 2     | Belgien       | Australien, Danmark                                                            |
| 2     | Makedonien    | Albanien, Serbien                                                              |
| 2     | Serbien       | Slovenien, Schweiz                                                             |
| 1     | Albanien      | Makedonien                                                                     |
| 1     | Australien    | Israel                                                                         |
| 1     | Lettland      | Litauen                                                                        |

### Final
| Fördelning mellan jury- och teleröstningsresultat Final | Fördelning mellan jury- och teleröstningsresultat Final | Fördelning mellan jury- och teleröstningsresultat Final | Fördelning mellan jury- och teleröstningsresultat Final | Fördelning mellan jury- och teleröstningsresultat Final |
| Plac.                                                   | Teleröstning                                            | Poäng                                                   | Jury                                                    | Poäng                                                   |
| ------------------------------------------------------- | ------------------------------------------------------- | ------------------------------------------------------- | ------------------------------------------------------- | ------------------------------------------------------- |
| 1                                                       | Ryssland                                                | 361                                                     | Australien                                              | 320                                                     |
| 2                                                       | Ukraina                                                 | 323                                                     | Ukraina                                                 | 211                                                     |
| 3                                                       | Polen                                                   | 222                                                     | Frankrike                                               | 148                                                     |
| 4                                                       | Australien                                              | 191                                                     | Malta                                                   | 137                                                     |
| 5                                                       | Bulgarien                                               | 180                                                     | Ryssland                                                | 130                                                     |
| 6                                                       | Sverige                                                 | 139                                                     | Belgien                                                 | 130                                                     |
| 7                                                       | Armenien                                                | 134                                                     | Bulgarien                                               | 127                                                     |
| 8                                                       | Österrike                                               | 120                                                     | Israel                                                  | 124                                                     |
| 9                                                       | Frankrike                                               | 109                                                     | Sverige                                                 | 122                                                     |
| 10                                                      | Litauen                                                 | 96                                                      | Armenien                                                | 115                                                     |
| 11                                                      | Serbien                                                 | 80                                                      | Nederländerna                                           | 114                                                     |
| 12                                                      | Azerbajdzjan                                            | 73                                                      | Litauen                                                 | 104                                                     |
| 13                                                      | Lettland                                                | 63                                                      | Italien                                                 | 90                                                      |
| 14                                                      | Ungern                                                  | 56                                                      | Georgien                                                | 80                                                      |
| 15                                                      | Cypern                                                  | 53                                                      | Lettland                                                | 69                                                      |
| 16                                                      | Belgien                                                 | 51                                                      | Spanien                                                 | 67                                                      |
| 17                                                      | Nederländerna                                           | 39                                                      | Storbritannien                                          | 54                                                      |
| 18                                                      | Italien                                                 | 34                                                      | Ungern                                                  | 52                                                      |
| 19                                                      | Kroatien                                                | 33                                                      | Azerbajdzjan                                            | 44                                                      |
| 20                                                      | Georgien                                                | 24                                                      | Cypern                                                  | 43                                                      |
| 21                                                      | Malta                                                   | 16                                                      | Tjeckien                                                | 41                                                      |
| 22                                                      | Israel                                                  | 11                                                      | Kroatien                                                | 40                                                      |
| 23                                                      | Tyskland                                                | 10                                                      | Serbien                                                 | 35                                                      |
| 24                                                      | Spanien                                                 | 10                                                      | Österrike                                               | 31                                                      |
| 25                                                      | Storbritannien                                          | 8                                                       | Polen                                                   | 7                                                       |
| 26                                                      | Tjeckien                                                | 0                                                       | Tyskland                                                | 1                                                       |

| Detaljerad jury-resultat för finalen | Detaljerad jury-resultat för finalen | Detaljerad jury-resultat för finalen | Detaljerad jury-resultat för finalen | Detaljerad jury-resultat för finalen | Detaljerad jury-resultat för finalen | Detaljerad jury-resultat för finalen | Detaljerad jury-resultat för finalen | Detaljerad jury-resultat för finalen | Detaljerad jury-resultat för finalen | Detaljerad jury-resultat för finalen | Detaljerad jury-resultat för finalen | Detaljerad jury-resultat för finalen | Detaljerad jury-resultat för finalen | Detaljerad jury-resultat för finalen | Detaljerad jury-resultat för finalen | Detaljerad jury-resultat för finalen | Detaljerad jury-resultat för finalen | Detaljerad jury-resultat för finalen | Detaljerad jury-resultat för finalen | Detaljerad jury-resultat för finalen | Detaljerad jury-resultat för finalen | Detaljerad jury-resultat för finalen | Detaljerad jury-resultat för finalen | Detaljerad jury-resultat för finalen | Detaljerad jury-resultat för finalen | Detaljerad jury-resultat för finalen | Detaljerad jury-resultat för finalen | Detaljerad jury-resultat för finalen | Detaljerad jury-resultat för finalen | Detaljerad jury-resultat för finalen | Detaljerad jury-resultat för finalen | Detaljerad jury-resultat för finalen | Detaljerad jury-resultat för finalen | Detaljerad jury-resultat för finalen | Detaljerad jury-resultat för finalen | Detaljerad jury-resultat för finalen | Detaljerad jury-resultat för finalen | Detaljerad jury-resultat för finalen | Detaljerad jury-resultat för finalen | Detaljerad jury-resultat för finalen | Detaljerad jury-resultat för finalen | Detaljerad jury-resultat för finalen | Detaljerad jury-resultat för finalen | Detaljerad jury-resultat för finalen | Detaljerad jury-resultat för finalen | Detaljerad jury-resultat för finalen |
| Röster (→) Bidrag (↓)                | Röster (→) Bidrag (↓)                | Totalt                               | Jury-poäng                           | Tittar-poäng                         | Jury-poäng                           | Jury-poäng                           | Jury-poäng                           | Jury-poäng                           | Jury-poäng                           | Jury-poäng                           | Jury-poäng                           | Jury-poäng                           | Jury-poäng                           | Jury-poäng                           | Jury-poäng                           | Jury-poäng                           | Jury-poäng                           | Jury-poäng                           | Jury-poäng                           | Jury-poäng                           | Jury-poäng                           | Jury-poäng                           | Jury-poäng                           | Jury-poäng                           | Jury-poäng                           | Jury-poäng                           | Jury-poäng                           | Jury-poäng                           | Jury-poäng                           | Jury-poäng                           | Jury-poäng                           | Jury-poäng                           | Jury-poäng                           | Jury-poäng                           | Jury-poäng                           | Jury-poäng                           | Jury-poäng                           | Jury-poäng                           | Jury-poäng                           | Jury-poäng                           | Jury-poäng                           | Jury-poäng                           | Jury-poäng                           | Jury-poäng                           | Jury-poäng                           | Jury-poäng                           |
| Röster (→) Bidrag (↓)                | Röster (→) Bidrag (↓)                | Totalt                               | Jury-poäng                           | Tittar-poäng                         | Österrike                            | Island                               | Azerbajdzjan                         | San Marino                           | Tjeckien                             | Irland                               | Georgien                             | Bosnien-Hercegovina                  | Malta                                | Spanien                              | Finland                              | Schweiz                              | Danmark                              | Frankrike                            | Moldavien                            | Armenien                             | Cypern                               | Bulgarien                            | Nederländerna                        | Lettland                             | Israel                               | Vitryssland                          | Tyskland                             | Ryssland                             | Norge                                | Australien                           | Belgien                              | Storbritannien                       | Kroatien                             | Grekland                             | Litauen                              | Serbien                              | Makedonien                           | Albanien                             | Estland                              | Ukraina                              | Italien                              | Polen                                | Slovenien                            | Ungern                               | Montenegro                           | Sverige                              |
| ------------------------------------ | ------------------------------------ | ------------------------------------ | ------------------------------------ | ------------------------------------ | ------------------------------------ | ------------------------------------ | ------------------------------------ | ------------------------------------ | ------------------------------------ | ------------------------------------ | ------------------------------------ | ------------------------------------ | ------------------------------------ | ------------------------------------ | ------------------------------------ | ------------------------------------ | ------------------------------------ | ------------------------------------ | ------------------------------------ | ------------------------------------ | ------------------------------------ | ------------------------------------ | ------------------------------------ | ------------------------------------ | ------------------------------------ | ------------------------------------ | ------------------------------------ | ------------------------------------ | ------------------------------------ | ------------------------------------ | ------------------------------------ | ------------------------------------ | ------------------------------------ | ------------------------------------ | ------------------------------------ | ------------------------------------ | ------------------------------------ | ------------------------------------ | ------------------------------------ | ------------------------------------ | ------------------------------------ | ------------------------------------ | ------------------------------------ | ------------------------------------ | ------------------------------------ | ------------------------------------ |
| Tävlande länder                      | Belgien                              | 181                                  | 130                                  | 51                                   | 5                                    | 3                                    |                                      |                                      | 2                                    | 12                                   | 10                                   |                                      |                                      |                                      |                                      | 10                                   | 8                                    |                                      |                                      | 4                                    |                                      | 10                                   | 4                                    |                                      | 6                                    | 4                                    | 5                                    |                                      | 5                                    | 12                                   |                                      |                                      |                                      |                                      | 5                                    |                                      | 4                                    |                                      |                                      | 10                                   |                                      |                                      | 8                                    |                                      | 3                                    |                                      |
| Tävlande länder                      | Tjeckien                             | 41                                   | 41                                   | 0                                    | 4                                    | 5                                    |                                      |                                      |                                      | 2                                    |                                      | 6                                    |                                      |                                      | 3                                    |                                      |                                      |                                      |                                      | 1                                    |                                      |                                      |                                      |                                      |                                      |                                      |                                      |                                      |                                      |                                      | 1                                    |                                      | 10                                   |                                      |                                      |                                      |                                      |                                      |                                      |                                      |                                      | 4                                    |                                      | 2                                    |                                      | 3                                    |
| Tävlande länder                      | Nederländerna                        | 153                                  | 114                                  | 39                                   |                                      | 12                                   |                                      | 4                                    | 7                                    | 8                                    |                                      |                                      |                                      | 3                                    | 10                                   | 5                                    | 7                                    | 7                                    |                                      |                                      |                                      | 2                                    |                                      | 3                                    |                                      |                                      | 4                                    |                                      | 6                                    | 3                                    | 4                                    |                                      |                                      |                                      |                                      | 5                                    | 2                                    |                                      | 6                                    |                                      | 4                                    |                                      | 1                                    | 6                                    |                                      | 5                                    |
| Tävlande länder                      | Azerbajdzjan                         | 117                                  | 44                                   | 73                                   |                                      |                                      |                                      |                                      |                                      |                                      |                                      | 1                                    |                                      | 2                                    |                                      |                                      |                                      |                                      |                                      |                                      | 2                                    |                                      | 1                                    |                                      |                                      | 2                                    |                                      | 10                                   |                                      |                                      |                                      |                                      |                                      | 1                                    |                                      |                                      | 1                                    |                                      |                                      | 7                                    |                                      |                                      |                                      | 7                                    |                                      | 10                                   |
| Tävlande länder                      | Ungern                               | 108                                  | 52                                   | 56                                   |                                      |                                      | 4                                    | 2                                    | 10                                   |                                      |                                      |                                      |                                      | 10                                   |                                      |                                      |                                      |                                      |                                      |                                      | 4                                    |                                      |                                      |                                      |                                      |                                      |                                      | 1                                    |                                      |                                      |                                      |                                      | 5                                    | 3                                    |                                      |                                      |                                      | 1                                    |                                      | 2                                    |                                      |                                      | 3                                    |                                      | 7                                    |                                      |
| Tävlande länder                      | Italien                              | 124                                  | 90                                   | 34                                   |                                      |                                      |                                      | 10                                   |                                      | 6                                    |                                      |                                      | 8                                    | 5                                    | 2                                    | 2                                    |                                      | 12                                   |                                      |                                      | 3                                    |                                      | 6                                    |                                      |                                      |                                      | 3                                    |                                      | 12                                   |                                      | 10                                   |                                      | 3                                    |                                      |                                      |                                      |                                      | 8                                    |                                      |                                      |                                      |                                      |                                      |                                      |                                      |                                      |
| Tävlande länder                      | Israel                               | 135                                  | 124                                  | 11                                   |                                      |                                      | 3                                    |                                      |                                      | 4                                    | 3                                    |                                      | 1                                    | 1                                    | 7                                    | 8                                    | 2                                    |                                      |                                      |                                      | 5                                    |                                      | 7                                    | 2                                    |                                      |                                      | 12                                   |                                      | 3                                    | 10                                   | 2                                    | 3                                    | 7                                    |                                      | 6                                    | 7                                    | 5                                    | 3                                    |                                      | 6                                    | 8                                    | 7                                    | 2                                    |                                      |                                      |                                      |
| Tävlande länder                      | Bulgarien                            | 307                                  | 127                                  | 180                                  |                                      |                                      | 8                                    |                                      |                                      | 10                                   |                                      | 3                                    | 10                                   |                                      |                                      | 1                                    | 6                                    | 10                                   |                                      | 7                                    |                                      |                                      |                                      | 1                                    | 7                                    | 1                                    |                                      |                                      | 8                                    | 8                                    | 6                                    | 5                                    |                                      |                                      | 2                                    | 4                                    | 10                                   | 4                                    |                                      | 1                                    |                                      | 3                                    | 10                                   |                                      | 2                                    |                                      |
| Tävlande länder                      | Sverige                              | 261                                  | 122                                  | 139                                  | 8                                    | 6                                    |                                      |                                      | 12                                   | 5                                    | 6                                    |                                      |                                      |                                      | 12                                   |                                      | 4                                    | 5                                    | 6                                    |                                      |                                      |                                      | 10                                   | 8                                    |                                      | 8                                    | 10                                   |                                      |                                      |                                      |                                      |                                      |                                      |                                      |                                      |                                      |                                      |                                      | 12                                   | 4                                    | 2                                    |                                      |                                      | 4                                    |                                      |                                      |
| Tävlande länder                      | Tyskland                             | 11                                   | 1                                    | 10                                   |                                      |                                      |                                      |                                      |                                      |                                      | 1                                    |                                      |                                      |                                      |                                      |                                      |                                      |                                      |                                      |                                      |                                      |                                      |                                      |                                      |                                      |                                      |                                      |                                      |                                      |                                      |                                      |                                      |                                      |                                      |                                      |                                      |                                      |                                      |                                      |                                      |                                      |                                      |                                      |                                      |                                      |                                      |
| Tävlande länder                      | Frankrike                            | 257                                  | 148                                  | 109                                  | 7                                    | 2                                    |                                      |                                      | 5                                    | 3                                    | 4                                    | 7                                    | 6                                    | 7                                    | 1                                    |                                      |                                      |                                      |                                      | 12                                   | 7                                    |                                      | 5                                    |                                      | 8                                    |                                      |                                      | 7                                    |                                      | 6                                    | 8                                    | 6                                    | 8                                    | 6                                    | 1                                    |                                      |                                      | 10                                   | 1                                    |                                      | 7                                    | 1                                    |                                      |                                      | 5                                    | 8                                    |
| Tävlande länder                      | Polen                                | 229                                  | 7                                    | 222                                  |                                      |                                      | 2                                    |                                      |                                      |                                      |                                      |                                      |                                      |                                      |                                      |                                      |                                      |                                      |                                      |                                      |                                      |                                      |                                      |                                      |                                      |                                      |                                      |                                      | 1                                    |                                      |                                      |                                      |                                      |                                      | 3                                    |                                      |                                      |                                      |                                      |                                      |                                      |                                      |                                      |                                      | 1                                    |                                      |
| Tävlande länder                      | Australien                           | 511                                  | 320                                  | 191                                  | 12                                   | 10                                   | 7                                    |                                      |                                      |                                      | 8                                    | 10                                   | 3                                    | 8                                    | 8                                    | 12                                   | 10                                   | 6                                    | 10                                   | 5                                    | 10                                   | 8                                    | 12                                   | 5                                    | 10                                   | 6                                    | 6                                    | 2                                    | 10                                   |                                      | 12                                   | 8                                    | 12                                   | 7                                    | 12                                   | 6                                    | 8                                    | 12                                   | 10                                   | 5                                    | 6                                    | 10                                   | 6                                    | 12                                   | 4                                    | 12                                   |
| Tävlande länder                      | Cypern                               | 96                                   | 43                                   | 53                                   |                                      |                                      |                                      | 5                                    |                                      |                                      |                                      |                                      | 5                                    |                                      |                                      |                                      |                                      |                                      | 2                                    | 6                                    |                                      |                                      |                                      |                                      |                                      |                                      |                                      | 4                                    |                                      |                                      |                                      | 7                                    | 1                                    | 8                                    |                                      |                                      |                                      |                                      | 4                                    |                                      | 1                                    |                                      |                                      |                                      |                                      |                                      |
| Tävlande länder                      | Serbien                              | 115                                  | 35                                   | 80                                   |                                      |                                      |                                      |                                      |                                      |                                      |                                      | 8                                    |                                      |                                      |                                      |                                      |                                      |                                      |                                      |                                      |                                      | 5                                    |                                      |                                      |                                      |                                      |                                      |                                      |                                      |                                      |                                      | 2                                    | 2                                    |                                      |                                      |                                      | 7                                    |                                      |                                      |                                      |                                      |                                      | 5                                    |                                      | 6                                    |                                      |
| Tävlande länder                      | Litauen                              | 200                                  | 104                                  | 96                                   | 1                                    |                                      | 5                                    |                                      | 3                                    |                                      | 5                                    |                                      |                                      |                                      | 6                                    | 7                                    | 5                                    |                                      | 4                                    |                                      |                                      | 1                                    |                                      | 10                                   | 1                                    | 10                                   | 1                                    |                                      | 2                                    | 7                                    |                                      | 4                                    |                                      |                                      |                                      | 8                                    |                                      |                                      | 5                                    | 12                                   |                                      | 2                                    |                                      | 3                                    |                                      | 2                                    |
| Tävlande länder                      | Kroatien                             | 73                                   | 40                                   | 33                                   | 6                                    | 7                                    |                                      |                                      | 8                                    |                                      | 2                                    | 4                                    |                                      |                                      |                                      |                                      |                                      |                                      | 1                                    |                                      | 1                                    |                                      |                                      |                                      | 3                                    |                                      |                                      |                                      |                                      | 1                                    |                                      | 1                                    |                                      |                                      |                                      |                                      | 6                                    |                                      |                                      |                                      |                                      |                                      |                                      |                                      |                                      |                                      |
| Tävlande länder                      | Ryssland                             | 491                                  | 130                                  | 361                                  | 3                                    | 8                                    | 12                                   | 7                                    |                                      |                                      |                                      | 5                                    | 4                                    | 4                                    |                                      |                                      |                                      | 1                                    | 7                                    | 2                                    | 12                                   | 6                                    |                                      | 7                                    |                                      | 12                                   |                                      |                                      |                                      |                                      |                                      |                                      | 6                                    | 12                                   |                                      | 1                                    |                                      | 7                                    |                                      |                                      |                                      |                                      |                                      |                                      | 8                                    | 6                                    |
| Tävlande länder                      | Spanien                              | 77                                   | 67                                   | 10                                   |                                      |                                      | 1                                    |                                      |                                      |                                      |                                      |                                      | 2                                    |                                      |                                      |                                      | 1                                    | 3                                    | 8                                    | 3                                    |                                      | 4                                    |                                      |                                      | 4                                    |                                      |                                      |                                      | 7                                    | 5                                    |                                      |                                      |                                      |                                      |                                      |                                      |                                      | 6                                    |                                      |                                      | 12                                   | 5                                    |                                      | 5                                    |                                      | 1                                    |
| Tävlande länder                      | Lettland                             | 132                                  | 69                                   | 63                                   |                                      |                                      |                                      |                                      | 1                                    | 1                                    | 7                                    |                                      |                                      |                                      |                                      | 3                                    |                                      |                                      |                                      |                                      |                                      |                                      |                                      |                                      | 5                                    |                                      | 2                                    | 3                                    |                                      |                                      |                                      |                                      |                                      |                                      | 7                                    |                                      | 3                                    |                                      | 8                                    | 8                                    |                                      | 6                                    | 7                                    | 8                                    |                                      |                                      |
| Tävlande länder                      | Ukraina                              | 534                                  | 211                                  | 323                                  |                                      |                                      | 10                                   | 12                                   |                                      |                                      | 12                                   | 12                                   |                                      |                                      |                                      | 6                                    | 12                                   |                                      | 12                                   |                                      |                                      |                                      | 3                                    | 12                                   | 12                                   | 7                                    | 7                                    |                                      | 4                                    | 2                                    | 3                                    | 10                                   |                                      | 2                                    | 8                                    | 12                                   | 12                                   |                                      | 7                                    |                                      | 10                                   | 12                                   | 12                                   |                                      |                                      |                                      |
| Tävlande länder                      | Malta                                | 153                                  | 137                                  | 16                                   | 10                                   | 4                                    | 6                                    | 3                                    | 6                                    |                                      |                                      |                                      |                                      | 6                                    | 5                                    |                                      |                                      | 4                                    | 3                                    | 8                                    | 6                                    | 7                                    |                                      | 4                                    |                                      | 5                                    |                                      | 8                                    |                                      |                                      |                                      |                                      |                                      | 4                                    |                                      | 10                                   |                                      | 2                                    | 2                                    |                                      | 5                                    |                                      |                                      | 10                                   | 12                                   | 7                                    |
| Tävlande länder                      | Georgien                             | 104                                  | 80                                   | 24                                   |                                      |                                      |                                      | 6                                    |                                      |                                      |                                      |                                      |                                      |                                      |                                      |                                      |                                      |                                      |                                      | 10                                   |                                      | 3                                    |                                      |                                      |                                      |                                      | 8                                    | 5                                    |                                      |                                      | 7                                    | 12                                   |                                      | 5                                    | 10                                   |                                      |                                      |                                      |                                      | 3                                    | 3                                    | 8                                    |                                      |                                      |                                      |                                      |
| Tävlande länder                      | Österrike                            | 151                                  | 31                                   | 120                                  |                                      | 1                                    |                                      | 1                                    |                                      |                                      |                                      |                                      |                                      |                                      | 4                                    | 4                                    |                                      | 8                                    |                                      |                                      |                                      |                                      | 8                                    |                                      |                                      |                                      |                                      |                                      |                                      |                                      | 5                                    |                                      |                                      |                                      |                                      |                                      |                                      |                                      |                                      |                                      |                                      |                                      |                                      |                                      |                                      |                                      |
| Tävlande länder                      | Storbritannien                       | 62                                   | 54                                   | 8                                    |                                      |                                      |                                      | 8                                    | 4                                    | 7                                    |                                      |                                      | 12                                   |                                      |                                      |                                      | 3                                    |                                      |                                      |                                      |                                      |                                      |                                      |                                      |                                      |                                      |                                      | 6                                    |                                      | 4                                    |                                      |                                      |                                      |                                      |                                      | 2                                    |                                      | 5                                    | 3                                    |                                      |                                      |                                      |                                      |                                      |                                      |                                      |
| Tävlande länder                      | Armenien                             | 249                                  | 115                                  | 134                                  | 2                                    |                                      |                                      |                                      |                                      |                                      |                                      | 2                                    | 7                                    | 12                                   |                                      |                                      |                                      | 2                                    | 5                                    |                                      | 8                                    | 12                                   | 2                                    | 6                                    | 2                                    | 3                                    |                                      | 12                                   |                                      |                                      |                                      |                                      | 4                                    | 10                                   | 4                                    | 3                                    |                                      |                                      |                                      |                                      |                                      |                                      | 4                                    | 1                                    | 10                                   | 4                                    |

| Detaljerad tittar-resultat för finalen | Detaljerad tittar-resultat för finalen | Detaljerad tittar-resultat för finalen | Detaljerad tittar-resultat för finalen | Detaljerad tittar-resultat för finalen | Detaljerad tittar-resultat för finalen | Detaljerad tittar-resultat för finalen | Detaljerad tittar-resultat för finalen | Detaljerad tittar-resultat för finalen | Detaljerad tittar-resultat för finalen | Detaljerad tittar-resultat för finalen | Detaljerad tittar-resultat för finalen | Detaljerad tittar-resultat för finalen | Detaljerad tittar-resultat för finalen | Detaljerad tittar-resultat för finalen | Detaljerad tittar-resultat för finalen | Detaljerad tittar-resultat för finalen | Detaljerad tittar-resultat för finalen | Detaljerad tittar-resultat för finalen | Detaljerad tittar-resultat för finalen | Detaljerad tittar-resultat för finalen | Detaljerad tittar-resultat för finalen | Detaljerad tittar-resultat för finalen | Detaljerad tittar-resultat för finalen | Detaljerad tittar-resultat för finalen | Detaljerad tittar-resultat för finalen | Detaljerad tittar-resultat för finalen | Detaljerad tittar-resultat för finalen | Detaljerad tittar-resultat för finalen | Detaljerad tittar-resultat för finalen | Detaljerad tittar-resultat för finalen | Detaljerad tittar-resultat för finalen | Detaljerad tittar-resultat för finalen | Detaljerad tittar-resultat för finalen | Detaljerad tittar-resultat för finalen | Detaljerad tittar-resultat för finalen | Detaljerad tittar-resultat för finalen | Detaljerad tittar-resultat för finalen | Detaljerad tittar-resultat för finalen | Detaljerad tittar-resultat för finalen | Detaljerad tittar-resultat för finalen | Detaljerad tittar-resultat för finalen | Detaljerad tittar-resultat för finalen | Detaljerad tittar-resultat för finalen | Detaljerad tittar-resultat för finalen | Detaljerad tittar-resultat för finalen | Detaljerad tittar-resultat för finalen |
| Röster (→) Bidrag (↓)                  | Röster (→) Bidrag (↓)                  | Totalt                                 | Jury-poäng                             | Tittar-poäng                           | Tittar-poäng                           | Tittar-poäng                           | Tittar-poäng                           | Tittar-poäng                           | Tittar-poäng                           | Tittar-poäng                           | Tittar-poäng                           | Tittar-poäng                           | Tittar-poäng                           | Tittar-poäng                           | Tittar-poäng                           | Tittar-poäng                           | Tittar-poäng                           | Tittar-poäng                           | Tittar-poäng                           | Tittar-poäng                           | Tittar-poäng                           | Tittar-poäng                           | Tittar-poäng                           | Tittar-poäng                           | Tittar-poäng                           | Tittar-poäng                           | Tittar-poäng                           | Tittar-poäng                           | Tittar-poäng                           | Tittar-poäng                           | Tittar-poäng                           | Tittar-poäng                           | Tittar-poäng                           | Tittar-poäng                           | Tittar-poäng                           | Tittar-poäng                           | Tittar-poäng                           | Tittar-poäng                           | Tittar-poäng                           | Tittar-poäng                           | Tittar-poäng                           | Tittar-poäng                           | Tittar-poäng                           | Tittar-poäng                           | Tittar-poäng                           | Tittar-poäng                           |
| Röster (→) Bidrag (↓)                  | Röster (→) Bidrag (↓)                  | Totalt                                 | Jury-poäng                             | Tittar-poäng                           | Österrike                              | Island                                 | Azerbajdzjan                           | San Marino                             | Tjeckien                               | Irland                                 | Georgien                               | Bosnien-Hercegovina                    | Malta                                  | Spanien                                | Finland                                | Schweiz                                | Danmark                                | Frankrike                              | Moldavien                              | Armenien                               | Cypern                                 | Bulgarien                              | Nederländerna                          | Lettland                               | Israel                                 | Vitryssland                            | Tyskland                               | Ryssland                               | Norge                                  | Australien                             | Belgien                                | Storbritannien                         | Kroatien                               | Grekland                               | Litauen                                | Serbien                                | Makedonien                             | Albanien                               | Estland                                | Ukraina                                | Italien                                | Polen                                  | Slovenien                              | Ungern                                 | Montenegro                             | Sverige                                |
| -------------------------------------- | -------------------------------------- | -------------------------------------- | -------------------------------------- | -------------------------------------- | -------------------------------------- | -------------------------------------- | -------------------------------------- | -------------------------------------- | -------------------------------------- | -------------------------------------- | -------------------------------------- | -------------------------------------- | -------------------------------------- | -------------------------------------- | -------------------------------------- | -------------------------------------- | -------------------------------------- | -------------------------------------- | -------------------------------------- | -------------------------------------- | -------------------------------------- | -------------------------------------- | -------------------------------------- | -------------------------------------- | -------------------------------------- | -------------------------------------- | -------------------------------------- | -------------------------------------- | -------------------------------------- | -------------------------------------- | -------------------------------------- | -------------------------------------- | -------------------------------------- | -------------------------------------- | -------------------------------------- | -------------------------------------- | -------------------------------------- | -------------------------------------- | -------------------------------------- | -------------------------------------- | -------------------------------------- | -------------------------------------- | -------------------------------------- | -------------------------------------- | -------------------------------------- | -------------------------------------- |
| Tävlande länder                        | Belgien                                | 181                                    | 130                                    | 51                                     |                                        | 3                                      |                                        |                                        |                                        |                                        |                                        |                                        |                                        |                                        |                                        |                                        | 8                                      | 4                                      |                                        |                                        |                                        |                                        | 12                                     |                                        | 1                                      |                                        |                                        |                                        | 2                                      | 12                                     |                                        |                                        |                                        |                                        |                                        | 5                                      | 4                                      |                                        |                                        |                                        |                                        |                                        |                                        |                                        |                                        |                                        |
| Tävlande länder                        | Tjeckien                               | 41                                     | 41                                     | 0                                      |                                        |                                        |                                        |                                        |                                        |                                        |                                        |                                        |                                        |                                        |                                        |                                        |                                        |                                        |                                        |                                        |                                        |                                        |                                        |                                        |                                        |                                        |                                        |                                        |                                        |                                        |                                        |                                        |                                        |                                        |                                        |                                        |                                        |                                        |                                        |                                        |                                        |                                        |                                        |                                        |                                        |                                        |
| Tävlande länder                        | Nederländerna                          | 153                                    | 114                                    | 39                                     | 6                                      | 6                                      |                                        |                                        |                                        |                                        |                                        |                                        | 3                                      |                                        |                                        |                                        | 7                                      |                                        |                                        |                                        |                                        |                                        |                                        |                                        |                                        |                                        | 3                                      |                                        |                                        |                                        | 10                                     |                                        |                                        |                                        |                                        |                                        |                                        |                                        |                                        |                                        |                                        |                                        |                                        | 2                                      |                                        | 2                                      |
| Tävlande länder                        | Azerbajdzjan                           | 117                                    | 44                                     | 73                                     |                                        | 1                                      |                                        |                                        | 6                                      |                                        | 7                                      | 8                                      | 6                                      |                                        |                                        |                                        |                                        |                                        | 8                                      |                                        |                                        | 1                                      |                                        | 3                                      | 2                                      | 8                                      |                                        | 6                                      |                                        |                                        |                                        |                                        |                                        |                                        |                                        |                                        |                                        |                                        |                                        | 10                                     |                                        |                                        |                                        |                                        | 7                                      |                                        |
| Tävlande länder                        | Ungern                                 | 108                                    | 52                                     | 56                                     |                                        |                                        | 7                                      | 1                                      | 3                                      |                                        | 2                                      | 1                                      | 5                                      |                                        |                                        |                                        |                                        |                                        |                                        | 3                                      | 4                                      |                                        |                                        |                                        |                                        | 3                                      |                                        |                                        |                                        |                                        |                                        |                                        | 3                                      | 2                                      | 2                                      | 10                                     |                                        | 1                                      |                                        |                                        |                                        | 6                                      |                                        |                                        | 3                                      |                                        |
| Tävlande länder                        | Italien                                | 124                                    | 90                                     | 34                                     |                                        |                                        |                                        |                                        |                                        |                                        |                                        |                                        | 7                                      | 3                                      |                                        | 7                                      |                                        |                                        |                                        |                                        |                                        |                                        |                                        |                                        |                                        |                                        | 1                                      |                                        |                                        |                                        |                                        |                                        |                                        |                                        |                                        |                                        | 1                                      | 10                                     |                                        |                                        |                                        |                                        | 1                                      |                                        | 4                                      |                                        |
| Tävlande länder                        | Israel                                 | 135                                    | 124                                    | 11                                     |                                        |                                        | 6                                      |                                        |                                        |                                        |                                        |                                        |                                        |                                        |                                        |                                        |                                        | 3                                      |                                        |                                        |                                        | 2                                      |                                        |                                        |                                        |                                        |                                        |                                        |                                        |                                        |                                        |                                        |                                        |                                        |                                        |                                        |                                        |                                        |                                        |                                        |                                        |                                        |                                        |                                        |                                        |                                        |
| Tävlande länder                        | Bulgarien                              | 307                                    | 127                                    | 180                                    | 5                                      |                                        | 8                                      | 3                                      | 5                                      | 5                                      | 3                                      | 2                                      | 8                                      | 12                                     | 4                                      |                                        |                                        | 5                                      | 2                                      |                                        | 12                                     |                                        | 1                                      | 1                                      | 7                                      | 4                                      | 4                                      |                                        | 5                                      | 10                                     | 5                                      | 8                                      | 1                                      | 7                                      |                                        | 8                                      | 10                                     | 8                                      |                                        | 2                                      | 7                                      | 3                                      | 2                                      | 4                                      | 5                                      | 4                                      |
| Tävlande länder                        | Sverige                                | 261                                    | 122                                    | 139                                    | 7                                      | 12                                     |                                        | 4                                      | 2                                      | 2                                      |                                        |                                        |                                        | 1                                      | 10                                     |                                        | 12                                     | 2                                      |                                        | 2                                      | 1                                      | 3                                      | 2                                      | 7                                      |                                        | 2                                      | 8                                      | 2                                      | 7                                      |                                        | 1                                      | 1                                      | 7                                      |                                        | 7                                      | 1                                      |                                        | 3                                      | 10                                     | 1                                      |                                        | 10                                     | 5                                      | 7                                      |                                        |                                        |
| Tävlande länder                        | Tyskland                               | 11                                     | 1                                      | 10                                     | 2                                      |                                        |                                        |                                        |                                        |                                        |                                        |                                        |                                        |                                        |                                        | 8                                      |                                        |                                        |                                        |                                        |                                        |                                        |                                        |                                        |                                        |                                        |                                        |                                        |                                        |                                        |                                        |                                        |                                        |                                        |                                        |                                        |                                        |                                        |                                        |                                        |                                        |                                        |                                        |                                        |                                        |                                        |
| Tävlande länder                        | Frankrike                              | 257                                    | 148                                    | 109                                    | 1                                      | 5                                      | 4                                      |                                        |                                        |                                        |                                        | 4                                      | 2                                      | 10                                     | 3                                      | 3                                      | 2                                      |                                        | 6                                      | 7                                      | 6                                      |                                        | 4                                      |                                        | 12                                     |                                        |                                        | 3                                      | 1                                      | 7                                      | 8                                      |                                        | 2                                      | 4                                      | 3                                      |                                        |                                        |                                        | 2                                      |                                        | 5                                      |                                        |                                        | 1                                      | 1                                      | 3                                      |
| Tävlande länder                        | Polen                                  | 229                                    | 7                                      | 222                                    | 12                                     | 10                                     | 3                                      | 7                                      | 7                                      | 10                                     | 4                                      |                                        |                                        | 5                                      | 5                                      | 5                                      | 5                                      | 7                                      |                                        | 1                                      | 2                                      | 6                                      | 10                                     | 5                                      | 4                                      | 6                                      | 10                                     | 5                                      | 10                                     |                                        | 12                                     | 10                                     | 4                                      | 3                                      | 6                                      |                                        | 2                                      | 5                                      | 1                                      | 8                                      | 10                                     |                                        | 4                                      | 8                                      |                                        | 10                                     |
| Tävlande länder                        | Australien                             | 511                                    | 320                                    | 191                                    | 3                                      | 8                                      | 2                                      | 5                                      | 1                                      | 6                                      | 1                                      | 3                                      | 12                                     | 4                                      | 7                                      | 1                                      | 10                                     |                                        | 5                                      |                                        | 5                                      | 5                                      | 5                                      | 6                                      | 5                                      | 1                                      | 5                                      | 4                                      | 8                                      |                                        | 4                                      | 6                                      | 5                                      | 5                                      | 5                                      | 6                                      | 3                                      | 12                                     | 4                                      | 4                                      |                                        | 7                                      | 3                                      | 3                                      |                                        | 12                                     |
| Tävlande länder                        | Cypern                                 | 96                                     | 43                                     | 53                                     |                                        |                                        |                                        |                                        |                                        |                                        |                                        |                                        |                                        |                                        | 1                                      |                                        |                                        |                                        |                                        | 6                                      |                                        | 7                                      |                                        |                                        |                                        |                                        |                                        | 7                                      |                                        |                                        |                                        | 2                                      |                                        | 12                                     |                                        | 3                                      |                                        |                                        | 3                                      |                                        | 6                                      | 1                                      |                                        | 5                                      |                                        |                                        |
| Tävlande länder                        | Serbien                                | 115                                    | 35                                     | 80                                     | 4                                      |                                        |                                        |                                        |                                        |                                        |                                        | 12                                     |                                        |                                        |                                        | 12                                     |                                        |                                        |                                        |                                        |                                        |                                        |                                        |                                        |                                        |                                        |                                        |                                        |                                        |                                        |                                        |                                        | 12                                     |                                        |                                        |                                        | 12                                     |                                        |                                        |                                        | 4                                      |                                        | 12                                     |                                        | 12                                     |                                        |
| Tävlande länder                        | Litauen                                | 200                                    | 104                                    | 96                                     |                                        | 4                                      |                                        | 8                                      |                                        | 12                                     | 5                                      |                                        |                                        |                                        |                                        |                                        | 6                                      |                                        | 3                                      |                                        | 3                                      |                                        |                                        | 8                                      |                                        |                                        |                                        |                                        | 12                                     | 1                                      |                                        | 12                                     |                                        |                                        |                                        |                                        |                                        | 4                                      | 5                                      | 3                                      | 2                                      |                                        |                                        |                                        | 2                                      | 6                                      |
| Tävlande länder                        | Kroatien                               | 73                                     | 40                                     | 33                                     |                                        |                                        |                                        |                                        |                                        |                                        |                                        | 10                                     |                                        |                                        |                                        |                                        |                                        |                                        |                                        |                                        |                                        |                                        |                                        |                                        |                                        |                                        |                                        |                                        |                                        |                                        |                                        |                                        |                                        |                                        |                                        | 4                                      | 5                                      |                                        |                                        |                                        |                                        |                                        | 8                                      |                                        | 6                                      |                                        |
| Tävlande länder                        | Ryssland                               | 491                                    | 130                                    | 361                                    | 8                                      | 7                                      | 12                                     | 10                                     | 10                                     | 8                                      | 8                                      | 6                                      | 10                                     | 8                                      | 8                                      | 6                                      | 4                                      | 6                                      | 12                                     | 12                                     | 10                                     | 12                                     | 3                                      | 12                                     | 10                                     | 12                                     | 12                                     |                                        | 6                                      | 5                                      | 6                                      | 7                                      | 8                                      | 10                                     | 8                                      | 12                                     | 8                                      | 7                                      | 12                                     | 12                                     | 8                                      | 8                                      | 10                                     | 10                                     | 10                                     | 8                                      |
| Tävlande länder                        | Spanien                                | 77                                     | 67                                     | 10                                     |                                        |                                        |                                        |                                        |                                        |                                        |                                        |                                        |                                        |                                        |                                        | 2                                      |                                        | 1                                      |                                        |                                        |                                        |                                        |                                        |                                        |                                        |                                        |                                        |                                        |                                        | 2                                      |                                        | 4                                      |                                        |                                        |                                        |                                        |                                        |                                        |                                        |                                        |                                        |                                        |                                        |                                        |                                        | 1                                      |
| Tävlande länder                        | Lettland                               | 132                                    | 69                                     | 63                                     |                                        |                                        |                                        | 6                                      |                                        | 7                                      | 6                                      |                                        |                                        |                                        | 2                                      |                                        |                                        |                                        | 1                                      |                                        |                                        |                                        |                                        |                                        |                                        | 5                                      |                                        | 1                                      | 3                                      |                                        |                                        | 3                                      |                                        |                                        | 12                                     |                                        |                                        |                                        | 7                                      | 5                                      |                                        | 5                                      |                                        |                                        |                                        |                                        |
| Tävlande länder                        | Ukraina                                | 534                                    | 211                                    | 323                                    | 10                                     |                                        | 10                                     | 12                                     | 12                                     | 4                                      | 10                                     | 7                                      | 4                                      | 7                                      | 12                                     | 4                                      | 3                                      | 10                                     | 10                                     | 10                                     | 7                                      | 10                                     | 7                                      | 10                                     | 8                                      | 10                                     | 6                                      | 10                                     | 4                                      | 8                                      | 2                                      | 5                                      | 10                                     | 6                                      | 10                                     | 7                                      | 6                                      | 6                                      | 8                                      |                                        | 12                                     | 12                                     | 7                                      | 12                                     | 8                                      | 7                                      |
| Tävlande länder                        | Malta                                  | 153                                    | 137                                    | 16                                     |                                        |                                        | 5                                      |                                        |                                        |                                        |                                        |                                        |                                        |                                        |                                        |                                        |                                        |                                        |                                        | 5                                      |                                        |                                        |                                        |                                        |                                        |                                        |                                        |                                        |                                        | 6                                      |                                        |                                        |                                        |                                        |                                        |                                        |                                        |                                        |                                        |                                        |                                        |                                        |                                        |                                        |                                        |                                        |
| Tävlande länder                        | Georgien                               | 104                                    | 80                                     | 24                                     |                                        |                                        | 1                                      |                                        |                                        |                                        |                                        |                                        |                                        |                                        |                                        |                                        |                                        |                                        |                                        | 8                                      |                                        |                                        |                                        | 2                                      |                                        |                                        |                                        |                                        |                                        |                                        |                                        |                                        |                                        |                                        | 4                                      |                                        |                                        |                                        |                                        | 6                                      | 3                                      |                                        |                                        |                                        |                                        |                                        |
| Tävlande länder                        | Österrike                              | 151                                    | 31                                     | 120                                    |                                        | 2                                      |                                        |                                        | 4                                      | 1                                      |                                        | 5                                      |                                        | 2                                      | 6                                      | 10                                     | 1                                      | 8                                      | 4                                      | 4                                      |                                        | 4                                      | 6                                      | 4                                      | 3                                      |                                        | 7                                      | 8                                      |                                        | 3                                      | 3                                      |                                        | 6                                      | 1                                      | 1                                      |                                        |                                        |                                        | 6                                      |                                        |                                        | 4                                      | 6                                      | 6                                      |                                        | 5                                      |
| Tävlande länder                        | Storbritannien                         | 62                                     | 54                                     | 8                                      |                                        |                                        |                                        |                                        |                                        | 3                                      |                                        |                                        | 1                                      |                                        |                                        |                                        |                                        |                                        |                                        |                                        |                                        |                                        |                                        |                                        |                                        |                                        |                                        |                                        |                                        | 4                                      |                                        |                                        |                                        |                                        |                                        |                                        |                                        |                                        |                                        |                                        |                                        |                                        |                                        |                                        |                                        |                                        |
| Tävlande länder                        | Armenien                               | 249                                    | 115                                    | 134                                    |                                        |                                        |                                        | 2                                      | 8                                      |                                        | 12                                     |                                        |                                        | 6                                      |                                        |                                        |                                        | 12                                     | 7                                      |                                        | 8                                      | 8                                      | 8                                      |                                        | 6                                      | 7                                      | 2                                      | 12                                     |                                        |                                        | 7                                      |                                        |                                        | 8                                      |                                        | 2                                      | 7                                      | 2                                      |                                        | 7                                      | 1                                      | 2                                      |                                        |                                        |                                        |                                        |

| Detaljerad jury- och tittar-resultat för finalen | Detaljerad jury- och tittar-resultat för finalen | Detaljerad jury- och tittar-resultat för finalen | Detaljerad jury- och tittar-resultat för finalen | Detaljerad jury- och tittar-resultat för finalen | Detaljerad jury- och tittar-resultat för finalen | Detaljerad jury- och tittar-resultat för finalen | Detaljerad jury- och tittar-resultat för finalen | Detaljerad jury- och tittar-resultat för finalen | Detaljerad jury- och tittar-resultat för finalen | Detaljerad jury- och tittar-resultat för finalen | Detaljerad jury- och tittar-resultat för finalen | Detaljerad jury- och tittar-resultat för finalen | Detaljerad jury- och tittar-resultat för finalen | Detaljerad jury- och tittar-resultat för finalen | Detaljerad jury- och tittar-resultat för finalen | Detaljerad jury- och tittar-resultat för finalen | Detaljerad jury- och tittar-resultat för finalen | Detaljerad jury- och tittar-resultat för finalen | Detaljerad jury- och tittar-resultat för finalen | Detaljerad jury- och tittar-resultat för finalen | Detaljerad jury- och tittar-resultat för finalen | Detaljerad jury- och tittar-resultat för finalen | Detaljerad jury- och tittar-resultat för finalen | Detaljerad jury- och tittar-resultat för finalen | Detaljerad jury- och tittar-resultat för finalen | Detaljerad jury- och tittar-resultat för finalen | Detaljerad jury- och tittar-resultat för finalen | Detaljerad jury- och tittar-resultat för finalen | Detaljerad jury- och tittar-resultat för finalen | Detaljerad jury- och tittar-resultat för finalen | Detaljerad jury- och tittar-resultat för finalen | Detaljerad jury- och tittar-resultat för finalen | Detaljerad jury- och tittar-resultat för finalen | Detaljerad jury- och tittar-resultat för finalen | Detaljerad jury- och tittar-resultat för finalen | Detaljerad jury- och tittar-resultat för finalen | Detaljerad jury- och tittar-resultat för finalen | Detaljerad jury- och tittar-resultat för finalen | Detaljerad jury- och tittar-resultat för finalen | Detaljerad jury- och tittar-resultat för finalen | Detaljerad jury- och tittar-resultat för finalen | Detaljerad jury- och tittar-resultat för finalen | Detaljerad jury- och tittar-resultat för finalen | Detaljerad jury- och tittar-resultat för finalen | Detaljerad jury- och tittar-resultat för finalen | Detaljerad jury- och tittar-resultat för finalen |
| Röster (→) Bidrag (↓)                            | Röster (→) Bidrag (↓)                            | Totalt                                           | Jury-poäng                                       | Tittar-poäng                                     | Jury- och tittar-poäng (sammanlagt)              | Jury- och tittar-poäng (sammanlagt)              | Jury- och tittar-poäng (sammanlagt)              | Jury- och tittar-poäng (sammanlagt)              | Jury- och tittar-poäng (sammanlagt)              | Jury- och tittar-poäng (sammanlagt)              | Jury- och tittar-poäng (sammanlagt)              | Jury- och tittar-poäng (sammanlagt)              | Jury- och tittar-poäng (sammanlagt)              | Jury- och tittar-poäng (sammanlagt)              | Jury- och tittar-poäng (sammanlagt)              | Jury- och tittar-poäng (sammanlagt)              | Jury- och tittar-poäng (sammanlagt)              | Jury- och tittar-poäng (sammanlagt)              | Jury- och tittar-poäng (sammanlagt)              | Jury- och tittar-poäng (sammanlagt)              | Jury- och tittar-poäng (sammanlagt)              | Jury- och tittar-poäng (sammanlagt)              | Jury- och tittar-poäng (sammanlagt)              | Jury- och tittar-poäng (sammanlagt)              | Jury- och tittar-poäng (sammanlagt)              | Jury- och tittar-poäng (sammanlagt)              | Jury- och tittar-poäng (sammanlagt)              | Jury- och tittar-poäng (sammanlagt)              | Jury- och tittar-poäng (sammanlagt)              | Jury- och tittar-poäng (sammanlagt)              | Jury- och tittar-poäng (sammanlagt)              | Jury- och tittar-poäng (sammanlagt)              | Jury- och tittar-poäng (sammanlagt)              | Jury- och tittar-poäng (sammanlagt)              | Jury- och tittar-poäng (sammanlagt)              | Jury- och tittar-poäng (sammanlagt)              | Jury- och tittar-poäng (sammanlagt)              | Jury- och tittar-poäng (sammanlagt)              | Jury- och tittar-poäng (sammanlagt)              | Jury- och tittar-poäng (sammanlagt)              | Jury- och tittar-poäng (sammanlagt)              | Jury- och tittar-poäng (sammanlagt)              | Jury- och tittar-poäng (sammanlagt)              | Jury- och tittar-poäng (sammanlagt)              | Jury- och tittar-poäng (sammanlagt)              | Jury- och tittar-poäng (sammanlagt)              |
| Röster (→) Bidrag (↓)                            | Röster (→) Bidrag (↓)                            | Totalt                                           | Jury-poäng                                       | Tittar-poäng                                     | Österrike                                        | Island                                           | Azerbajdzjan                                     | San Marino                                       | Tjeckien                                         | Irland                                           | Georgien                                         | Bosnien-Hercegovina                              | Malta                                            | Spanien                                          | Finland                                          | Schweiz                                          | Danmark                                          | Frankrike                                        | Moldavien                                        | Armenien                                         | Cypern                                           | Bulgarien                                        | Nederländerna                                    | Lettland                                         | Israel                                           | Vitryssland                                      | Tyskland                                         | Ryssland                                         | Norge                                            | Australien                                       | Belgien                                          | Storbritannien                                   | Kroatien                                         | Grekland                                         | Litauen                                          | Serbien                                          | Makedonien                                       | Albanien                                         | Estland                                          | Ukraina                                          | Italien                                          | Polen                                            | Slovenien                                        | Ungern                                           | Montenegro                                       | Sverige                                          |
| ------------------------------------------------ | ------------------------------------------------ | ------------------------------------------------ | ------------------------------------------------ | ------------------------------------------------ | ------------------------------------------------ | ------------------------------------------------ | ------------------------------------------------ | ------------------------------------------------ | ------------------------------------------------ | ------------------------------------------------ | ------------------------------------------------ | ------------------------------------------------ | ------------------------------------------------ | ------------------------------------------------ | ------------------------------------------------ | ------------------------------------------------ | ------------------------------------------------ | ------------------------------------------------ | ------------------------------------------------ | ------------------------------------------------ | ------------------------------------------------ | ------------------------------------------------ | ------------------------------------------------ | ------------------------------------------------ | ------------------------------------------------ | ------------------------------------------------ | ------------------------------------------------ | ------------------------------------------------ | ------------------------------------------------ | ------------------------------------------------ | ------------------------------------------------ | ------------------------------------------------ | ------------------------------------------------ | ------------------------------------------------ | ------------------------------------------------ | ------------------------------------------------ | ------------------------------------------------ | ------------------------------------------------ | ------------------------------------------------ | ------------------------------------------------ | ------------------------------------------------ | ------------------------------------------------ | ------------------------------------------------ | ------------------------------------------------ | ------------------------------------------------ | ------------------------------------------------ |
| Tävlande länder                                  | Belgien                                          | 181                                              | 130                                              | 51                                               | 5                                                | 6                                                |                                                  |                                                  | 2                                                | 12                                               | 10                                               |                                                  |                                                  |                                                  |                                                  | 10                                               | 16                                               | 4                                                |                                                  | 4                                                |                                                  | 10                                               | 16                                               |                                                  | 7                                                | 4                                                | 5                                                |                                                  | 7                                                | 24                                               |                                                  |                                                  |                                                  |                                                  | 5                                                | 5                                                | 8                                                |                                                  |                                                  | 10                                               |                                                  |                                                  | 8                                                |                                                  | 3                                                |                                                  |
| Tävlande länder                                  | Tjeckien                                         | 41                                               | 41                                               | 0                                                | 4                                                | 5                                                |                                                  |                                                  |                                                  | 2                                                |                                                  | 6                                                |                                                  |                                                  | 3                                                |                                                  |                                                  |                                                  |                                                  | 1                                                |                                                  |                                                  |                                                  |                                                  |                                                  |                                                  |                                                  |                                                  |                                                  |                                                  | 1                                                |                                                  | 10                                               |                                                  |                                                  |                                                  |                                                  |                                                  |                                                  |                                                  |                                                  | 4                                                |                                                  | 2                                                |                                                  | 3                                                |
| Tävlande länder                                  | Nederländerna                                    | 153                                              | 114                                              | 39                                               | 6                                                | 18                                               |                                                  | 4                                                | 7                                                | 8                                                |                                                  |                                                  | 3                                                | 3                                                | 10                                               | 5                                                | 14                                               | 7                                                |                                                  |                                                  |                                                  | 2                                                |                                                  | 3                                                |                                                  |                                                  | 7                                                |                                                  | 6                                                | 3                                                | 14                                               |                                                  |                                                  |                                                  |                                                  | 5                                                | 2                                                |                                                  | 6                                                |                                                  | 4                                                |                                                  | 1                                                | 8                                                |                                                  | 7                                                |
| Tävlande länder                                  | Azerbajdzjan                                     | 117                                              | 44                                               | 73                                               |                                                  | 1                                                |                                                  |                                                  | 6                                                |                                                  | 7                                                | 9                                                | 6                                                | 2                                                |                                                  |                                                  |                                                  |                                                  | 8                                                |                                                  | 2                                                | 1                                                | 1                                                | 3                                                | 2                                                | 10                                               |                                                  | 16                                               |                                                  |                                                  |                                                  |                                                  |                                                  | 1                                                |                                                  |                                                  | 1                                                |                                                  |                                                  | 17                                               |                                                  |                                                  |                                                  | 7                                                | 7                                                | 10                                               |
| Tävlande länder                                  | Ungern                                           | 108                                              | 52                                               | 56                                               |                                                  |                                                  | 11                                               | 3                                                | 13                                               |                                                  | 2                                                | 1                                                | 5                                                | 10                                               |                                                  |                                                  |                                                  |                                                  |                                                  | 3                                                | 8                                                |                                                  |                                                  |                                                  |                                                  | 3                                                |                                                  | 1                                                |                                                  |                                                  |                                                  |                                                  | 8                                                | 5                                                | 2                                                | 10                                               |                                                  | 2                                                |                                                  | 2                                                |                                                  | 6                                                | 3                                                |                                                  | 10                                               |                                                  |
| Tävlande länder                                  | Italien                                          | 124                                              | 90                                               | 34                                               |                                                  |                                                  |                                                  | 10                                               |                                                  | 6                                                |                                                  |                                                  | 15                                               | 8                                                | 2                                                | 9                                                |                                                  | 12                                               |                                                  |                                                  | 3                                                |                                                  | 6                                                |                                                  |                                                  |                                                  | 4                                                |                                                  | 12                                               |                                                  | 10                                               |                                                  | 3                                                |                                                  |                                                  |                                                  | 1                                                | 18                                               |                                                  |                                                  |                                                  |                                                  | 1                                                |                                                  | 4                                                |                                                  |
| Tävlande länder                                  | Israel                                           | 135                                              | 124                                              | 11                                               |                                                  |                                                  | 9                                                |                                                  |                                                  | 4                                                | 3                                                |                                                  | 1                                                | 1                                                | 7                                                | 8                                                | 2                                                | 3                                                |                                                  |                                                  | 5                                                | 2                                                | 7                                                | 2                                                |                                                  |                                                  | 12                                               |                                                  | 3                                                | 10                                               | 2                                                | 3                                                | 7                                                |                                                  | 6                                                | 7                                                | 5                                                | 3                                                |                                                  | 6                                                | 8                                                | 7                                                | 2                                                |                                                  |                                                  |                                                  |
| Tävlande länder                                  | Bulgarien                                        | 307                                              | 127                                              | 180                                              | 5                                                |                                                  | 16                                               | 3                                                | 5                                                | 15                                               | 3                                                | 5                                                | 18                                               | 12                                               | 4                                                | 1                                                | 6                                                | 15                                               | 2                                                | 7                                                | 12                                               |                                                  | 1                                                | 2                                                | 14                                               | 5                                                | 4                                                |                                                  | 13                                               | 18                                               | 11                                               | 13                                               | 1                                                | 7                                                | 2                                                | 12                                               | 20                                               | 12                                               |                                                  | 3                                                | 7                                                | 6                                                | 12                                               | 4                                                | 7                                                | 4                                                |
| Tävlande länder                                  | Sverige                                          | 261                                              | 122                                              | 139                                              | 15                                               | 18                                               |                                                  | 4                                                | 14                                               | 7                                                | 6                                                |                                                  |                                                  | 1                                                | 22                                               |                                                  | 16                                               | 7                                                | 6                                                | 2                                                | 1                                                | 3                                                | 12                                               | 15                                               |                                                  | 10                                               | 18                                               | 2                                                | 7                                                |                                                  | 1                                                | 1                                                | 7                                                |                                                  | 7                                                | 1                                                |                                                  | 3                                                | 22                                               | 5                                                | 2                                                | 10                                               | 5                                                | 11                                               |                                                  |                                                  |
| Tävlande länder                                  | Tyskland                                         | 11                                               | 1                                                | 10                                               | 2                                                |                                                  |                                                  |                                                  |                                                  |                                                  | 1                                                |                                                  |                                                  |                                                  |                                                  | 8                                                |                                                  |                                                  |                                                  |                                                  |                                                  |                                                  |                                                  |                                                  |                                                  |                                                  |                                                  |                                                  |                                                  |                                                  |                                                  |                                                  |                                                  |                                                  |                                                  |                                                  |                                                  |                                                  |                                                  |                                                  |                                                  |                                                  |                                                  |                                                  |                                                  |                                                  |
| Tävlande länder                                  | Frankrike                                        | 257                                              | 148                                              | 109                                              | 8                                                | 7                                                | 4                                                |                                                  | 5                                                | 3                                                | 4                                                | 11                                               | 8                                                | 17                                               | 4                                                | 3                                                | 2                                                |                                                  | 6                                                | 19                                               | 13                                               |                                                  | 9                                                |                                                  | 20                                               |                                                  |                                                  | 10                                               | 1                                                | 13                                               | 16                                               | 6                                                | 10                                               | 10                                               | 4                                                |                                                  |                                                  | 10                                               | 3                                                |                                                  | 12                                               | 1                                                |                                                  | 1                                                | 6                                                | 11                                               |
| Tävlande länder                                  | Polen                                            | 229                                              | 7                                                | 222                                              | 12                                               | 10                                               | 5                                                | 7                                                | 7                                                | 10                                               | 4                                                |                                                  |                                                  | 5                                                | 5                                                | 5                                                | 5                                                | 7                                                |                                                  | 1                                                | 2                                                | 6                                                | 10                                               | 5                                                | 4                                                | 6                                                | 10                                               | 5                                                | 11                                               |                                                  | 12                                               | 10                                               | 4                                                | 3                                                | 9                                                |                                                  | 2                                                | 5                                                | 1                                                | 8                                                | 10                                               |                                                  | 4                                                | 8                                                | 1                                                | 10                                               |
| Tävlande länder                                  | Australien                                       | 511                                              | 320                                              | 191                                              | 15                                               | 18                                               | 9                                                | 5                                                | 1                                                | 6                                                | 9                                                | 13                                               | 15                                               | 12                                               | 15                                               | 13                                               | 20                                               | 6                                                | 15                                               | 5                                                | 15                                               | 13                                               | 17                                               | 11                                               | 15                                               | 7                                                | 11                                               | 6                                                | 18                                               |                                                  | 16                                               | 14                                               | 17                                               | 12                                               | 17                                               | 12                                               | 11                                               | 24                                               | 14                                               | 9                                                | 6                                                | 17                                               | 9                                                | 15                                               | 4                                                | 24                                               |
| Tävlande länder                                  | Cypern                                           | 96                                               | 43                                               | 53                                               |                                                  |                                                  |                                                  | 5                                                |                                                  |                                                  |                                                  |                                                  | 5                                                |                                                  | 1                                                |                                                  |                                                  |                                                  | 2                                                | 12                                               |                                                  | 7                                                |                                                  |                                                  |                                                  |                                                  |                                                  | 11                                               |                                                  |                                                  |                                                  | 9                                                | 1                                                | 20                                               |                                                  | 3                                                |                                                  |                                                  | 7                                                |                                                  | 7                                                | 1                                                |                                                  | 5                                                |                                                  |                                                  |
| Tävlande länder                                  | Serbien                                          | 115                                              | 35                                               | 80                                               | 4                                                |                                                  |                                                  |                                                  |                                                  |                                                  |                                                  | 20                                               |                                                  |                                                  |                                                  | 12                                               |                                                  |                                                  |                                                  |                                                  |                                                  | 5                                                |                                                  |                                                  |                                                  |                                                  |                                                  |                                                  |                                                  |                                                  |                                                  | 2                                                | 14                                               |                                                  |                                                  |                                                  | 19                                               |                                                  |                                                  |                                                  | 4                                                |                                                  | 17                                               |                                                  | 18                                               |                                                  |
| Tävlande länder                                  | Litauen                                          | 200                                              | 104                                              | 96                                               | 1                                                | 4                                                | 5                                                | 8                                                | 3                                                | 12                                               | 10                                               |                                                  |                                                  |                                                  | 6                                                | 7                                                | 11                                               |                                                  | 7                                                |                                                  | 3                                                | 1                                                |                                                  | 18                                               | 1                                                | 10                                               | 1                                                |                                                  | 14                                               | 8                                                |                                                  | 16                                               |                                                  |                                                  |                                                  | 8                                                |                                                  | 4                                                | 10                                               | 15                                               | 2                                                | 2                                                |                                                  | 3                                                | 2                                                | 8                                                |
| Tävlande länder                                  | Kroatien                                         | 73                                               | 40                                               | 33                                               | 6                                                | 7                                                |                                                  |                                                  | 8                                                |                                                  | 2                                                | 14                                               |                                                  |                                                  |                                                  |                                                  |                                                  |                                                  | 1                                                |                                                  | 1                                                |                                                  |                                                  |                                                  | 3                                                |                                                  |                                                  |                                                  |                                                  | 1                                                |                                                  | 1                                                |                                                  |                                                  |                                                  | 4                                                | 11                                               |                                                  |                                                  |                                                  |                                                  |                                                  | 8                                                |                                                  | 6                                                |                                                  |
| Tävlande länder                                  | Ryssland                                         | 491                                              | 130                                              | 361                                              | 11                                               | 15                                               | 24                                               | 17                                               | 10                                               | 8                                                | 8                                                | 11                                               | 14                                               | 12                                               | 8                                                | 6                                                | 4                                                | 7                                                | 19                                               | 14                                               | 22                                               | 18                                               | 3                                                | 19                                               | 10                                               | 24                                               | 12                                               |                                                  | 6                                                | 5                                                | 6                                                | 7                                                | 14                                               | 22                                               | 8                                                | 13                                               | 8                                                | 14                                               | 12                                               | 12                                               | 8                                                | 8                                                | 10                                               | 10                                               | 18                                               | 14                                               |
| Tävlande länder                                  | Spanien                                          | 77                                               | 67                                               | 10                                               |                                                  |                                                  | 1                                                |                                                  |                                                  |                                                  |                                                  |                                                  | 2                                                |                                                  |                                                  | 2                                                | 1                                                | 4                                                | 8                                                | 3                                                |                                                  | 4                                                |                                                  |                                                  | 4                                                |                                                  |                                                  |                                                  | 7                                                | 7                                                |                                                  | 4                                                |                                                  |                                                  |                                                  |                                                  |                                                  | 6                                                |                                                  |                                                  | 12                                               | 5                                                |                                                  | 5                                                |                                                  | 2                                                |
| Tävlande länder                                  | Lettland                                         | 132                                              | 69                                               | 63                                               |                                                  |                                                  |                                                  | 6                                                | 1                                                | 8                                                | 13                                               |                                                  |                                                  |                                                  | 2                                                | 3                                                |                                                  |                                                  | 1                                                |                                                  |                                                  |                                                  |                                                  |                                                  | 5                                                | 5                                                | 2                                                | 4                                                | 3                                                |                                                  |                                                  | 3                                                |                                                  |                                                  | 19                                               |                                                  | 3                                                |                                                  | 15                                               | 13                                               |                                                  | 11                                               | 7                                                | 8                                                |                                                  |                                                  |
| Tävlande länder                                  | Ukraina                                          | 534                                              | 211                                              | 323                                              | 10                                               |                                                  | 20                                               | 24                                               | 12                                               | 4                                                | 22                                               | 19                                               | 4                                                | 7                                                | 12                                               | 10                                               | 15                                               | 10                                               | 22                                               | 10                                               | 7                                                | 10                                               | 10                                               | 22                                               | 20                                               | 17                                               | 13                                               | 10                                               | 8                                                | 10                                               | 5                                                | 15                                               | 10                                               | 8                                                | 18                                               | 19                                               | 18                                               | 6                                                | 15                                               |                                                  | 22                                               | 24                                               | 19                                               | 12                                               | 8                                                | 7                                                |
| Tävlande länder                                  | Malta                                            | 153                                              | 137                                              | 16                                               | 10                                               | 4                                                | 11                                               | 3                                                | 6                                                |                                                  |                                                  |                                                  |                                                  | 6                                                | 5                                                |                                                  |                                                  | 4                                                | 3                                                | 13                                               | 6                                                | 7                                                |                                                  | 4                                                |                                                  | 5                                                |                                                  | 8                                                |                                                  | 6                                                |                                                  |                                                  |                                                  | 4                                                |                                                  | 10                                               |                                                  | 2                                                | 2                                                |                                                  | 5                                                |                                                  |                                                  | 10                                               | 12                                               | 7                                                |
| Tävlande länder                                  | Georgien                                         | 104                                              | 80                                               | 24                                               |                                                  |                                                  | 1                                                | 6                                                |                                                  |                                                  |                                                  |                                                  |                                                  |                                                  |                                                  |                                                  |                                                  |                                                  |                                                  | 18                                               |                                                  | 3                                                |                                                  | 2                                                |                                                  |                                                  | 8                                                | 5                                                |                                                  |                                                  | 7                                                | 12                                               |                                                  | 5                                                | 14                                               |                                                  |                                                  |                                                  |                                                  | 9                                                | 6                                                | 8                                                |                                                  |                                                  |                                                  |                                                  |
| Tävlande länder                                  | Österrike                                        | 151                                              | 31                                               | 120                                              |                                                  | 3                                                |                                                  | 1                                                | 4                                                | 1                                                |                                                  | 5                                                |                                                  | 2                                                | 10                                               | 14                                               | 1                                                | 16                                               | 4                                                | 4                                                |                                                  | 4                                                | 14                                               | 4                                                | 3                                                |                                                  | 7                                                | 8                                                |                                                  | 3                                                | 8                                                |                                                  | 6                                                | 1                                                | 1                                                |                                                  |                                                  |                                                  | 6                                                |                                                  |                                                  | 4                                                | 6                                                | 6                                                |                                                  | 5                                                |
| Tävlande länder                                  | Storbritannien                                   | 62                                               | 54                                               | 8                                                |                                                  |                                                  |                                                  | 8                                                | 4                                                | 10                                               |                                                  |                                                  | 13                                               |                                                  |                                                  |                                                  | 3                                                |                                                  |                                                  |                                                  |                                                  |                                                  |                                                  |                                                  |                                                  |                                                  |                                                  | 6                                                |                                                  | 8                                                |                                                  |                                                  |                                                  |                                                  |                                                  | 2                                                |                                                  | 5                                                | 3                                                |                                                  |                                                  |                                                  |                                                  |                                                  |                                                  |                                                  |
| Tävlande länder                                  | Armenien                                         | 249                                              | 115                                              | 134                                              | 2                                                |                                                  |                                                  | 2                                                | 8                                                |                                                  | 12                                               | 2                                                | 7                                                | 18                                               |                                                  |                                                  |                                                  | 14                                               | 12                                               |                                                  | 16                                               | 20                                               | 10                                               | 6                                                | 8                                                | 10                                               | 2                                                | 24                                               |                                                  |                                                  | 7                                                |                                                  | 4                                                | 18                                               | 4                                                | 5                                                | 7                                                | 2                                                |                                                  | 7                                                | 1                                                | 2                                                | 4                                                | 1                                                | 10                                               | 4                                                |

#### 12-poängare
| Jury         | Jury           | Jury |
| Antal        | Tävlande land  | Länder som gav 12 poäng |
| ------------ | -------------- | --- |
| 11           | Ukraina        | Bosnien och Hercegovina, Danmark, Georgien, Israel, Lettland, Makedonien, Moldavien, Polen, San Marino, Serbien, Slovenien |
| 9            | Australien     | Albanien, Belgien, Kroatien, Litauen, Nederländerna, Schweiz, Sverige, Ungern, Österrike                                   |
| 4            | Ryssland       | Azerbajdzjan, Cypern, Grekland, Vitryssland                                                                                |
| 3            | Armenien       | Bulgarien, Ryssland, Spanien                                                                                               |
| 3            | Sverige        | Estland, Finland, Tjeckien                                                                                                 |
| 2            | Belgien        | Australien, Irland |
| 2            | Italien        | Frankrike, Norge |
| 1            | Frankrike      | Armenien |
| 1            | Georgien       | Storbritannien |
| 1            | Israel         | Tyskland |
| 1            | Litauen        | Ukraina |
| 1            | Malta          | Montenegro |
| 1            | Nederländerna  | Island |
| 1            | Spanien        | Italien |
| 1            | Storbritannien | Malta |
| Teleröstning |                | |
| Antal        | Tävlande land  | Länder som gav 12 poäng |
| 10           | Ryssland       | Armenien, Azerbajdzjan, Bulgarien, Estland, Lettland, Moldavien, Serbien, Tyskland, Ukraina, Vitryssland                   |
| 6            | Serbien        | Bosnien och Hercegovina, Kroatien, Makedonien, Montenegro, Schweiz, Slovenien                                              |
| 6            | Ukraina        | Finland, Italien, Polen, San Marino, Tjeckien, Ungern                                                                      |
| 3            | Armenien       | Frankrike, Georgien, Ryssland                                                                                              |
| 3            | Australien     | Albanien, Malta, Sverige                                                                                                   |
| 3            | Litauen        | Irland, Norge, Storbritannien                                                                                              |
| 2            | Belgien        | Australien, Nederländerna                                                                                                  |
| 2            | Bulgarien      | Cypern, Spanien |
| 2            | Polen          | Belgien, Österrike |
| 2            | Sverige        | Danmark, Island |
| 1            | Cypern         | Grekland |
| 1            | Frankrike      | Israel |
| 1            | Lettland       | Litauen |

## Resultattabeller
Om man hade använt det gamla 50/50-systemet hypotetiskt, genom att kombinera tittarnas och juryns röster på varje land, då hade Australien vunnit, medan Ukraina hade kommit tvåa. Och om man hade använt det i semifinalerna, då hade det inte alls varit någon skillnad, men hade hamnat på olika placeringar. Man hade dock fått fram samma vinnare på varje, Ryssland och Australien. Tabellen nedan visar hur resultatet i finalen hade sett ut om man hade använt detta system (inklusive Danmarks röstningsfel).
| Placering | Land           | Poäng |
| --------- | -------------- | ----- |
| 1         | Australien     | 320   |
| 2         | Ukraina        | 279   |
| 3         | Ryssland       | 240   |
| 4         | Bulgarien      | 182   |
| 5         | Sverige        | 166   |
| 6         | Frankrike      | 156   |
| 7         | Armenien       | 141   |
| 8         | Litauen        | 102   |
| 9         | Belgien        | 89    |
| 10        | Nederländerna  | 76    |
| 11        | Lettland       | 75    |
| 12        | Österrike      | 69    |
| 13        | Italien        | 69    |
| 14        | Ungern         | 62    |
| 15        | Serbien        | 61    |
| 16        | Azerbajdzjan   | 55    |
| 17        | Georgien       | 55    |
| 18        | Cypern         | 52    |
| 19        | Polen          | 49    |
| 20        | Spanien        | 34    |
| 21        | Israel         | 27    |
| 22        | Storbritannien | 27    |
| 23        | Kroatien       | 23    |
| 24        | Malta          | 18    |
| 25        | Tyskland       | 8     |
| 26        | Tjeckien       | 1     |

### Icke-kvalificerade länder
Efter att finalen avslutades släpptes poäng och placeringar för semifinalisterna. Nedan redovisas uppgifterna för de semifinalister som inte tog sig till finalen efter totalpoäng.
| Placering | Land                    | Poäng | Sista program |
| --------- | ----------------------- | ----- | ------------- |
| 27        | Bosnien och Hercegovina | 104   | Semifinal 1   |
| 28        | Makedonien              | 88    | Semifinal 2   |
| 29        | Vitryssland             | 84    | Semifinal 2   |
| 30        | San Marino              | 68    | Semifinal 1   |
| 31        | Norge                   | 63    | Semifinal 2   |
| 32        | Montenegro              | 60    | Semifinal 1   |
| 33        | Slovenien               | 57    | Semifinal 2   |
| 34        | Island                  | 51    | Semifinal 1   |
| 35        | Finland                 | 51    | Semifinal 1   |
| 36        | Irland                  | 46    | Semifinal 2   |
| 37        | Albanien                | 45    | Semifinal 2   |
| 38        | Grekland                | 44    | Semifinal 1   |
| 39        | Danmark                 | 34    | Semifinal 2   |
| 40        | Moldavien               | 33    | Semifinal 1   |
| 41        | Schweiz                 | 28    | Semifinal 2   |
| 42        | Estland                 | 24    | Semifinal 1   |

## Kalender
Nedan redovisas viktiga händelser för Eurovision Song Contest 2016, inklusive uttagningsdatum för de tävlande länderna. För uttagningsdatumen är det endast finaler som redovisas.

### 2015

#### Maj
- 23 maj: Finalen av 2015 års upplaga av ESC avgjordes där Sverige tog hem segern.
- 25 maj: Malmö stad skickade in sin ansökan om att bli värdstad för ESC 2016.
- 25 maj: Göteborgs stad skickade in sin ansökan om att bli värdstad för ESC 2016.

#### Juni
- 2 juni: Sandviken och Gävle kommun skickade in sin gemensamma ansökan om att bli värdstad för ESC 2016.
- 11 juni: Malmö stad drog tillbaka sin ansökan om att bli värdstad för ESC 2016.
- 12 juni: Stockholms stad skickade in sin ansökan om att bli värdstad för ESC 2016.
- 12 juni: Örnsköldsviks kommun skickade in sin ansökan om att bli värdstad för ESC 2016.
- 15 juni: Linköpings kommun skickade in sin ansökan om att bli värdstad för ESC 2016.
- 18 juni: Första mötet mellan EBU och SVT.
- ? juni: Deadline för svenska städer att anmäla intresse för att bli värdstaden 2016.

#### Juli
- 8 juli: Sveriges Television presenterade Stockholm som värdstad för ESC 2016.
- 8 juli: Sveriges Television presenterade Martin Österdahl som exekutiv producent för ESC 2016.
- 21 juli: Monacos nationella TV-bolag meddelade att landet ej återvänder till ESC 2016.

#### September
- 1 september: Före detta datum får inga tävlande ESC-bidrag för 2016 ha varit publicerade för allmän lyssning.
- 2 september: Andorras nationella TV-bolag meddelade att landet ej återvänder till ESC 2016.
- 4 september: Luxemburgs nationella TV-bolag meddelade att landet ej återvänder till ESC 2016.
- 4 september: Sveriges Television meddelade Core team till Eurovision 2016.
- 9 september: Sveriges Television och Stockholm stad meddelade en preliminär budget.
- 15 september: Bosnien och Hercegovinas nationella TV-bolag meddelade att man hade anmält sig preliminärt att delta i ESC 2016.
- 15 september: Bulgariens nationella TV-bolag meddelade att man hade anmält sig preliminärt att delta i ESC 2016.
- 15 september: Första deadline för länder att bekräfta deltagande till ESC 2016.
- 16 september: Liechensteins nationella TV-bolag meddelade att landet väljer att inte göra debut till ESC 2016.
- 16 september: Ukrainas nationella TV-bolag meddelade att landet återvänder till ESC 2016.
- 21 september: Israel tilldelades att tävla i den andra semifinalen i ESC 2016.
- 22 september: Nederländerna presenterade sin artist.
- 23 september: EBU meddelade förändringar kring Big Five.
- 28 september: Slovakiens nationella TV-bolag meddelade att landet ej återvänder till ESC 2016.

#### Oktober
- 2 oktober: Montenegro presenterade sin artist.
- 7 oktober: Portugals nationella TV-bolag meddelade att landet hoppar av sin medverkan i ESC 2016.
- 9 oktober: Bosnien och Hercegovinas nationella TV-bolag meddelade att landet drar tillbaka sin anmälan, men att man ska försöka komma med hjälp av sponsorer.
- 10 oktober: Absolut deadline för länder att bekräfta deltagande/hoppa av tävlingen utan att få ekonomiskt straff.
- 13 oktober: Armenien presenterade sin artist.

#### November
- 3 november: Turkiets nationella TV-bolag meddelade att landet ej återvänder till ESC 2016.
- 4 november: Cypern presenterade sin artist.
- 16 november: Australien fick tillstånd att delta i ESC 2016.
- 19 november: Tyskland presenterade sin artist.
- 21 november: Tyskland drog tillbaka sitt artistval.
- 24 november: Bosnien och Hercegovinas nationella TV-bolag meddelade att landet återvänder till ESC 2016.
- 24 november: Makedonien presenterade sin artist.
- 25 november: Bosnien och Hercegovina presenterade sin artist.
- 26 november: EBU släppte deltagarlistan till det här årets tävling.
- 26 november: En första omgång av ESC-biljetter började att säljas.

#### December
- 10 december: Ryssland presenterade sin artist.
- 14 december: ESC-programledarna presenterades.
- 15 december: Georgien presenterade sin artist.
- 27 december: Albanien valde sitt bidrag (med artist).

### 2016

#### Januari
- 12 januari: San Marino presenterade sin artist.
- 13 januari: Irland presenterade sitt bidrag (med artist).
- 17 januari: Belgien valde sitt bidrag (med artist).
- 22 januari: Vitryssland valde sitt bidrag (med artist).
- 23 januari: Malta valde sitt bidrag (med artist).
- 25 januari: Lottningen för semifinalerna ägde rum.
- 25 januari: Sloganen och logotyp för ESC 2016 presenterades.

#### Februari
- 1 februari: Spanien valde sitt bidrag (med artist).
- 9 februari: Grekland presenterade sin artist.
- 12 februari: Österrike valde sitt bidrag (med artist).
- 13 februari: Danmark valde sitt bidrag (med artist).
- 13 februari: Schweiz valde sitt bidrag (med artist).
- 14 februari: Italien presenterade sin artist.
- 15 februari: Georgien presenterade vilket bidrag som har röstats fram till den internvalda artisten.
- 18 februari: EBU meddelade förändringar av röstningssystemet.
- 19 februari: Bosnien och Hercegovina presenterar sitt bidrag till sin artist.
- 19 februari: Bulgarien presenterade sin artist.
- 20 februari: Island valde sitt bidrag (med artist).
- 21 februari: Ukraina valde sitt bidrag (med artist).
- 22 februari: Cypern presenterade sitt bidrag till sin artist.
- 24 februari: Kroatien presenterade sin artist.
- 25 februari: Tyskland valde sitt bidrag (med artist).
- 26 februari: Storbritannien valde sitt bidrag (med artist).
- 27 februari: Finland valde sitt bidrag (med artist).
- 27 februari: Moldavien valde sitt bidrag (med artist).
- 27 februari: Norge valde sitt bidrag (med artist).
- 27 februari: Slovenien valde sitt bidrag (med artist).
- 27 februari: Ungern valde sitt bidrag (med artist).
- 28 februari: Lettland valde sitt bidrag (med artist).
- 29 februari: Frankrike presenterade sitt bidrag (med artist).
- 29 februari: En andra omgång av ESC-biljetter började att säljas.

#### Mars
- 2 mars: Armenien presenterade sitt bidrag till sin artist.
- 3 mars: Australien presenterade sin artist.
- 3 mars: Israel valde sitt bidrag (med artist).
- 4 mars: Montenegro presenterade sitt bidrag till sin artist.
- 4 mars: Nederländerna presenterade sitt bidrag till sin artist.
- 5 mars: Estland valde sitt bidrag (med artist).
- 5 mars: Polen valde sitt bidrag (med artist).
- 5 mars: Ryssland presenterade sitt bidrag till sin artist.
- 6 mars: Rumänien valde sitt bidrag (med artist).
- 7 mars: Makedonien presenterar sitt bidrag (med artist).
- 7 mars: Serbien presenterade sin artist.
- 9 mars: Kroatien presenterade sitt bidrag till sin artist.
- 9 mars: San Marino presenterade sitt bidrag (till sin artist).
- 10 mars: Azerbajdzjan presenterade sitt bidrag (med artist).
- 10 mars: Australien presenterade sitt bidrag till sin artist.
- 10 mars: Grekland presenterade sitt bidrag till sin artist.
- 11 mars: Tjeckien presenterade sitt bidrag (med artist).
- 12 mars: Litauen valde sitt bidrag (med artist).
- 12 mars: Serbien presenterade sitt bidrag till sin artist.
- 12 mars: Sverige valde sitt bidrag (med artist).
- 13 mars: Albanien presenterade sitt omgjorda bidrag.
- 13-15 mars: Delegationsmöte i Stockholm.
- 14 mars: Bulgarien presenterade sitt bidrag till sin artist.
- 14 mars: Italien presenterade sitt bidrag till sin artist.
- 14 mars: Sveriges startposition i finalen lottades.
- 14 mars: Senast detta datum skulle alla tävlande länder ha meddelat artist och bidrag.
- 18 mars: Biljetter till Eurovision The Party började att säljas.
- 21 mars: Bulgarien släppte sitt bidrag officiellt.

#### April
- 2 april: Eurovision PreParty Riga 2016 ägde rum i Riga, Lettland.
- 8 april: Startordningen för semifinalerna fastställdes.
- 8 april: En tredje omgång av ESC-biljetter började att säljas.
- 9 april: Eurovision in Concert hölls i Amsterdam, Nederländerna.
- 12 april: Israel Calling ägde rum i Tel Aviv, Israel.
- 17 april: London Eurovision Party ägde rum i London, Storbritannien.
- 22 april: Rumänien tvingades hoppa av tävlingen.
- 29 april: Namnen kring vilka personer som ska utgöra ländernas nationella jurygrupper offentliggjordes.

#### Maj
- 2 maj: Repetitionerna startade och presscentret öppnade.
- 8 maj: Invigningsfesten ägde rum.
- 9 maj: Genrepet för semifinal 1 skedde (där jurygrupperna avlade sina röster).
- 10 maj: Semifinal 1 direktsändes.
- 11 maj: Genrepet för semifinal 2 skedde (där jurygrupperna avlade sina röster).
- 12 maj: Semifinal 2 direktsändes
- 13 maj: Finalens startordning presenterades.
- 13 maj: Genrepet för finalen skedde (där jurygrupperna avlade sina röster).
- 14 maj: Finalen direktsändes och Ukraina korades till 2016 års vinnare.

## Anteckningar
1. ↑  på uppdrag av ARD.